# Église Saint-Martin de Néry
L'église Saint-Martin est une église catholique paroissiale située à Néry, en France. Elle se compose de trois parties distinctes. La nef et ses bas-côtés sont d'un discret style néo-gothique, et ont été inaugurés en 1901. Le clocher roman tardif des années 1140 se situe entre la nef et le chœur. Il se caractérise par son arc triomphal sculpté de bâtons brisés, sa voûte en berceau brisé, la sculpture soignée des chapiteaux tant à l'intérieur qu'autour des baies de l'étage de beffroi, et les colonnettes en délit qui cantonnent ces fenêtres. L'élégante flèche de pierre, qui cumule à 37 m de hauteur au-dessus du niveau du sol, a remplacé son prédécesseur roman au XVIe siècle, comme l'indiquent les quatre clochetons flamboyants aux angles. Enfin, le chœur, composé d'une courte travée droite et d'une abside à cinq pans, date de la période comprise entre 1260 et le début XIVe siècle, et les trois fenêtres du chevet présentent un remplage de style rayonnant tardif. Cependant, les voûtes et les vitraux ont été remplacés au XVIe siècle. Réduits à l'état de fragments, ces vitraux sont toujours en place. Le clocher et le chœur ont été inscrits aux monuments historiques par arrêté du 22 août 1949. Néry est aujourd'hui affilié à la paroisse de la vallée de l'Automne à Verbery, et des messes dominicales anticipées sont célébrées en l'église Saint-Martin cinq fois par an.

## Localisation

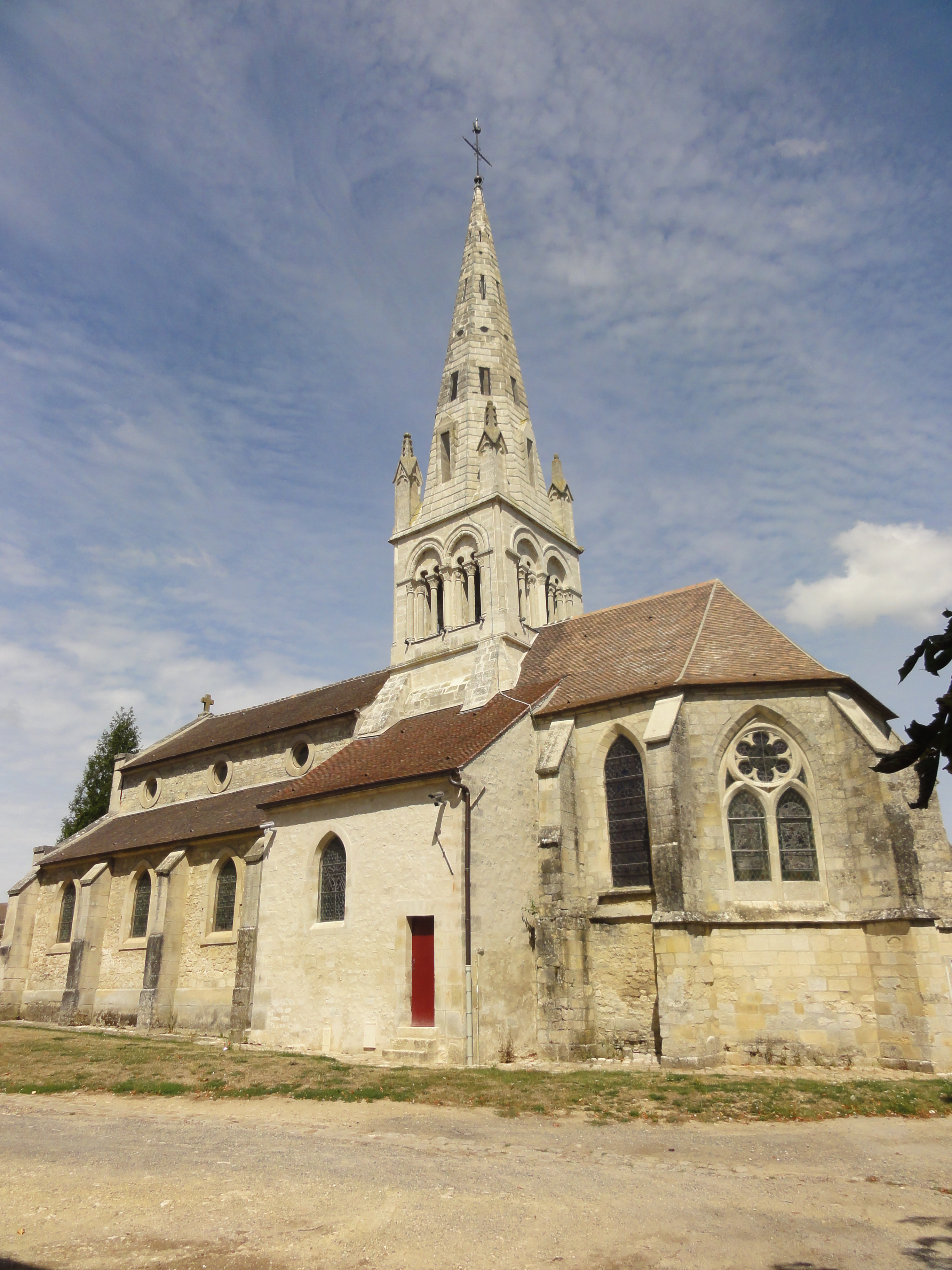
Vue depuis le sud-est.

L'église est située en France, en région Hauts-de-France et dans le département de l'Oise, dans le Valois, près de la vallée de l'Automne, sur la commune de Néry, place de l'Église. La façade occidentale donne sur cette vaste place aménagée en 1898, qui correspond à l'ancien cimetière. Elle se continue au sud de l'église, où elle devient toutefois plus étroite. Le chevet donne sur un terrain municipal à l'est de l'église. Ainsi, l'église est dégagée d'autres constructions, et bien visible, sauf depuis le nord, où elle touche de près à une propriété privée. L'on peut signaler l'implantation de deux autres monuments historiques à proximité. Au nord de la place, soit à gauche en regardant la façade de l'église, l'on trouve un portail de ferme du XVIIe siècle, avec un grand portail en anse de panier et une porte piétonne en plein cintre. Il a été inscrit par arrêté du 16 septembre 1949. Au sud de la place, et la long de la rue des Marmousseaux, l'on trouve une grande ferme encore intacte, constituée de deux grandes cours successives séparées par des bâtiments. Le portail, à droite en regardant l'église, est assez semblable à celui qui lui fait face, mais est surmonté de machicoulis. Un colombier cylindrique s'élève dans la première cour. Depuis la rue, l'on voit le pignon occidental du logis de la ferme, dit manoir de Lésigny. L'un des angles est flanqué d'une échauguette en encorbellement. L'enclos de ferme, avec le portail, le colombier et le logis, ont été inscrits par arrêté du 6 mars 1950.

## Histoire

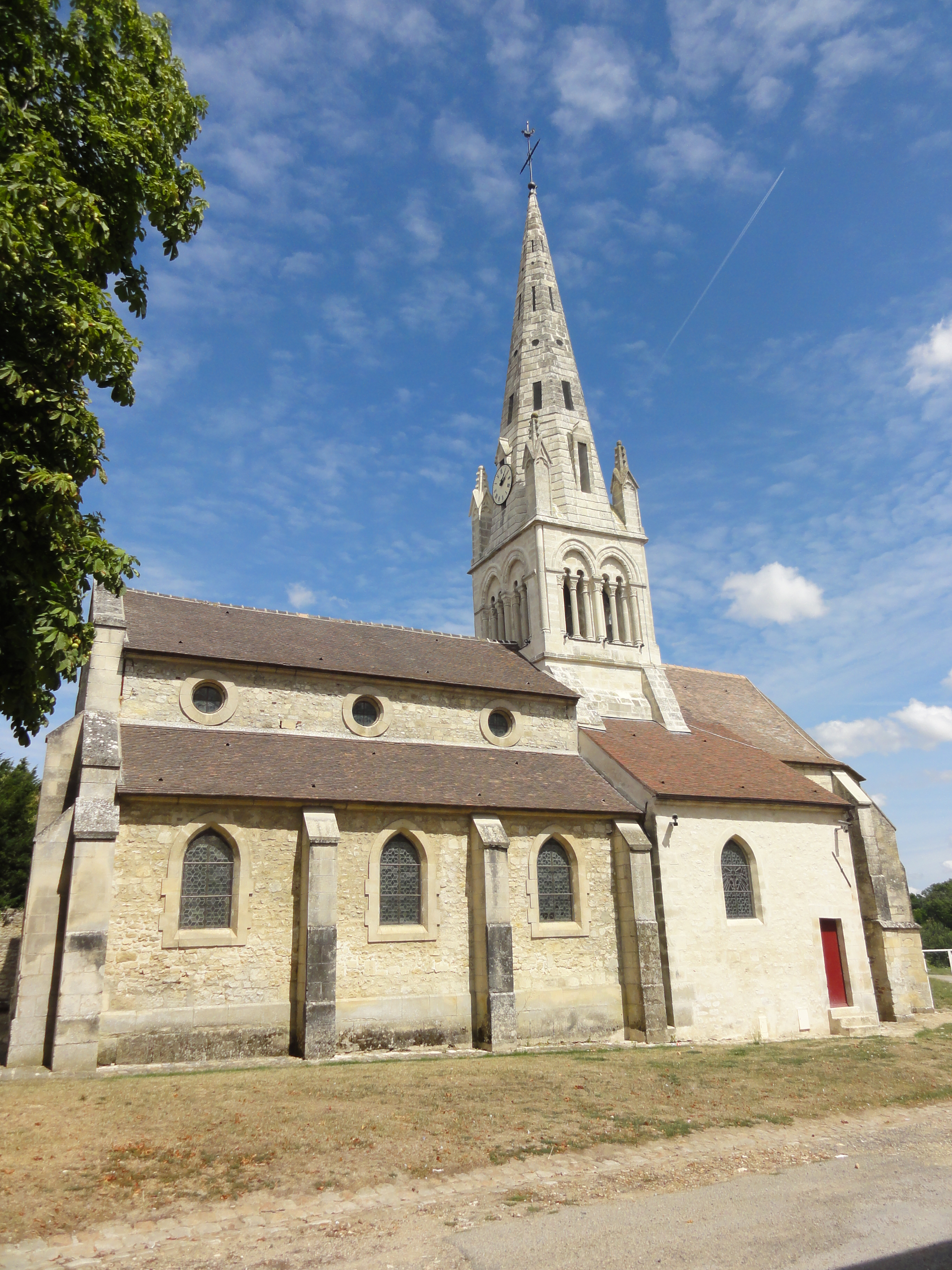
Vue depuis le sud.

Sous l'Ancien Régime, la paroisse de Néry relève du diocèse de Senlis, doyenné de Crépy-en-Valois. Le collateur de la cure est le chapitre de la cathédrale Notre-Dame de Senlis. La grosse dîme appartient à l'abbaye de Royallieu, près de Compiègne, dans le diocèse de Beauvais. L'église est dédiée à saint Martin de Tours. Son second patron est saint Amand de Maastricht, célébré le 6 février. Sa partie la plus ancienne est le clocher roman, qui est bâti au cours des années 1140 par le même atelier que le chœur de Béthisy-Saint-Pierre. Un nouveau chœur est édifié à la fin du XIIIe ou au début XIVe siècle, dans le style rayonnant tardif. Le chœur est revoûté à la période flamboyante, peut-être en 1533, date d'une nouvelle consécration de l'église par Mgr Guillaume Parvy, évêque de Senlis. L'on peut penser que le revoûtement du chœur est en lien avec la destruction de la flèche du clocher par la foudre ou une tempête, car la flèche de pierre actuelle ne daterait que du XVIe siècle selon Dominique Vermand (Eugène Lefèvre-Pontalis y voit une construction du XVe siècle). D'autres travaux ont lieu à l'approche du milieu du XVIe siècle. La façade occidentale est remaniée, et le bas-côté est ajouté ou reconstruit. L'un de ses piliers portait la date de 1547. La nef est encore remaniée et équipée d'un nouveau plafond en 1757. Les baies des bas-côtés sont repercées, en ne laissant subsister qu'une seule fenêtre du XVIe siècle. Par la suite, la partie supérieure de la flèche est emportée par un ouragan, et refaite en 1769.
Sous la Révolution française, le diocèse de Senlis est supprimé, et Néry est rattaché au diocèse de Beauvais à l'instar de l'ensemble des paroisses du département de l'Oise. La vieille nef, décrite comme plus basse que le chœur et très sombre par Louis Graves, ainsi que ses bas-côtés et le porche sont démolis à la fin du XIXe siècle. Une nouvelle nef néo-gothique de plan basilical est inaugurée en 1901. Dès 1930, Néry perd son dernier curé. Pendant soixante ans, l'église Saint-Martin est desservie par le curé de Saintines. Le clocher et le chœur de l'église sont inscrits aux monuments historiques par arrêté du 22 août 1949. En 1990, le dernier curé de Saintines, l'abbé Philippe Pamart, est muté pour Vieux-Moulin, et les églises du regroupement paroissial de Saintes rejoignent celui de Béthisy-Saint-Pierre. Son curé est l'abbé Jacques Monfort. Puis en 1996 le manque de prêtres motive la définition de seulement quarante-cinq nouvelles paroisses à l'échelle du département, et la paroisse de Béthisy est réunie à celle de Verberie. Cette très grande paroisse au titre de « paroisse de la vallée de l'Automne / paroisse Saint-Pierre » s'étend sur quatorze communes dont deux disposent de deux, voire trois églises (Néry et Fresnoy-la-Rivière). Le calendrier paroissial prévoyant des messes hebdomadaires dans deux églises (Verberie et Béthisy) et des messes bi-hebdomadaires dans deux autres (Saint-Sauveur et Morienval), il n'y a guère plus qu'une messe par trimestre à Néy. Il s'agit de messes dominicales anticipées, le samedi soir à 17 h 15 ou 18 h 30. — Il est à noter que l'église Saint-Martin n'est pas la seule église paroissiale de la commune : il y a également l'église Saint-Rieul de Vérines, ancienne commune rattachée à celles de Néry par décret du 27 septembre 1827,. Quant à l'église Saint-Madeleine de Vaucelle, autre hameau de la commune, elle a été démolie au XVIIIe siècle.

## Description

### Aperçu général

Plan de l'église.

Régulièrement orientée, avec une légère déviation de l'axe vers le sud-est du côté du chevet, l'église répond à un plan symétrique assez simple. Elle se compose d'une nef de trois travées accompagnée de bas-côtés ; d'une base du clocher flanquée d'une sacristie au sud ; et d'un chœur formée par une très courte travée droite et d'une abside à cinq pans. La base du clocher est voûtée en berceau. Les autres travées sont voûtées d'ogives ; cependant, les voûtes de la nef et du bas-côtés ne sont pas de vraies voûtes de pierre, mais réalisées en matériaux légers. La flèche du clocher cumule à une hauteur de 37 m au-dessus du niveau du sol. L'on accède à l'église par le portail occidental de la nef, ou par la porte de la sacristie. Le vaisseau central est recouvert d'une toiture à deux rampants, tandis que les bas-côtés et la sacristie sont munis de toits en appentis.

### Intérieur

#### Nef et bas-côtés

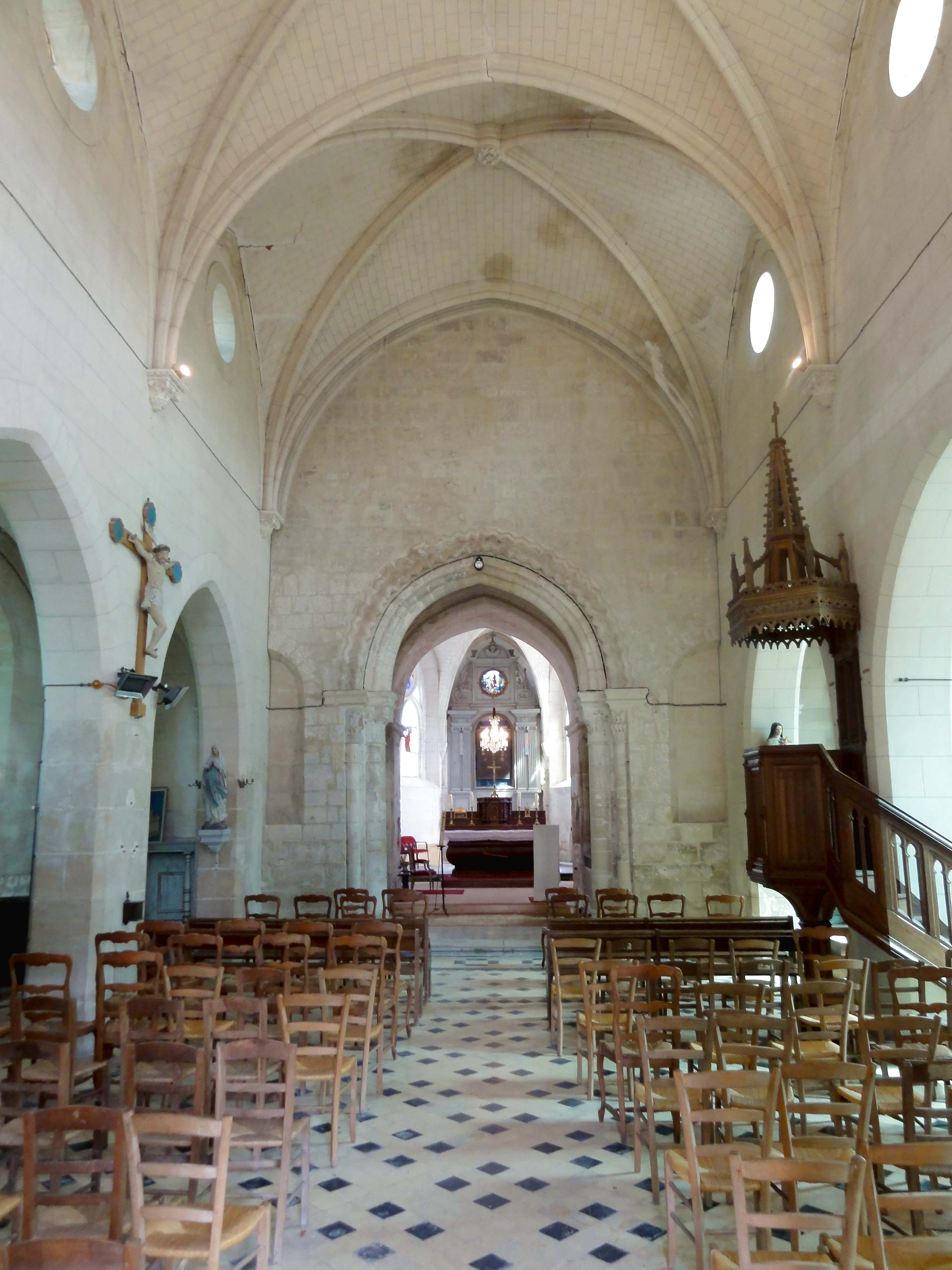
Nef, vue vers l'est.

Par ses proportions, avec une hauteur équivalente à une fois et demi la largeur, et la retombée des voûtes aux deux tiers de la hauteur des murs gouttereaux, la nef est d'un aspect élancé, et paraît conforme aux conventions à la période gothique. La largeur est assez généreuse, et deux fois plus importante que l'ouverture de l'arcade de la base du clocher entre les colonnettes. Cependant, comme le souligne Dominique Vermand, la nef romane devait être encore plus large, car le mur oriental est encore d'origine, et présente à gauche et à droite une arcature simulée en plein cintre, qui est pour moitié bouchée par les grandes arcades. Les bas-côtés, très étroits, sont ainsi pris sur la largeur de la nef primitive. Comme particularité, chacune des arcatures aurait contenu une petite baie en plein cintre à linteau monolithique, ce qui est une disposition originale. La hauteur de la nef néo-gothique est plus considérable que celle de son prédécesseur, et équivalente à presque deux fois celle de la base du clocher. La nef est à deux niveaux d'élévation, avec l'étage des grandes arcades et l'étage des fenêtres hautes. Les grandes arcades sont à peine plus petites que l'arcade de la base du clocher. Elles sont en tiers-point, et dépourvues de supports : l'on s'est contenté de tailler les angles en biseau. D'autres exemples d'arcades gothiques aussi austères existent à Baillval, Béthancourt-en-Valois, Béthisy-Saint-Martin, Duvy, Monchy-Saint-Éloi, Ormoy-Villers, Rocquemont, Saintines, Saint-Maximin, Saint-Vaast-de-Longmont et Viarmes. Sauf peut-être dans ce dernier cas, elles ont été percés dans les murs d'anciennes nefs uniques. Souvent, la retombée s'effectue sur des impostes moulurés.
L'étage des fenêtres hautes représente la moitié des élévations latérales. Malgré ceci, les fenêtres hautes ne sont que de petits oculi poussés haut sous les formerets. Des oculi sont parfois utilisés comme fenêtres hautes à la première période gothique, comme à Frouville, Grisy-les-Plâtres (deux premières travées), Marly-la-Ville, Saint-Ouen-l'Aumône, Vallangoujard et dans le chœur de Jouy-le-Moutier. Contrairement à l'usage à la période gothique, les oculi ne sont pas ébrasées. En revanche, les fenêtres des bas-côtés le sont. Elles prennent la forme de lancettes simples en arc brisé. Chaque bas-côté à une fenêtre occidentale et trois fenêtres latérales. Les murs du chevet sont aveugles, puisque les dernières travées accueillent des autels avec des retables. Le chevet du bas-côté sud est de toute façon mitoyen de la sacristie. Reste à évoquer la rosace occidentale de la nef, qui est munie d'un remplage formé par un quatre-feuilles enfermant un petit oculus central. Le type de remplage, à écoinçons ajourés, n'est pas cohérent avec la première période gothique suggérée par les grandes arcades et par les autres fenêtres. En plus, le nombre de lobes est normalement supérieur. Quant aux voûtes, elles sont en arc brisé, et munies de formerets, ce qui suggère une exécution soignée. Cependant, la retombée s'effectue sur des culs-de-lampe, comme souvent dans les nefs voûtées après coup. Ce parti est cohérent avec la nature des grandes arcades, qui permettent d'imaginer que la nef actuelle soit issue de la transformation d'une ancienne nef unique. Moins crédible est l'application du même profil monotorique assez fin sur les ogives et doubleaux à la fois, ainsi que la sculpture des culs-de-lampe, dont le tailloir à denticules et les volutes corinthiennes témoigne d'une hésitation entre le gothique et la Renaissance.

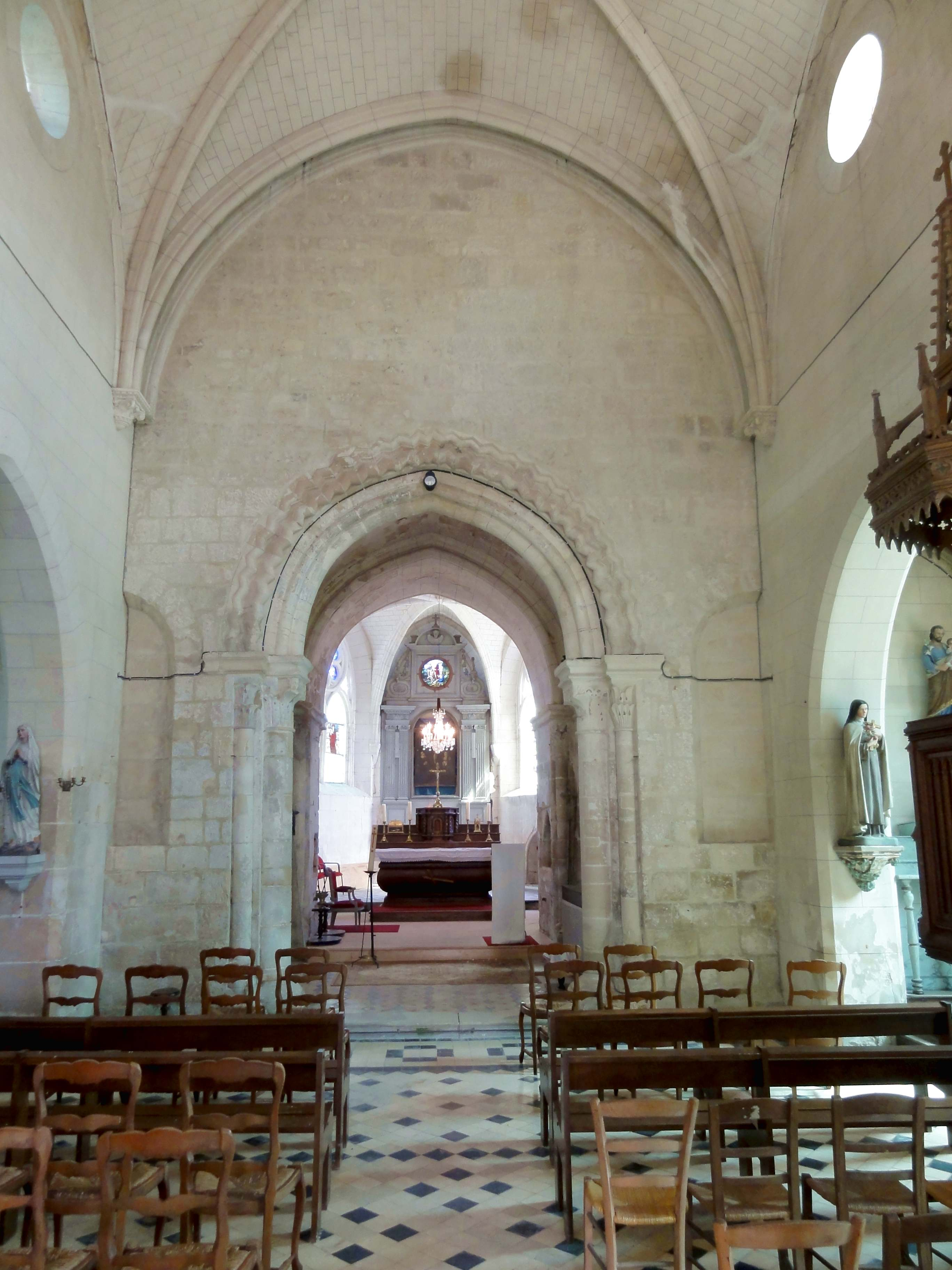
Nef, vue vers l'est.
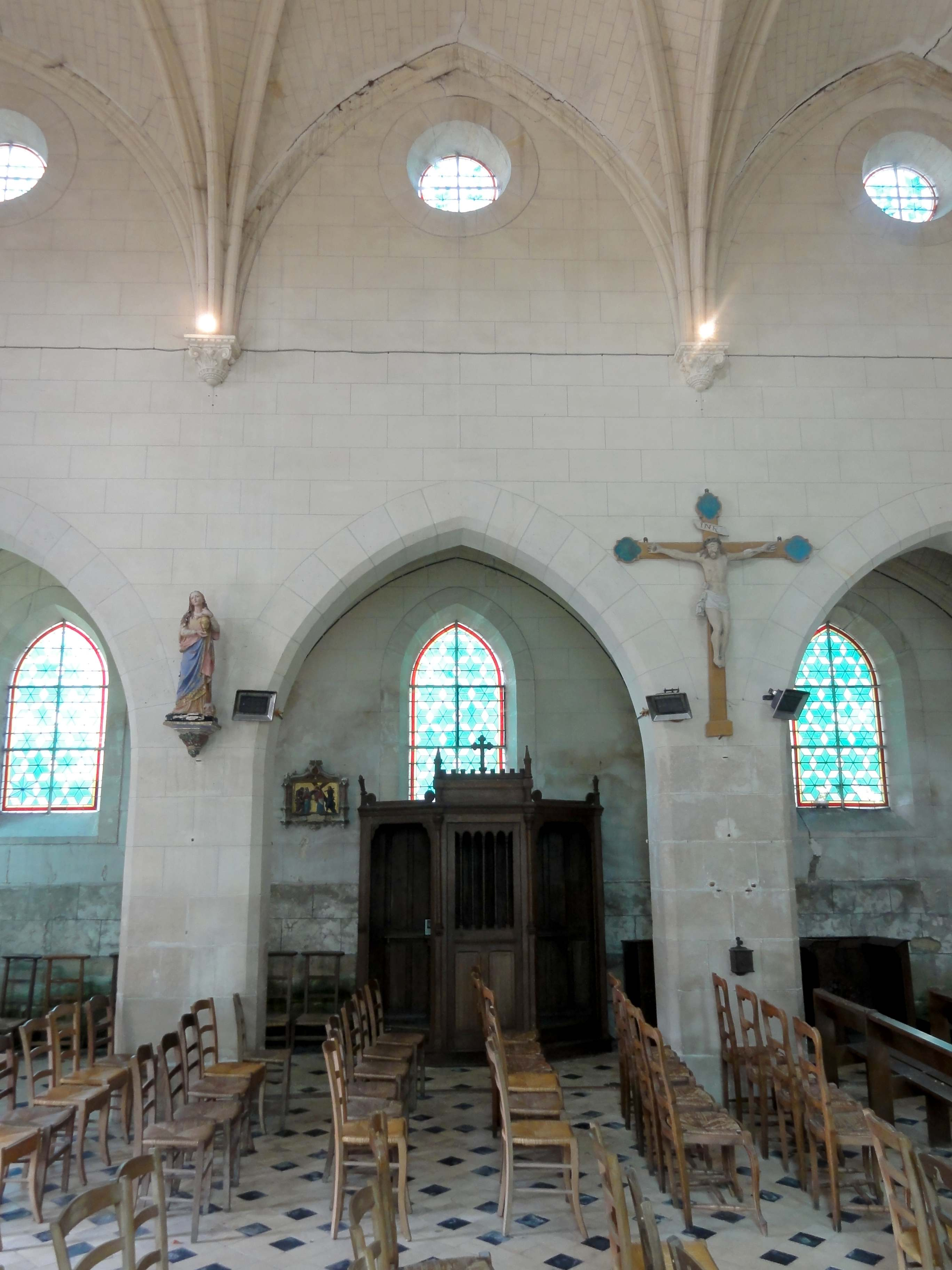
2e travée, élévation nord.
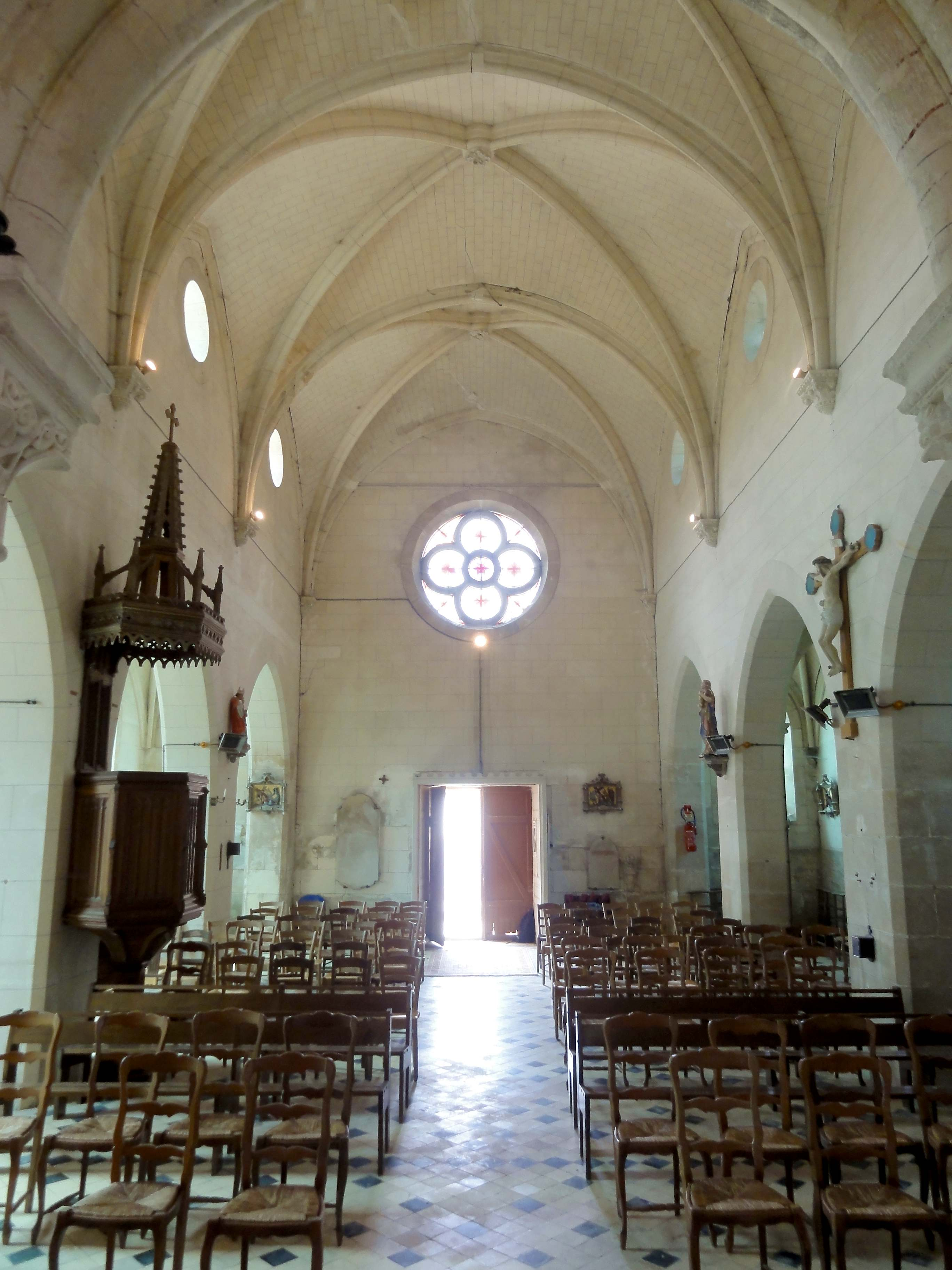
Nef, vue vers l'ouest.
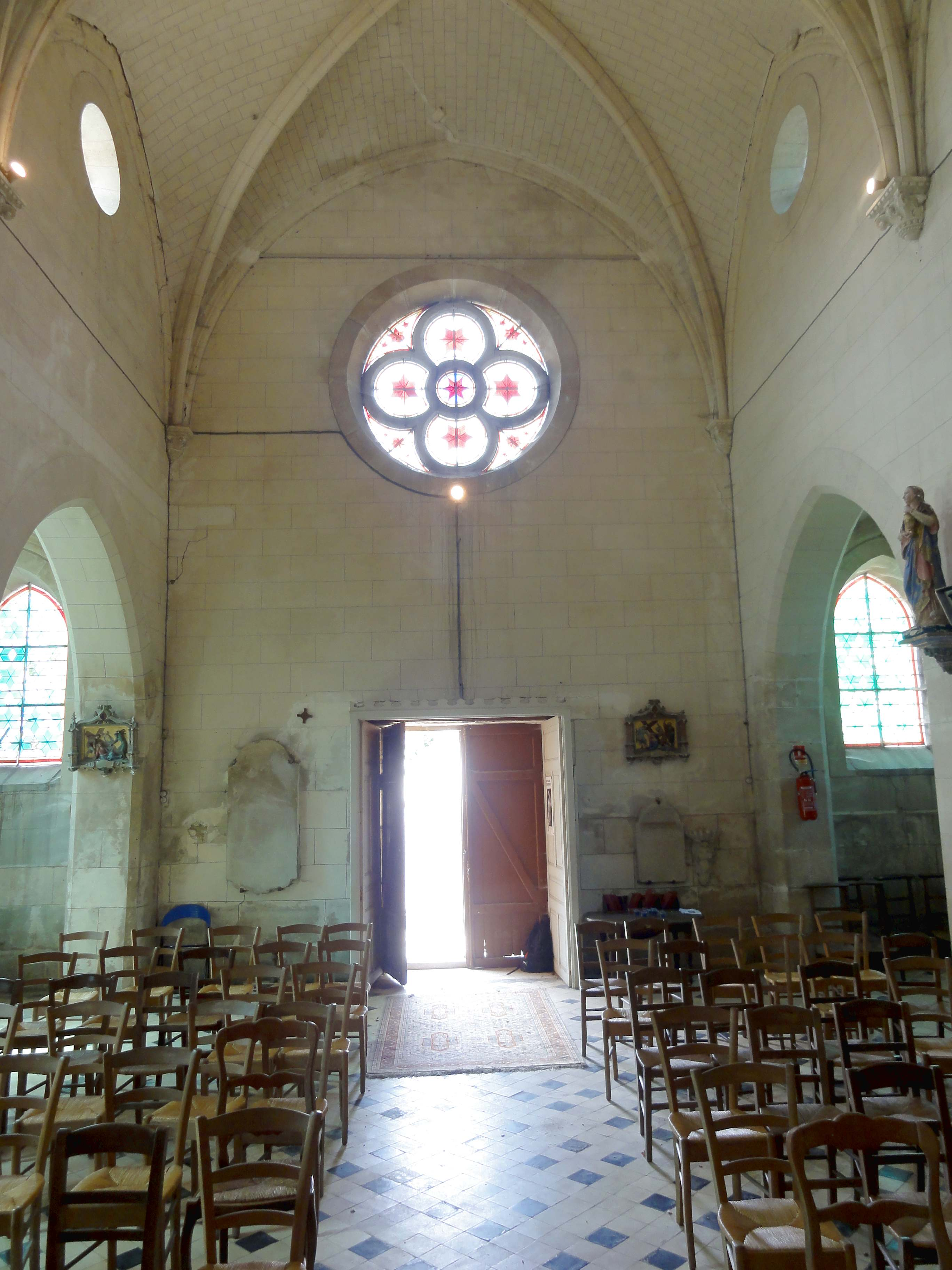
Nef, vue vers l'ouest.
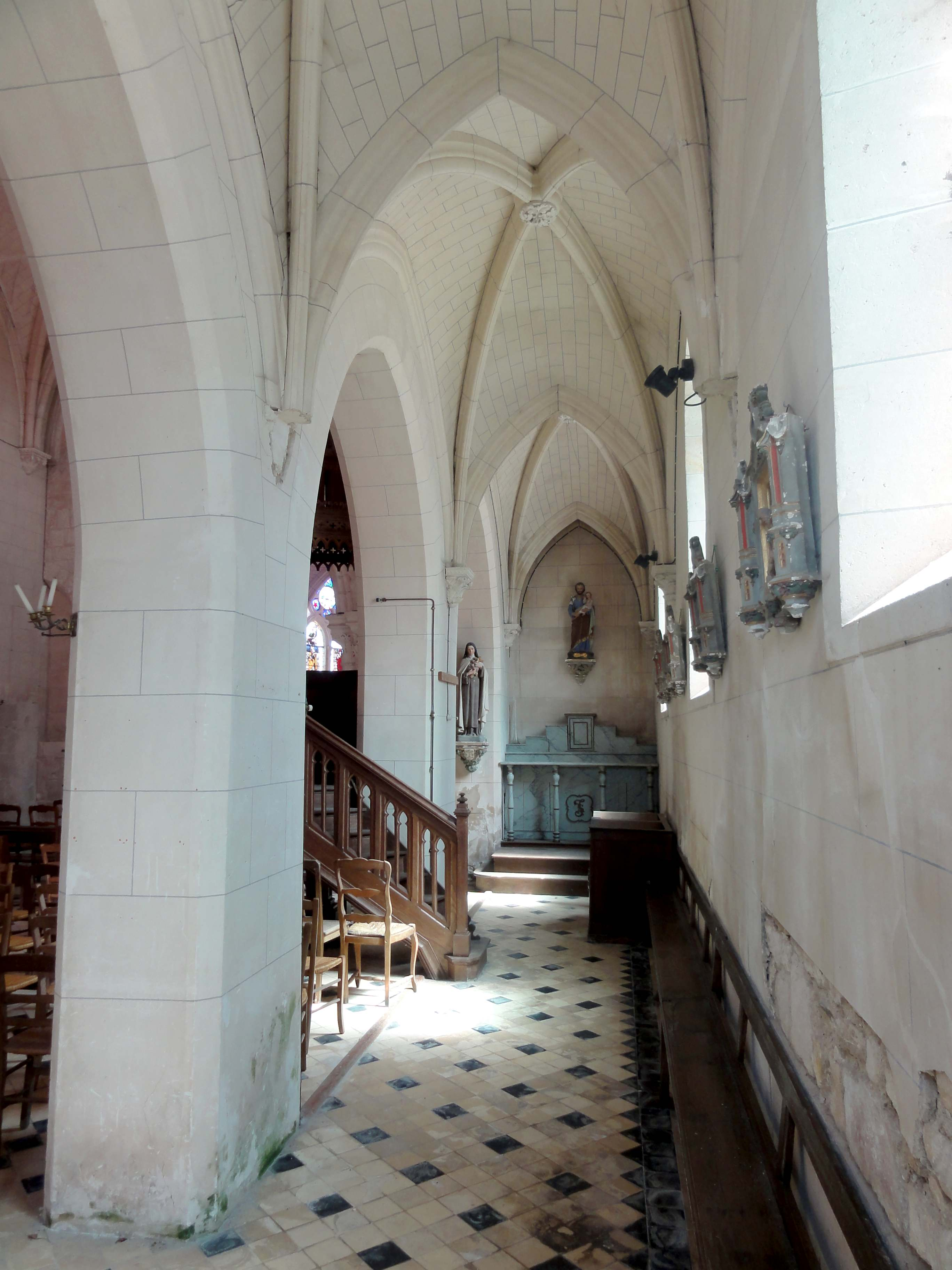
Bas-côté sud.
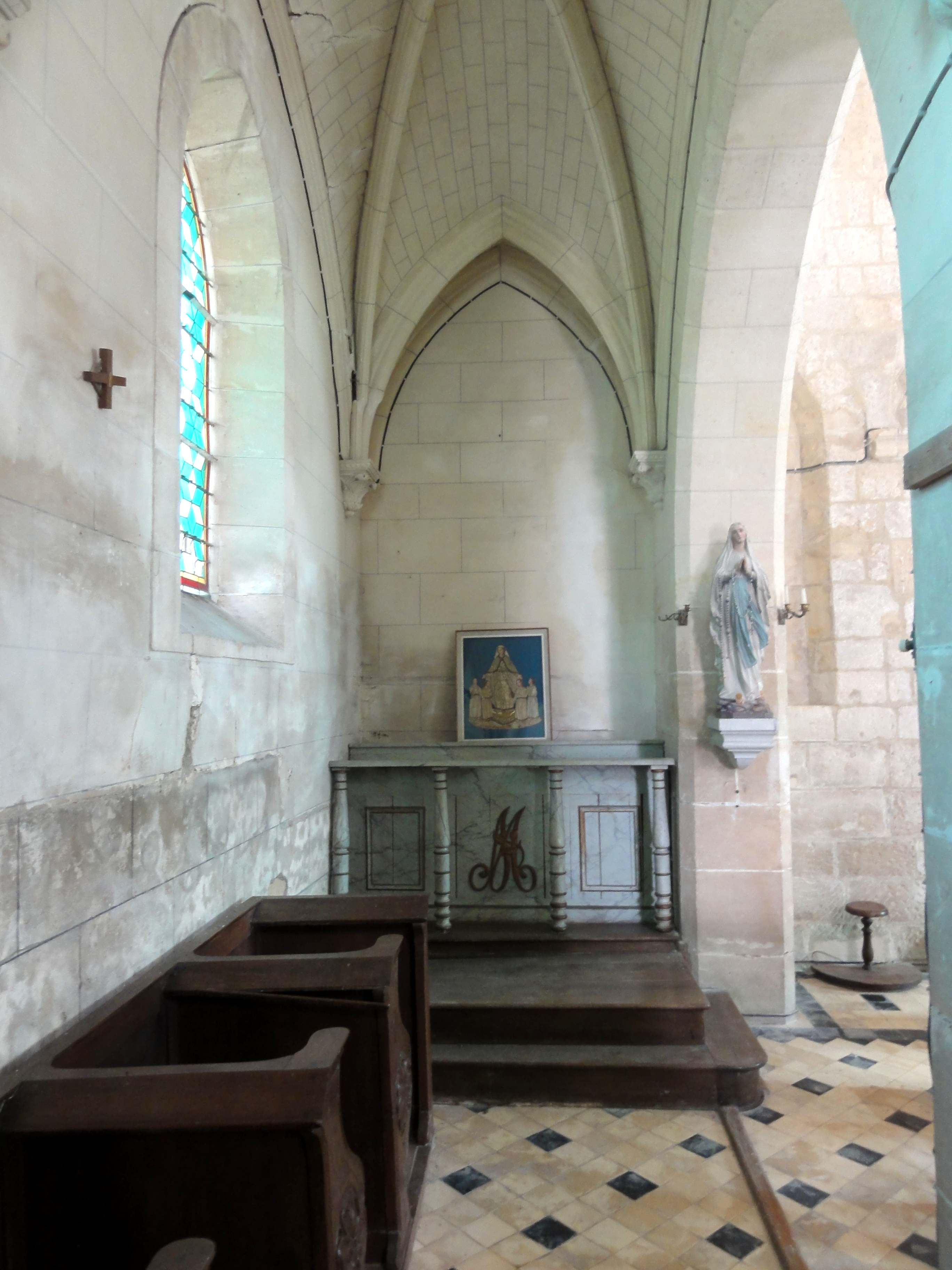
Bas-côté nord.

#### Base du clocher

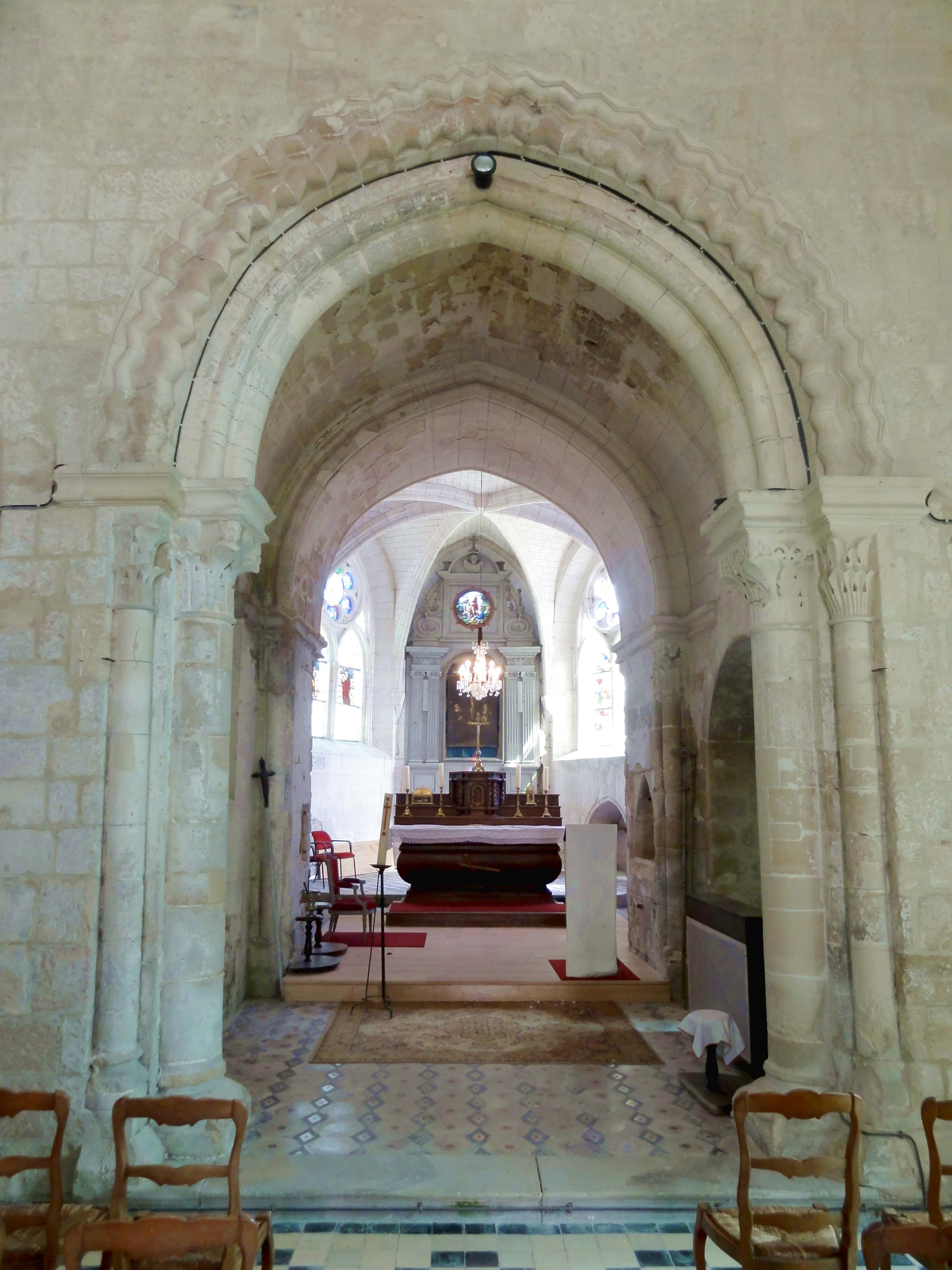
Vue depuis la nef.

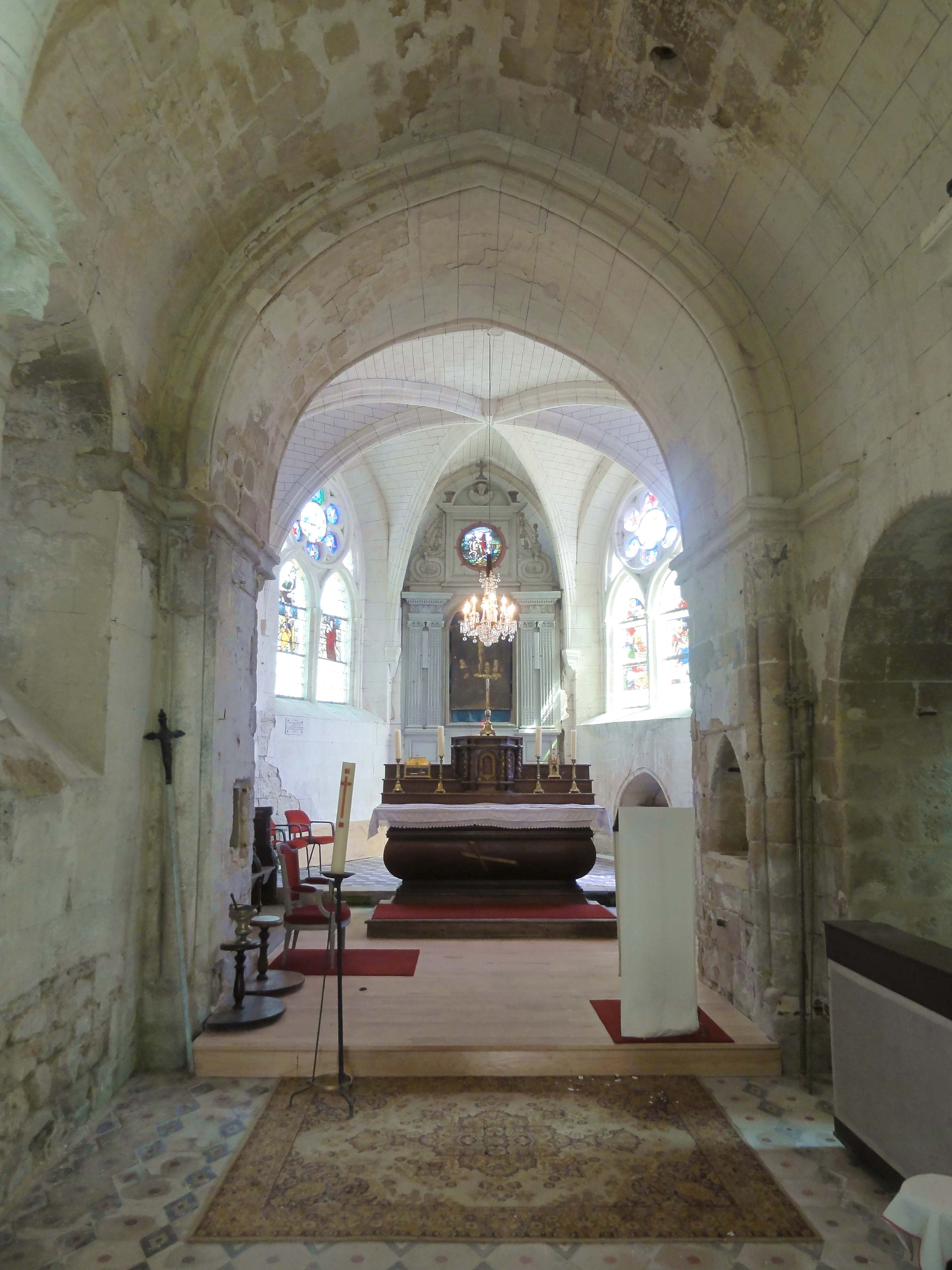
Vue vers l'est.

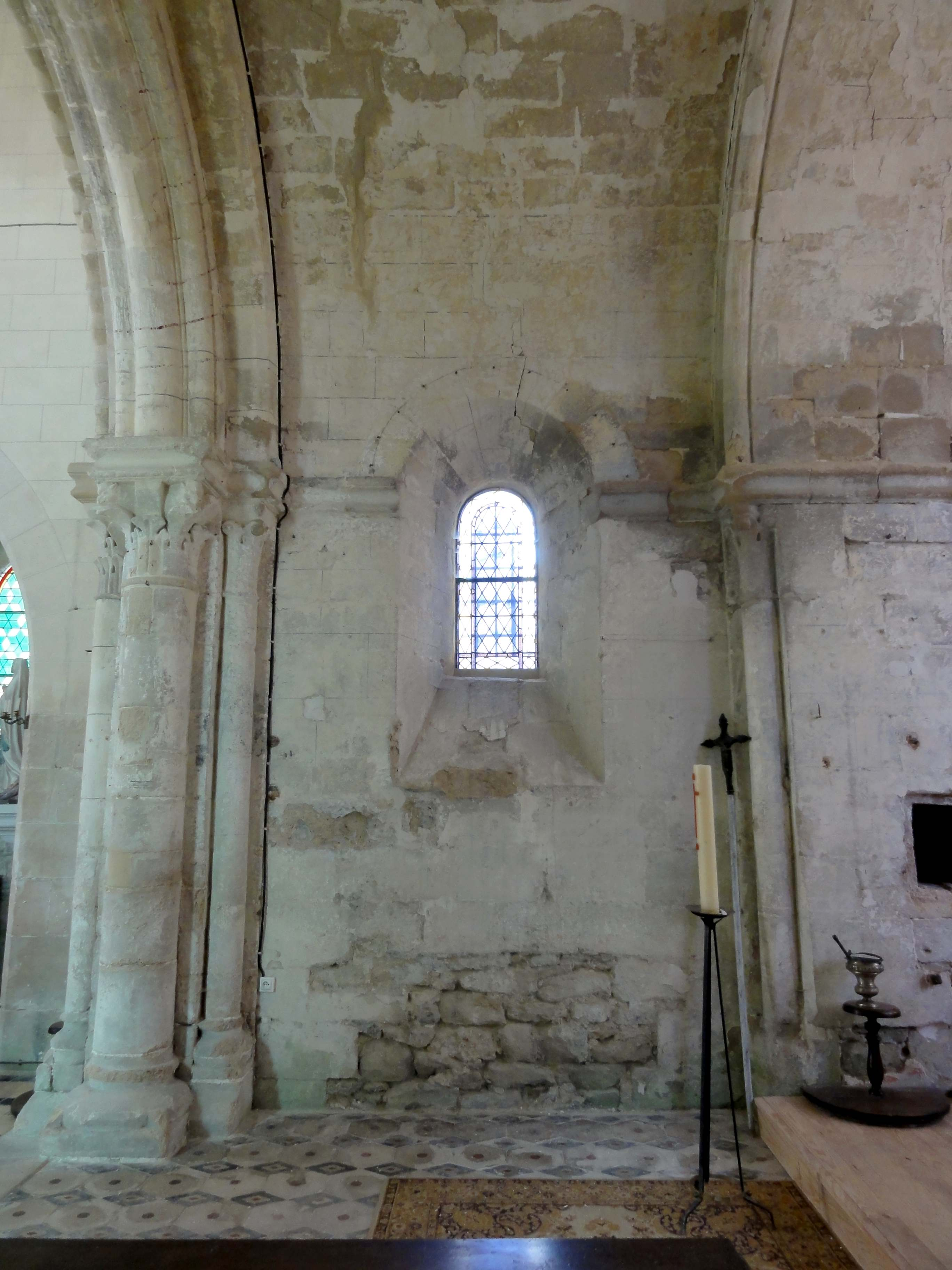
Vue vers le nord.

La base du clocher, en même temps première travée du chœur liturgique, s'ouvre par un arc triomphal en tiers-point, dont le tracé n'est pas tout à fait régulier. Cet arc est à double rouleau, et retombe sur des faisceaux d'une colonne engagée et de deux colonnettes logées dans les angles rentrants des piédroits. Du côté de la nef uniquement, le rang de claveaux supérieur est sculpté de deux rangs de bâtons brisés, dont le rang inférieur figure à l'angle, et est ainsi partagé avec l'intrados. Le rang de claveaux inférieur est mouluré d'un gros boudin entre deux autres boudins. L'arc triomphal de Béthisy-Saint-Pierre est identique, sauf que le rang de claveaux supérieur a perdu ses colonnettes à chapiteaux, qui ont été remplacés par des culs-de-lampe, et n'existe pas côté chœur. Sans évoquer les nombreuses occurrences sur les portails et les baies des clochers, des bâtons brisés se trouvent également sur les grandes arcades de Bury et de la salle capitulaire du prieuré Saint-Arnoul à Crépy-en-Valois ; les doubleaux du transept de Foulangues ; les arcades du rond-point de l'abside de Chars et Saint-Germer-de-Fly ; les ogives de la troisième travée d'Acy-en-Multien et de la salle à l'étage du massif occidental de Saint-Leu-d'Esserent ; dans la chapelle Saint-Louis du château royal de Senlis ; dans la travée nord de l'avant-nef de la basilique Saint-Denis ; et dans la chapelle axiale de Saint-Martin-des-Champs. C'est à Bury que le motif a été travaillé avec la plus grande virtuosité. Le profil des trois boudins ou tores accolés apparait également à Acy-en-Multien, Brignancourt, Marolles, et Noël-Saint-Martin. Plus fréquemment, le rang de claveaux inférieur prend le profil d'un gros boudin seul, comme à Bémont et Pondron, et, associé à des voûtes d'arêtes, à Seraincourt et Saint-Gervais, dans le Vexin français. Reste à préciser que le rouleau supérieur de l'arc triomphal n'est pas du tout mouluré côté chœur.
Les tailloirs des chapiteaux sont moulurés d'une plate-bande, d'un cavet, d'une baguette et de deux listels. Comme à Béthisy-Saint-Pierre, la partie supérieure de la corbeille des grands chapiteaux est partiellement évidée, mais pas en segments de cercle. De petites têtes de monstre figurent aux angles. Le motif principal des chapiteaux sont les feuilles d'eau, qui développent ici un rare raffinement, comme à Saint-Christophe-en-Halatte et dans la cathédrale de Senlis. Les petits chapiteaux côté nef et les grands chapiteaux ont deux rangs de feuilles d'eau. Le grand chapiteau du sud affiche en outre des volutes très élaborées entre les feuilles d'angle du deuxième rang. Plus simples sont les petits chapiteaux côté chœur. Celui du nord est même un chapiteau à volutes d'angle stéréotypé, comme l'en on trouve dès le XIe siècle. Comme pour la mouluration de l'arc triomphal, l'on constate que l'architecte part de l'hypothèse que le spectateur regarde de l'ouest vers l'est : c'est effectivement vrai pour les fidèles dans la nef, mais aussi pour le prêtre, jusqu'à la réforme liturgique à la suite du concile Vatican II. Les fûts sont appareillés. Leurs bases ne sont plus que partiellement conservées. Elles se composent d'un petit boudin, d'une scotie au fond plat, et d'un gros boudin aplati. Pour les grands fûts, il est flanqué de griffes d'angle. Les bases des petits et des grands fûts ne se situent pas au même niveau, car les socles des petits fûts sont plus élevés, et comportent deux ressauts chanfreinés entre une courte section verticale. Les socles des grands fûts sont de simples blocs cubiques.
L'intérieur de la base du clocher est notamment caractérisé par son voûtement en berceau brisé. Dans une région qui a joué un rôle prépondérant dans la diffusion du voûtement d'ogives en France, avec la Normandie, le voûtement en berceau représente déjà un parti archaïsant à l'approche du milieu du XIIe siècle. Dans les environs, seules les églises de Labruyère et Marolles possèdent également une base de clocher voûtée en berceau brisé. La base du clocher de Villers-Saint-Frambourg est voûtée en berceau plein cintre, et l'on peut également citer Belle-Église, Bouconvillers, Deuil-la-Barre, Fay-les-Étangs, Fontenay-Saint-Père, Fleury, Serans et Senots. Des voûtes en berceau brisé se trouvent aussi dans la nef de Ducy, et dans les chœurs de Béthisy-Saint-Pierre, Labruyère et Monchy-Saint-Éloi. Les chœurs d'Asnières-sur-Oise, Catenoy, Saint-Clair-sur-Epte et Santeuil ; la première travée de la chapelle de la Vierge de Saint-Vaast-de-Longmont ; et l'ancienne chapelle du manoir de Rouffiac à Pontpoint sont quelques autres exemples de voûtes en berceau plein cintre. Comme c'est la règle pour les voûtes en berceau tardives, la voûte est délimitée des murs latéraux par un bandeau mouluré, qui est situé au même niveau que les tailloirs des chapiteaux, et adopte le même profil. Au nord, ce bandeau se trouve interrompu par le profond ébrasement d'une petite baie en plein cintre d'origine. Au sud, il s'interrompt au-dessus de l'arcade en plein cintre percée après coup pour établir la liaison avec une petite chapelle. Louis Graves évoque un croisillon sud avec deux pignons et une fenêtre ogivale géminée. Aujourd'hui, l'on ne trouve en tout cas plus qu'une sacristie sans intérêt architectural.
« À l'est », écrit Dominique Vermand, « une courte section rectiligne introduisait à l'abside romane », comme on peut le voir à Laigneville et Mogneville. La largeur et la hauteur diminuent légèrement, comme c'est parfois le cas quand une deuxième voûte romane se raccorde à une voûte en berceau (Catenoy, Saint-Vaast-de-Longmont…). Le ressaut est amorti par deux fines colonnettes à chapiteaux et une archivolte moulurée d'une gorge et d'un tore. La sculpture des chapiteaux est de la même facture qu'au niveau de l'arc triomphal. Côté chœur, la disposition est analogue, ce qui prouve que l'on n'est pas face à l'amorce d'une voûte en cul-de-four, et que le chœur roman devait au moins être aussi large et aussi élevé que la base du clocher. Les chapiteaux sont ici abîmés. Une piscine liturgique est prise dans l'épaisseur du mur méridional. Son arc en tiers-point est taillé dans un seul bloc de pierre. — En résumé, l'église romane « était un bon exemple de construction simple dans ses dispositions générales mais très soignée dans son exécution, comme il s'en bâtissait alors en grand nombre dans la région » (Dominique Vermand).

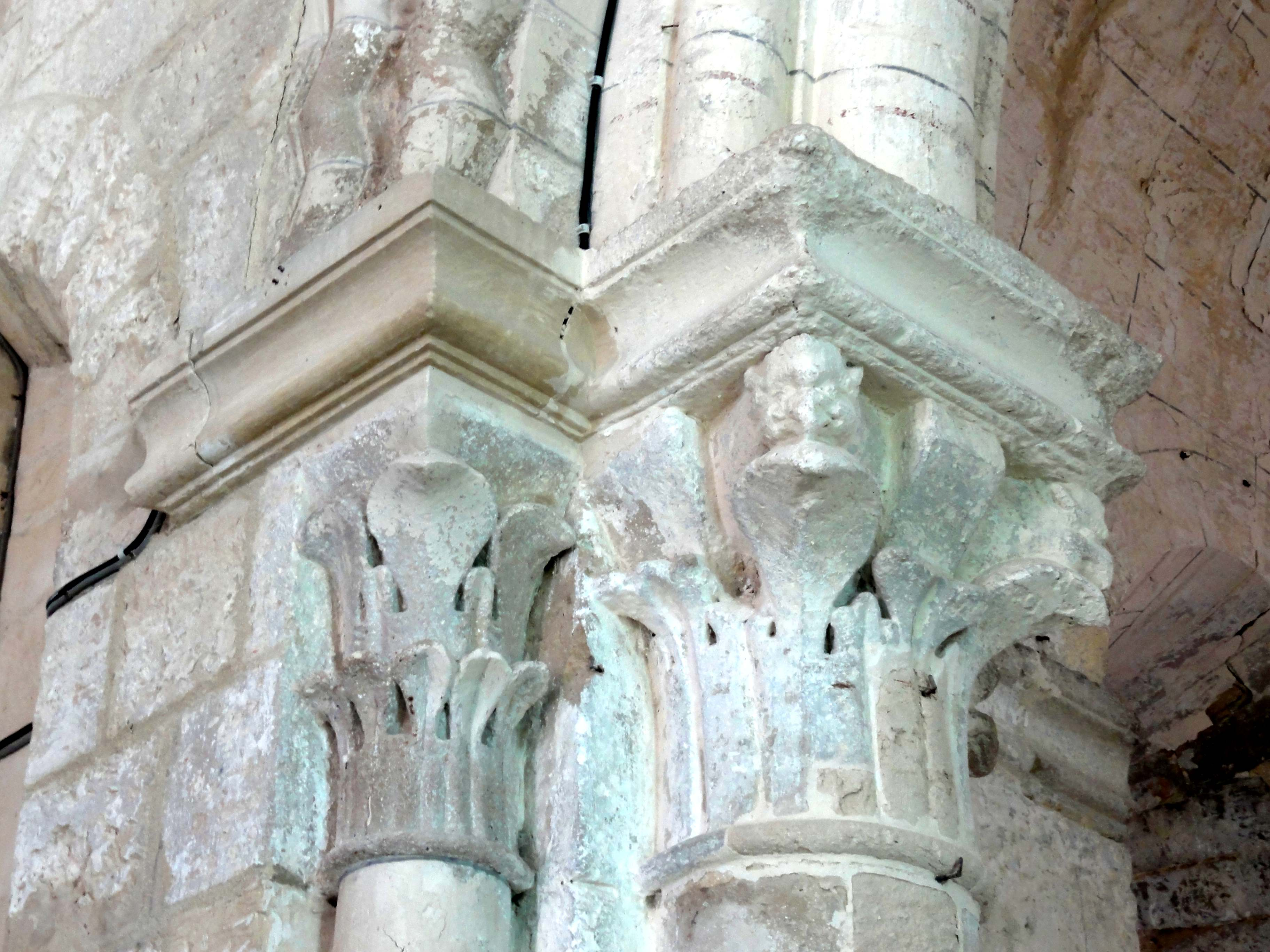
Arc triomphal, chapiteaux côté nord.
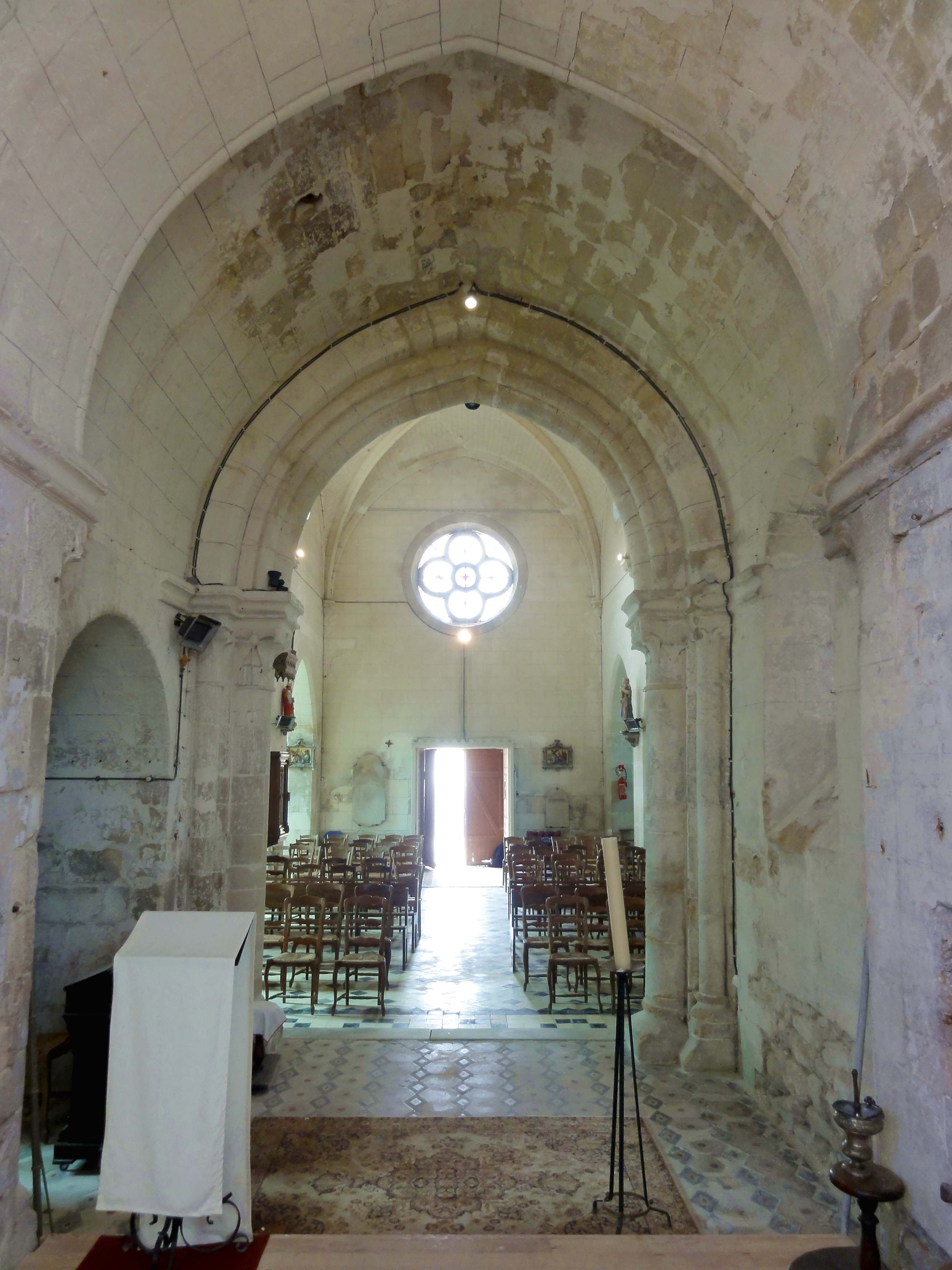
Vue vers l'ouest.
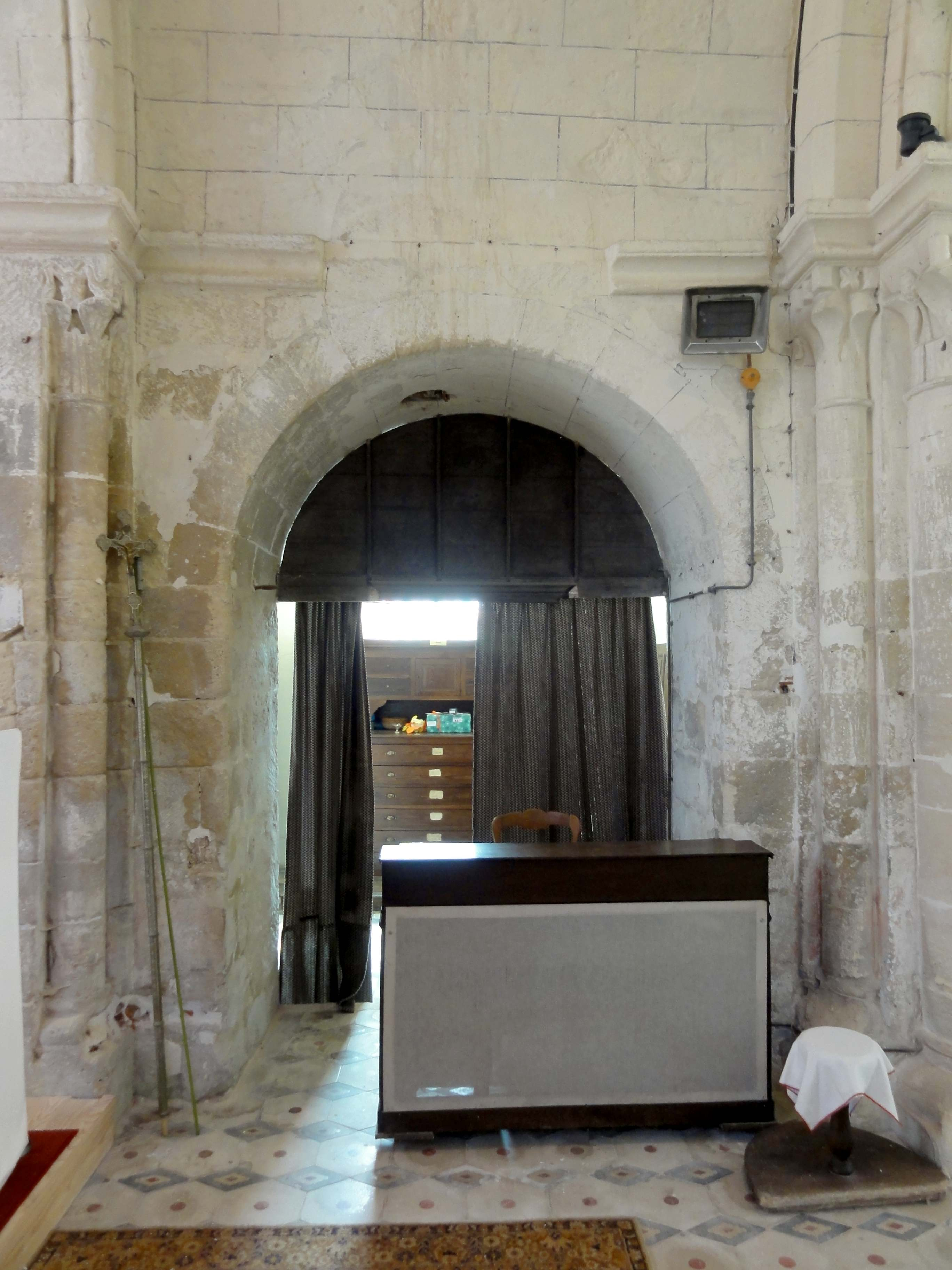
Vue vers le sud ; arcade ouvrant dans la sacristie.
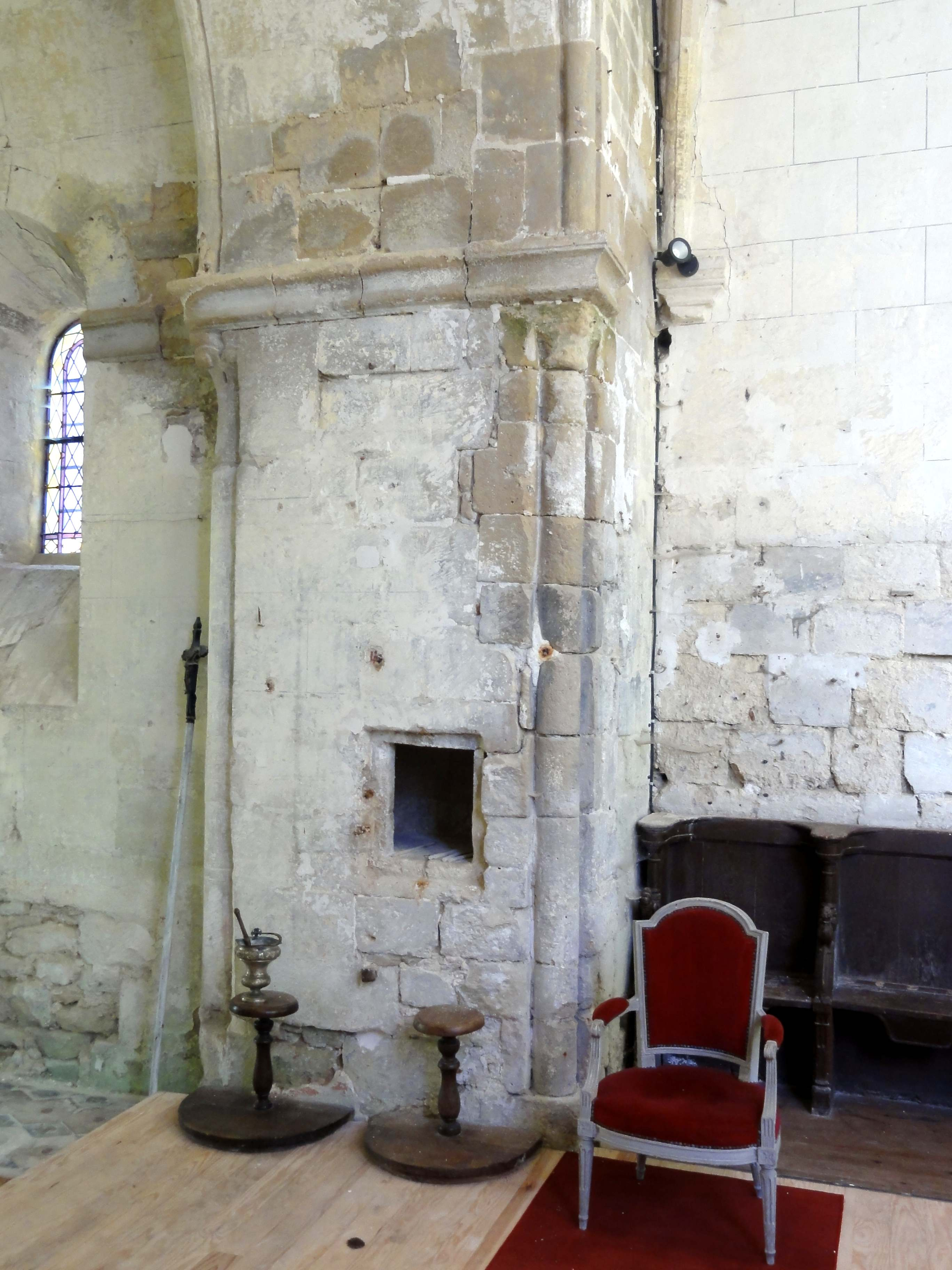
Section rectiligne introduisant à l'abside.
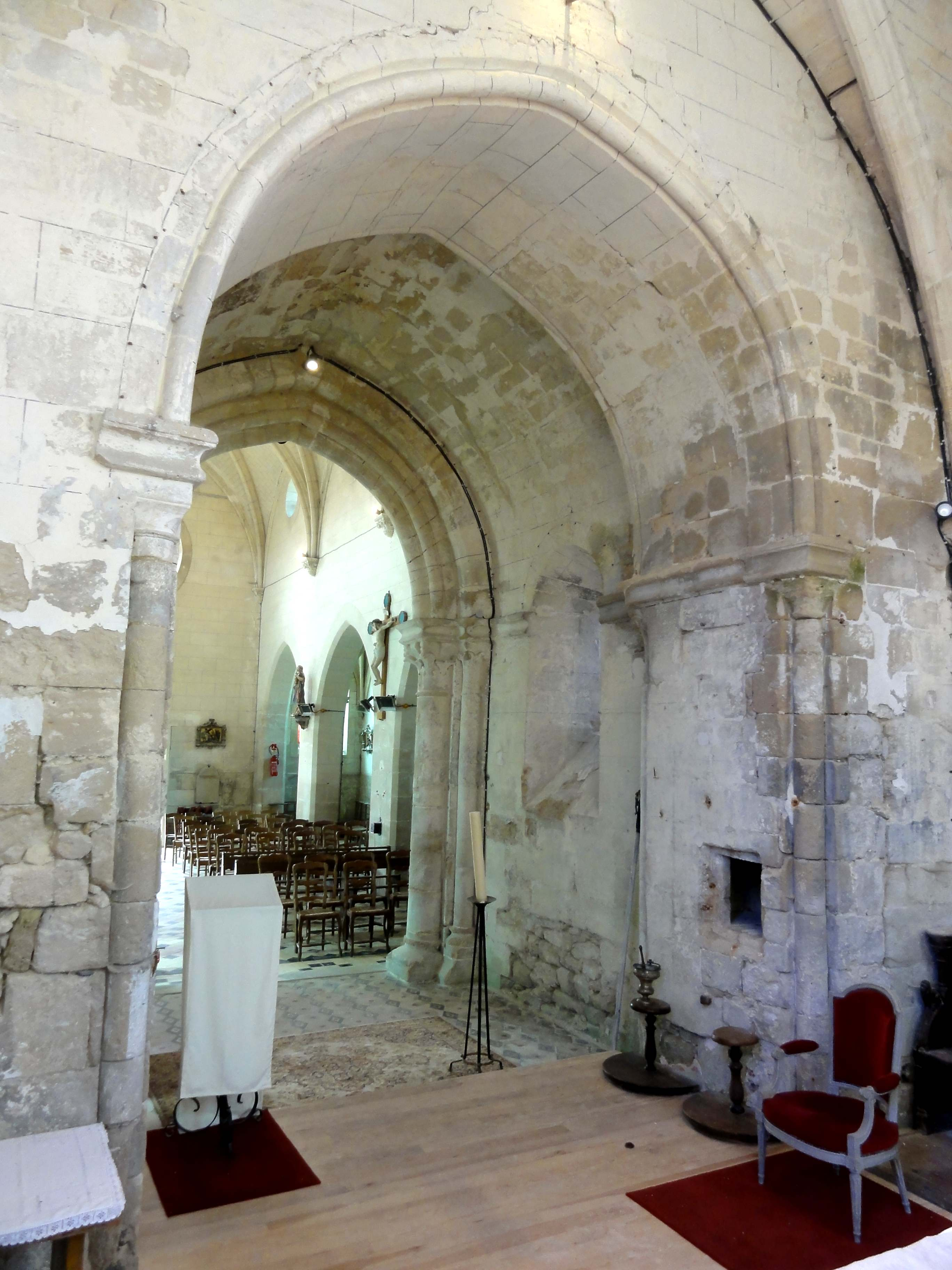
Vue dans la base du clocher depuis le chœur.
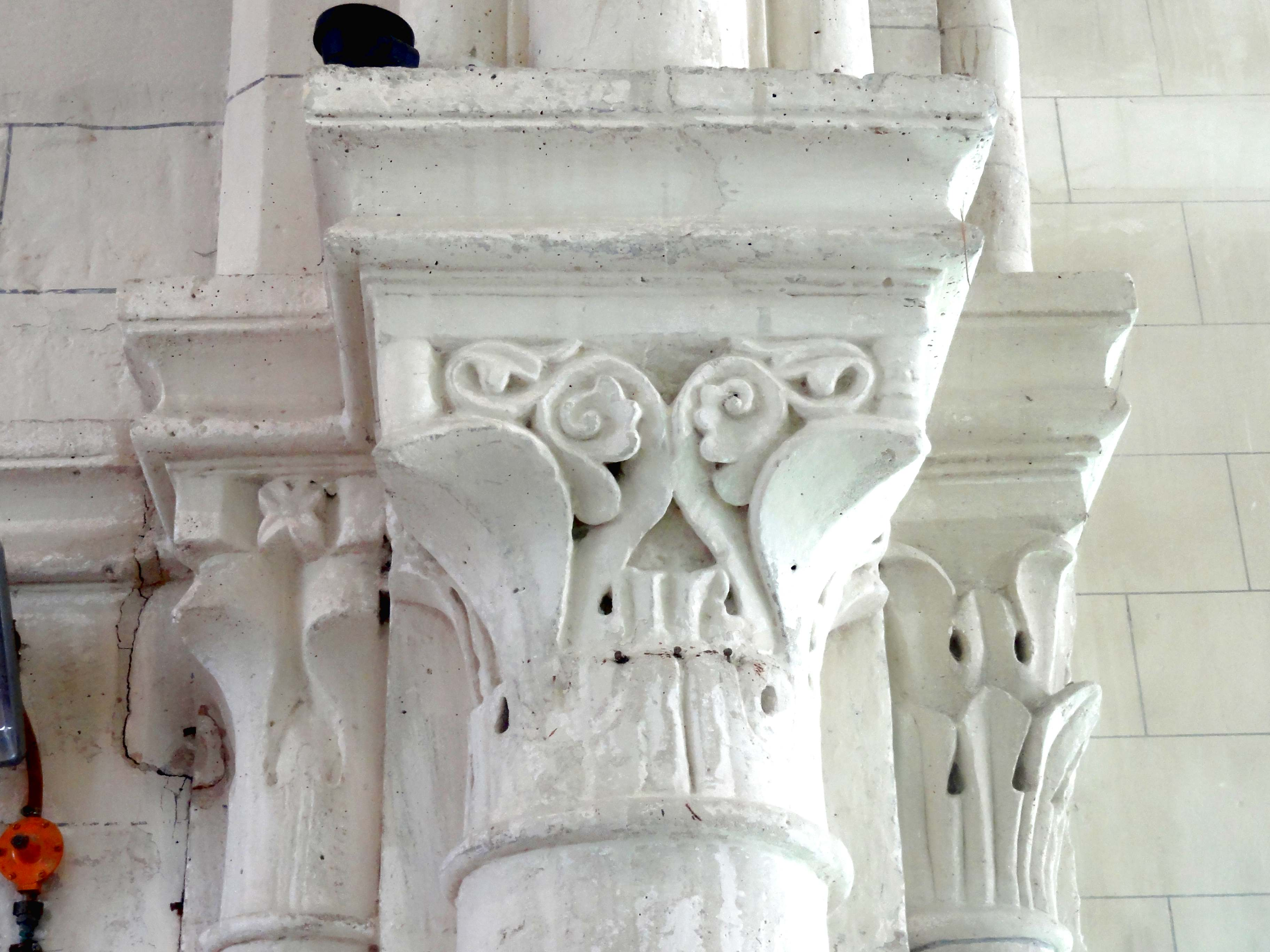
Arc triomphal, chapiteaux côté sud.

#### Chœur

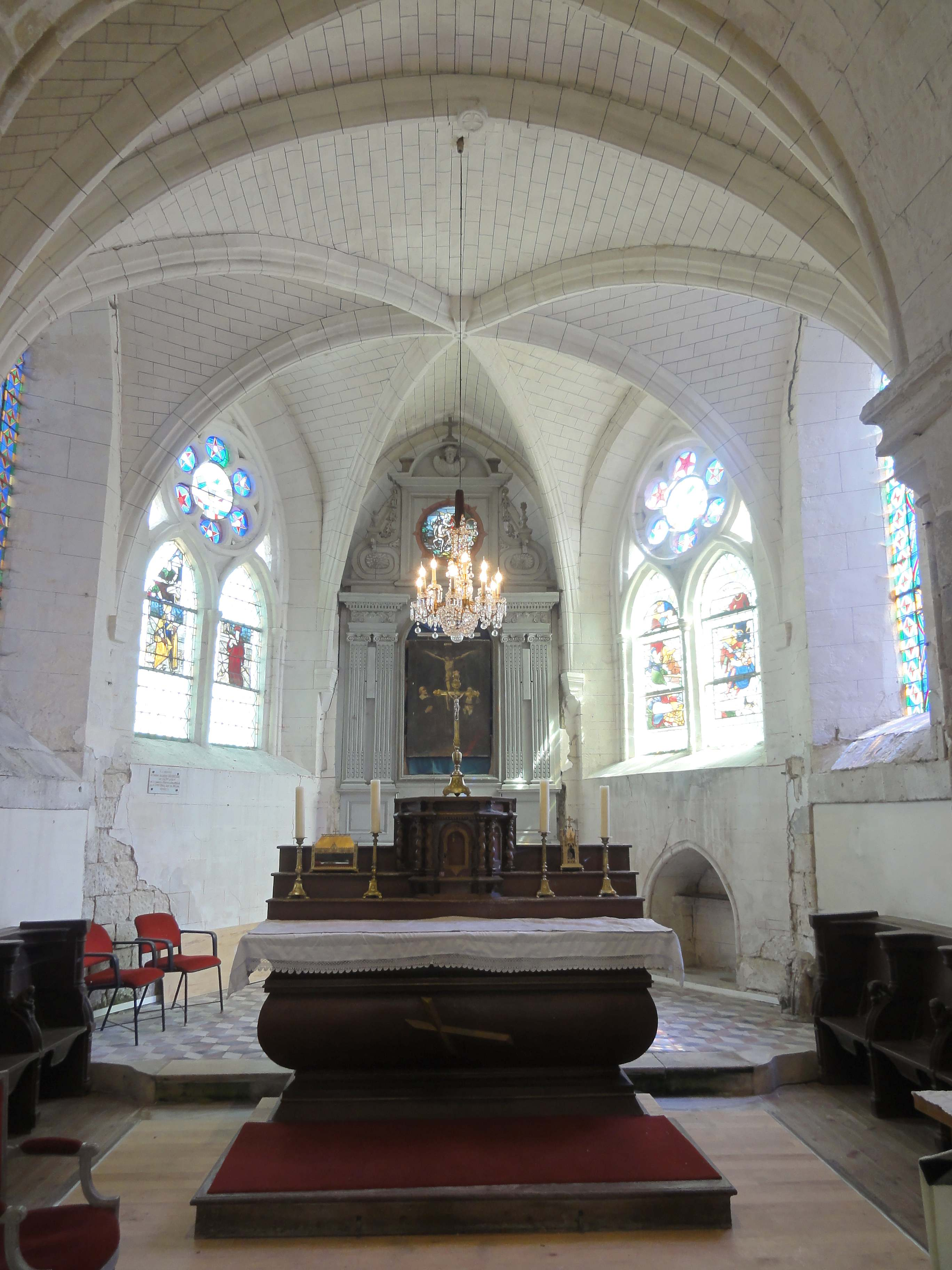
Vue vers l'est.

Le chœur est une construction assez peu ambitieuse de la période rayonnante tardive. La datation est un peu aléatoire, car elle ne peut plus s'appuyer que sur les fenêtres et leur remplage, les voûtes et leurs supports ayant été refaites vers 1530. Si Dominique Vermand envisage la fin du XIIIe ou le début du XIVe siècle, Pierre-Jean Trombetta admet que l'on peut seulement affirmer que la construction est postérieure à 1260. C'est vers cette époque qu'apparaissent les premières fenêtres à mouluration chanfreinée, et sans colonnettes à chapiteaux pour séparer le remplage des murs à l'extérieur de l'édifice. Le plan, avec une courte travée droite et une abside à cinq pans, est tout à fait conventionnel, et trouve aussi application à Trumilly, édifice rayonnant autrement abouti. Avec deux pans obliques supplémentaires, le plan se retrouve également à Heilles. En somme, les exemples se font assez rares dans la région, où le chevet plat est largement répandu jusqu'à la fin de la période gothique, et où le style rayonnant n'est représenté que par un petit nombre d'édifices, dont la nef et le transept d'Agnetz, la chapelle du prieuré de Bray, l'église de Chambly, la nef de Cires-lès-Mello, la chapelle de la Vierge de Luzarches, le chœur de Montataire, la sainte-chapelle de Saint-Germer-de-Fly. Également de style rayonnant tardif sont les faisceaux de colonnettes des voûtes flamboyantes de Montépilloy, et les parties orientales de Villers-Saint-Frambourg.
La première travée est dépourvue de fenêtres. Sa profondeur équivaut à la largeur des deux pans droits de l'abside, qui sont ajourés de lancettes simples largement ébrasées, comme à la première période gothique. Pour la période de construction envisagée, ces baies paraissent archaïques. Plus larges sont les deux pans obliques de l'abside et le pan d'axe du chevet. Elles sont munies de fenêtres aussi larges que la place disponible le permet. Leur pourtour n'est pas mouluré. Leur remplage, aux meneaux relativement larges, se compose de deux lancettes surmontées d'une rosace à six festons. Seulement les écoinçons à gauche et à droite de la rosace sont ajourés, et pas les écoinçons en dessous et au-dessus, au sommet de la baie. Les meneaux sont garnis de tores, qui portent des chapiteaux sans sculpture au niveau des impostes, mais sont dépourvus de bases. La fenêtre axiale est bouchée à l'exception de la rosace, mais le remplage subsiste, et est bien visible depuis l'extérieur. Quant aux voûtes, elles harmonisent bien avec l'architecture d'origine du chœur, mais l'on peut déplorer l'absence de colonnettes à chapiteaux et de formerets. La retombée s'effectue sur des culs-de-lampe moulurés. Les ogives et le doubleau intermédiaire se présentent sous la forme d'arêtes saillantes, avec un filet devant un boudin sur la face frontale, et une moulure en doucine et un méplat sur les faces latérales,.

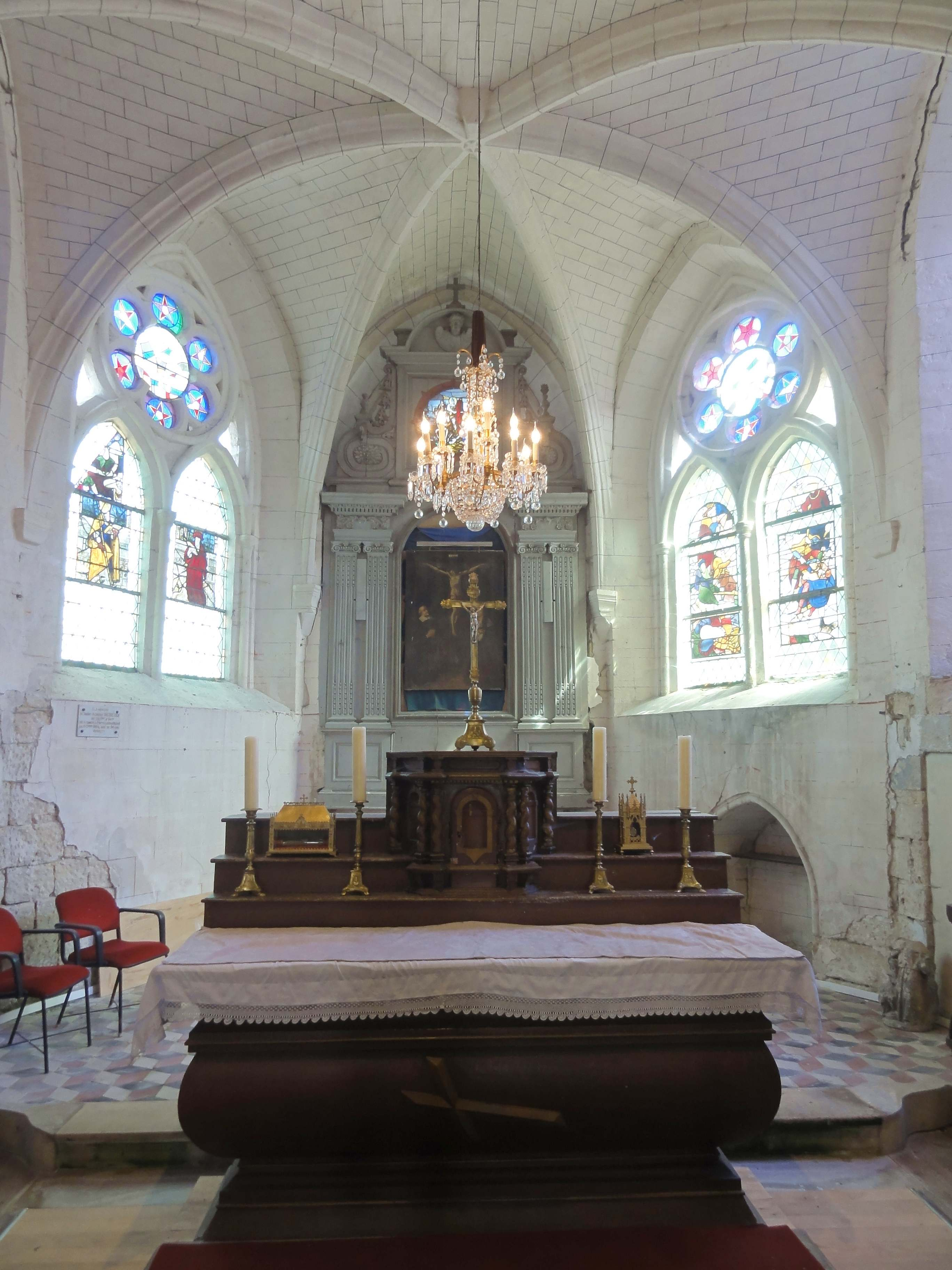
Vue vers l'est.
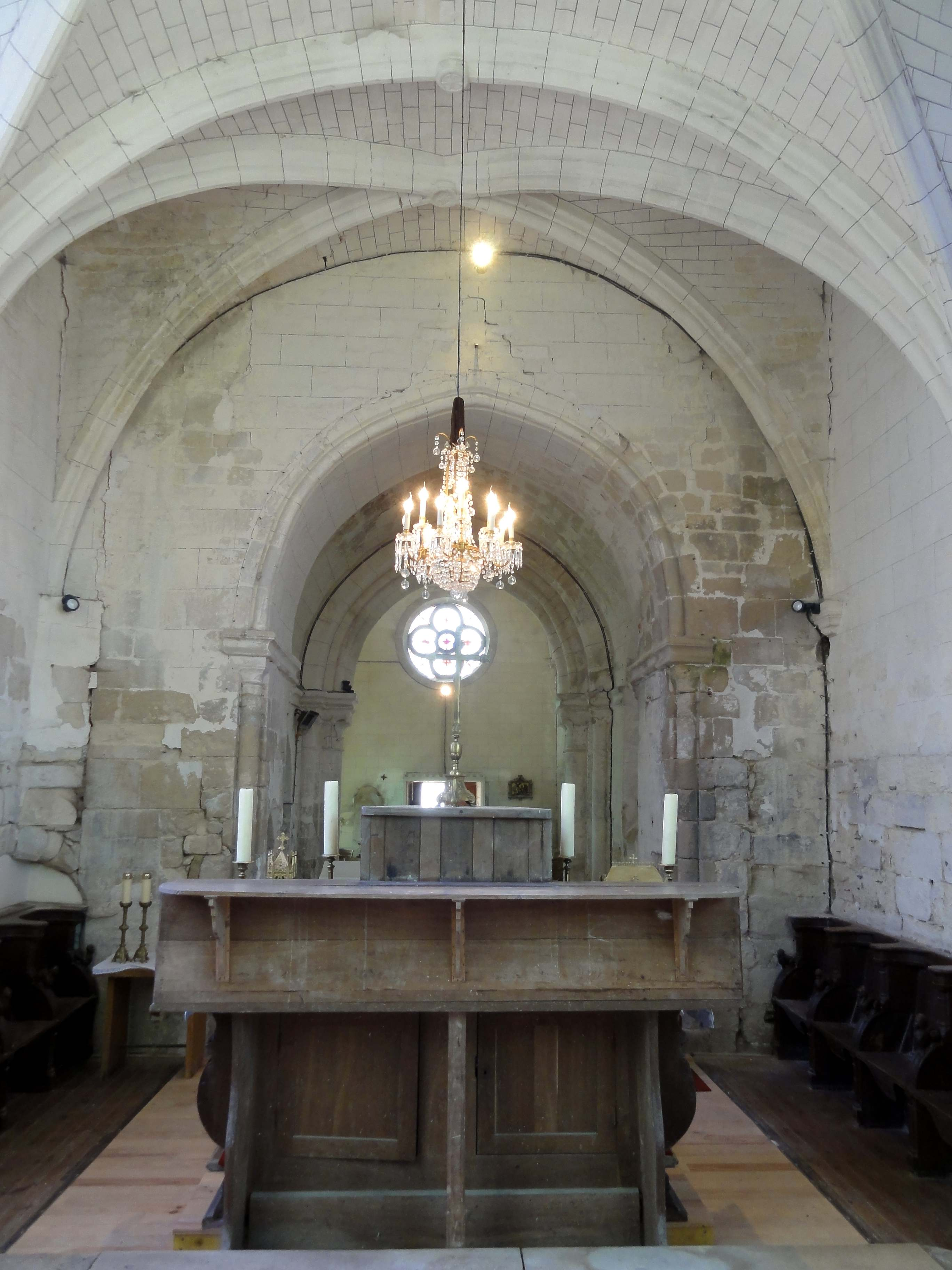
Vue vers l'ouest.
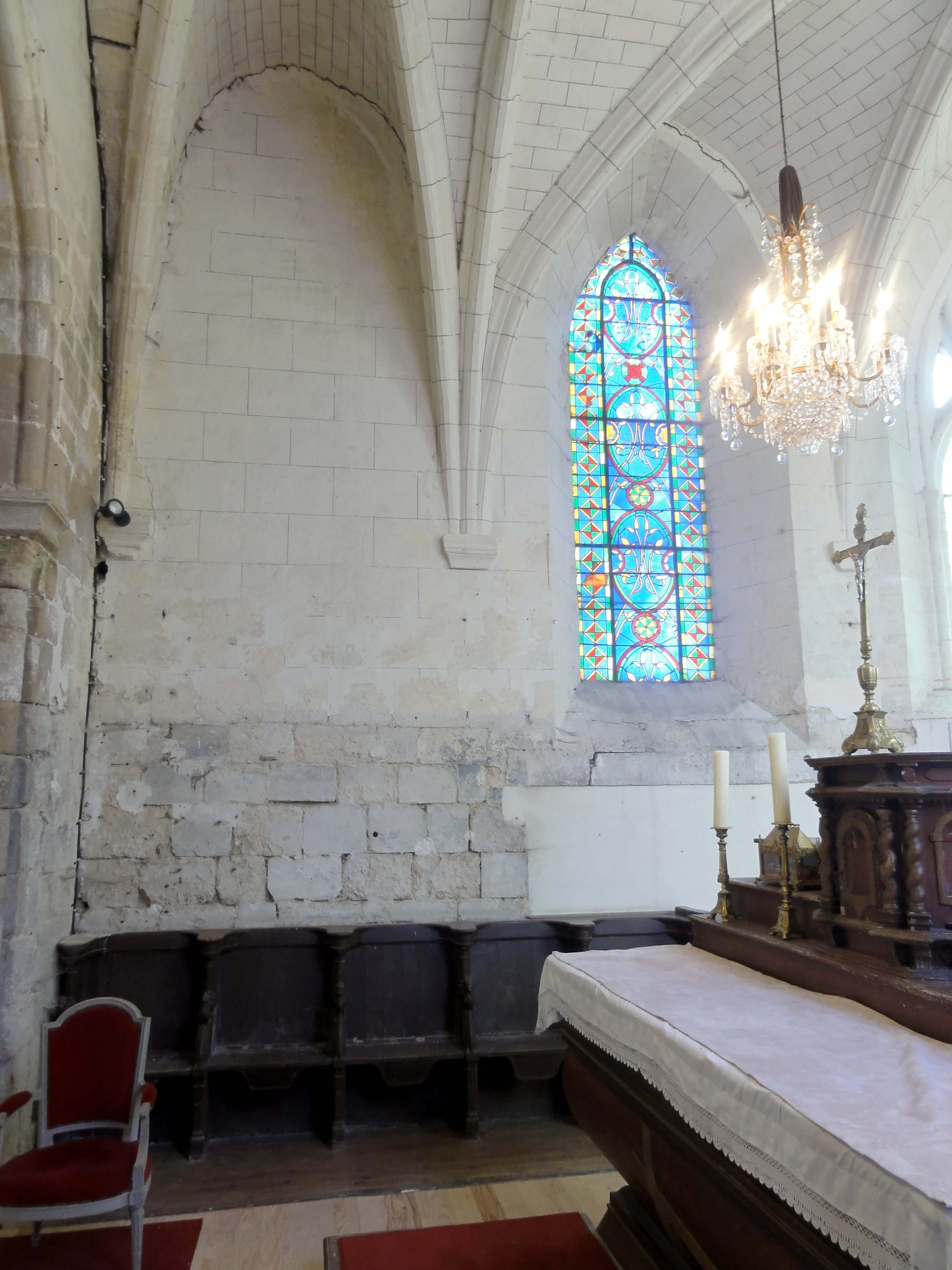
Vue vers le nord.
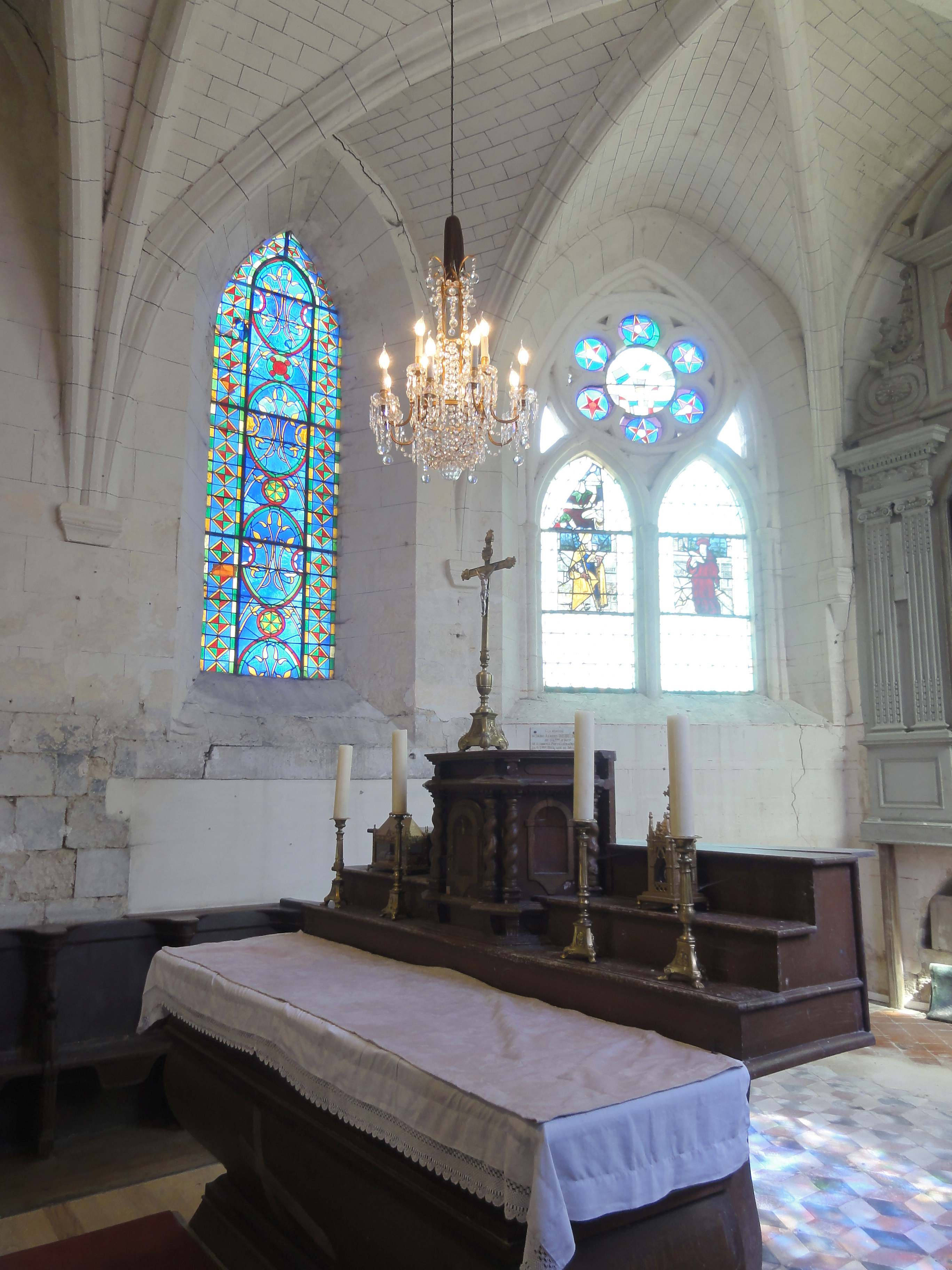
Vue vers le nord-est.
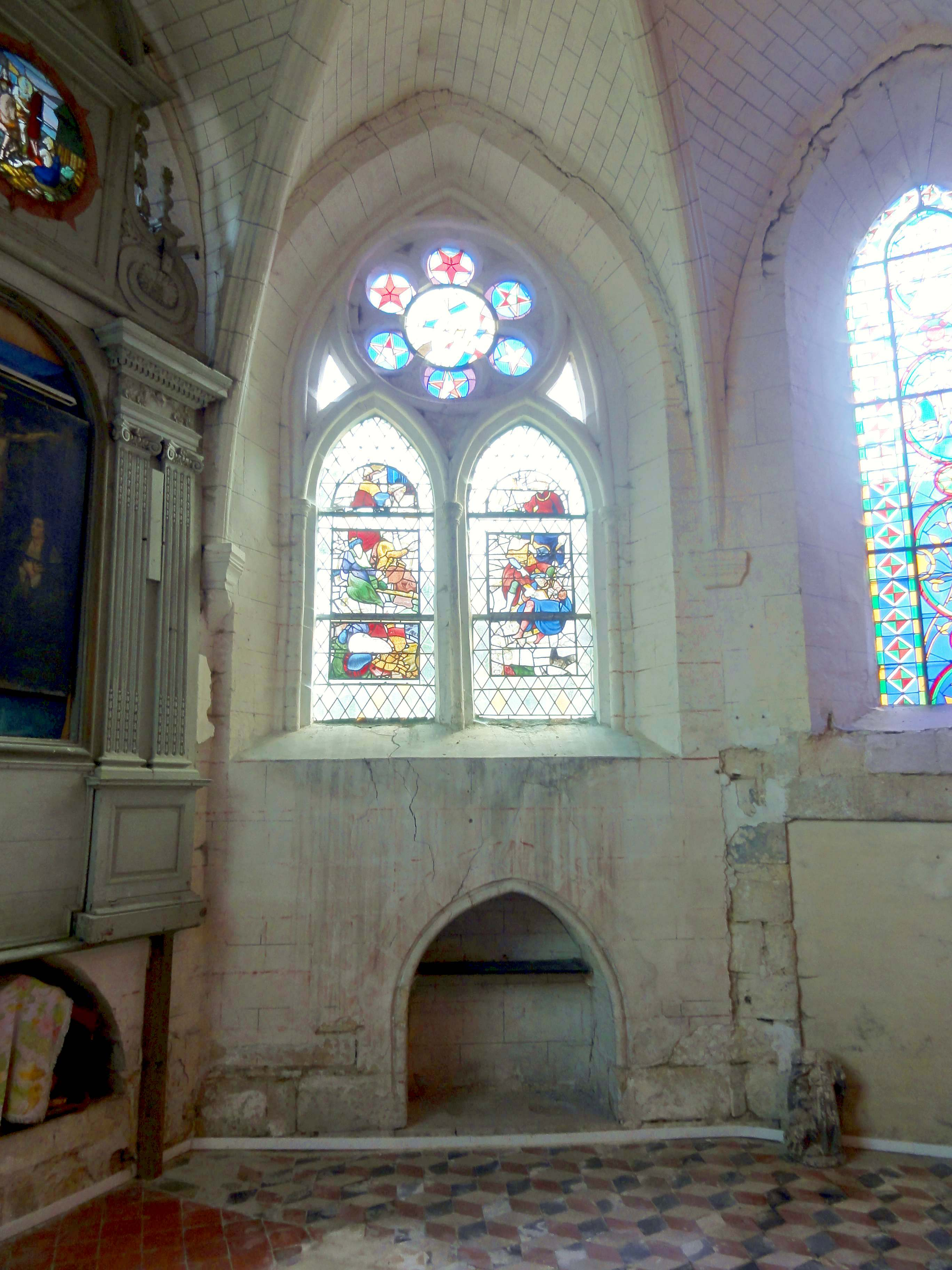
Pan sud-est de l'abside.
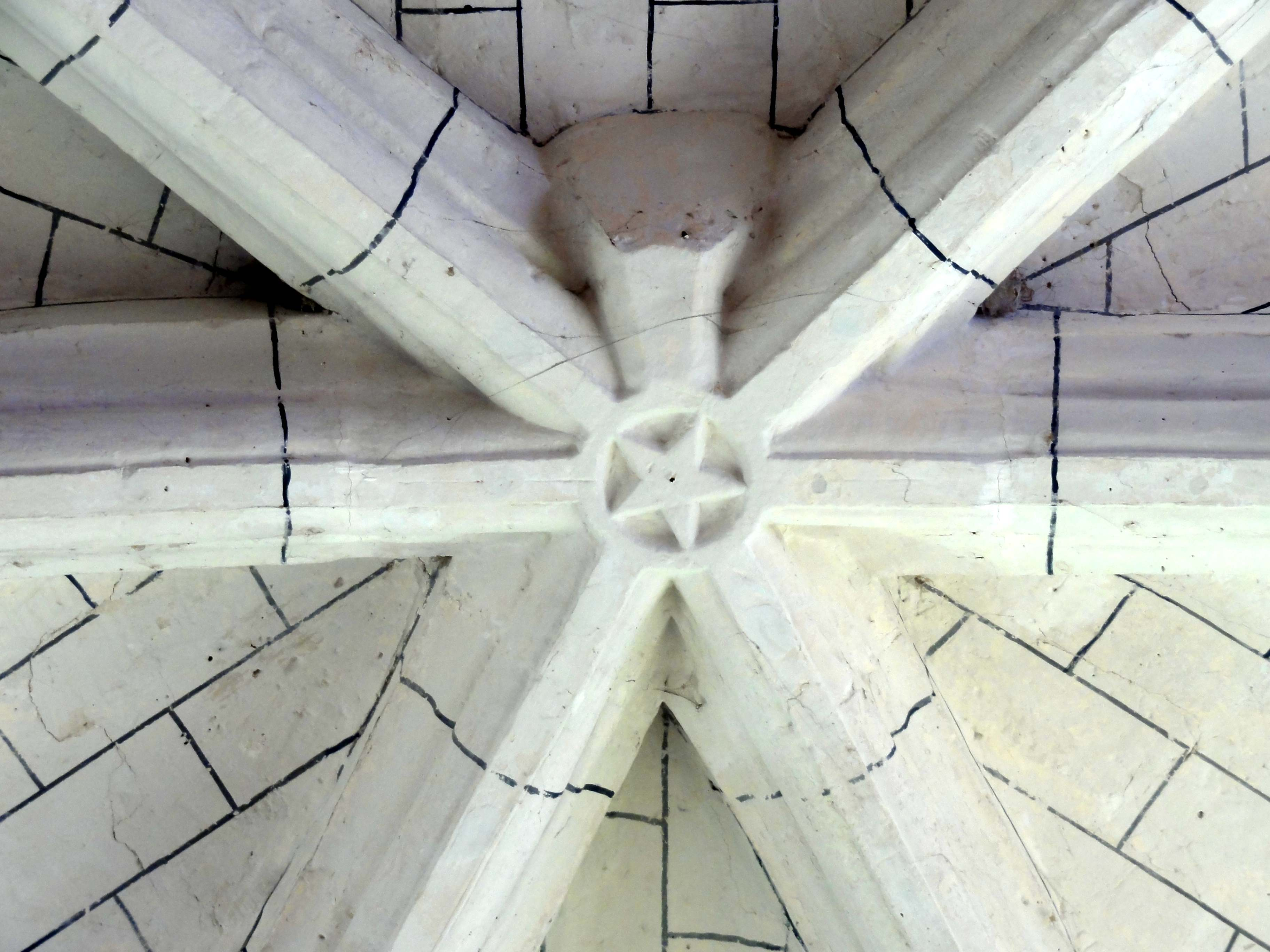
Clé de voûte de l'abside.

### Extérieur

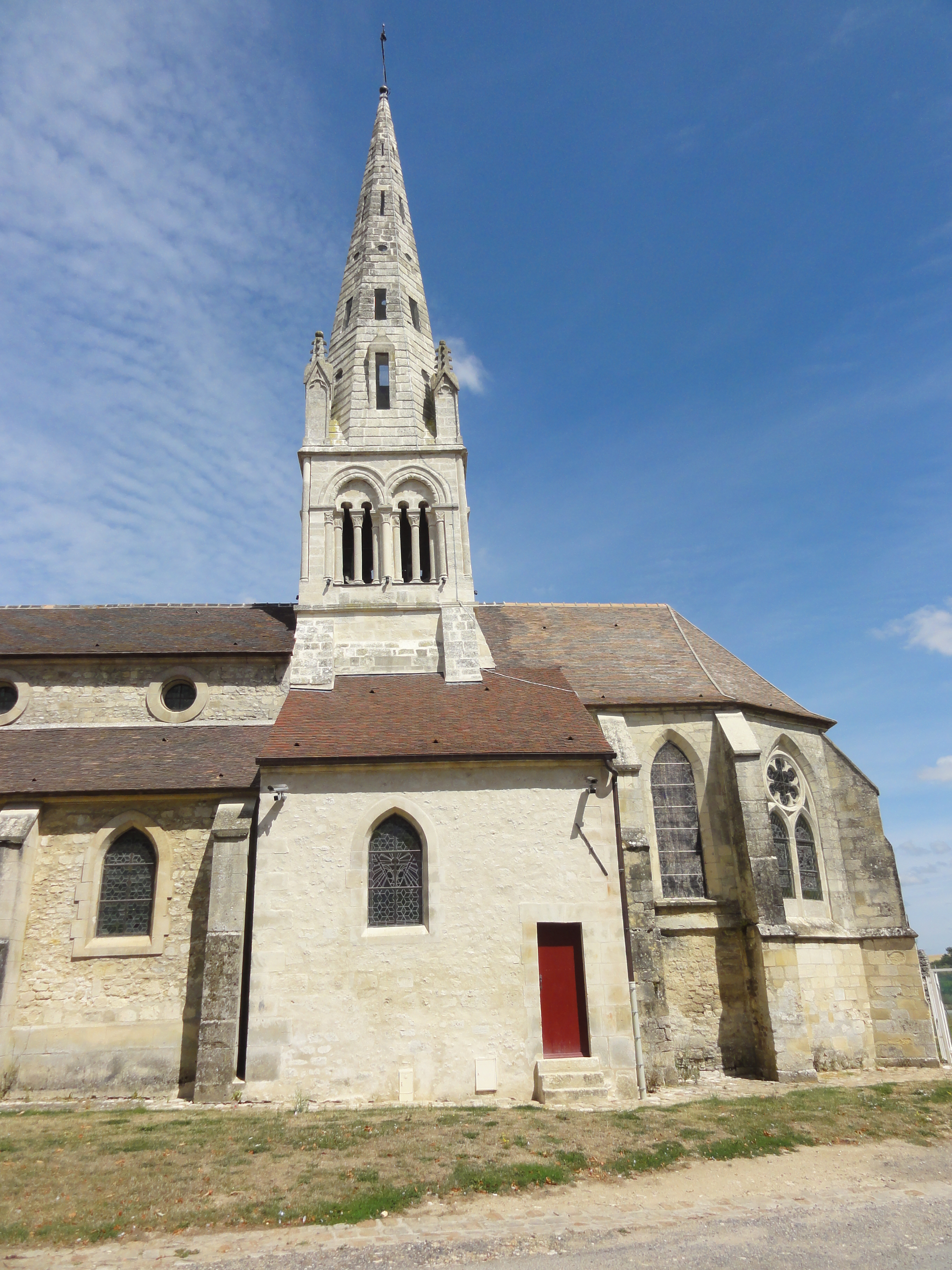
Clocher et chœur.

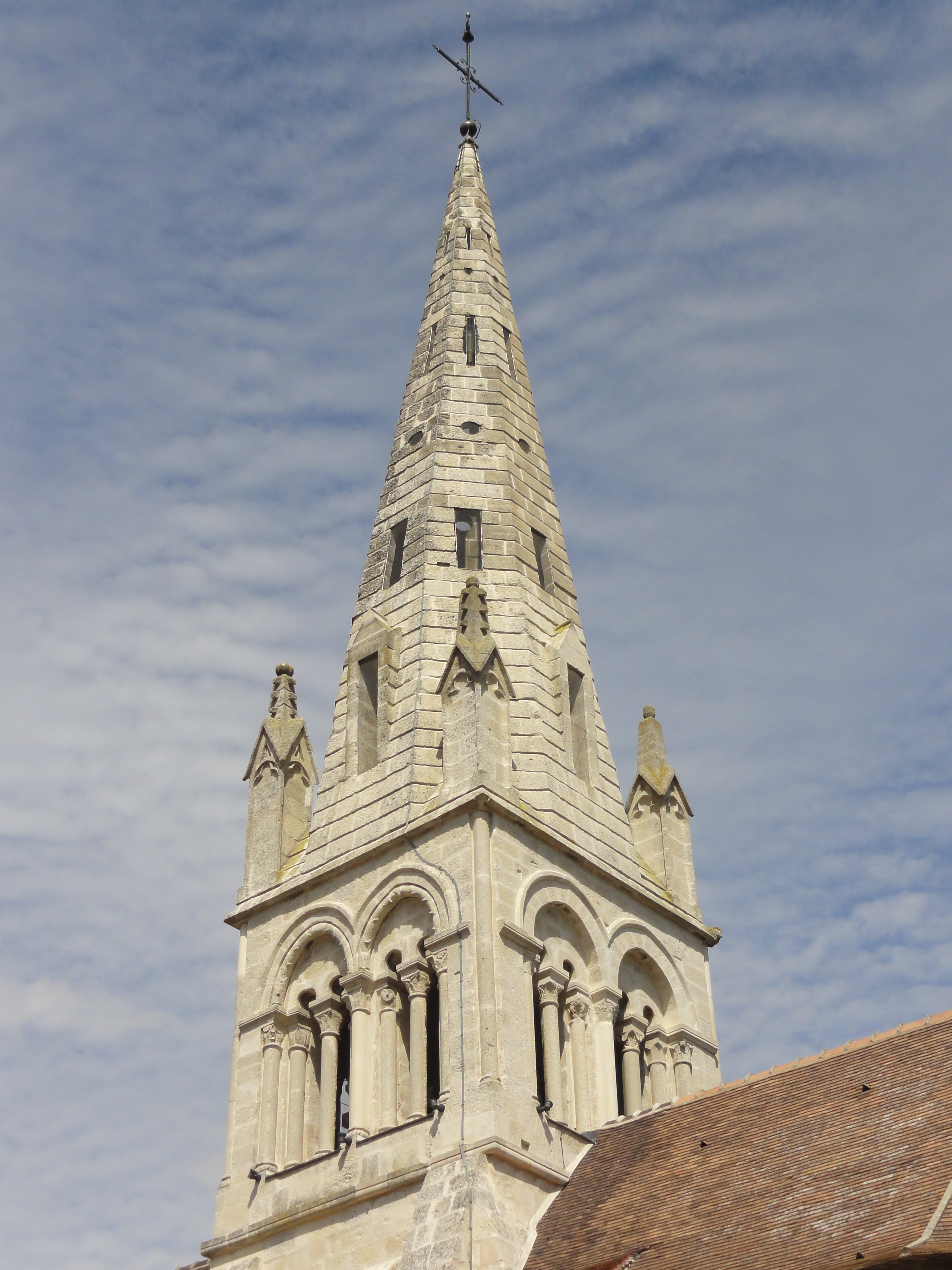
Clocher, côté sud-est.

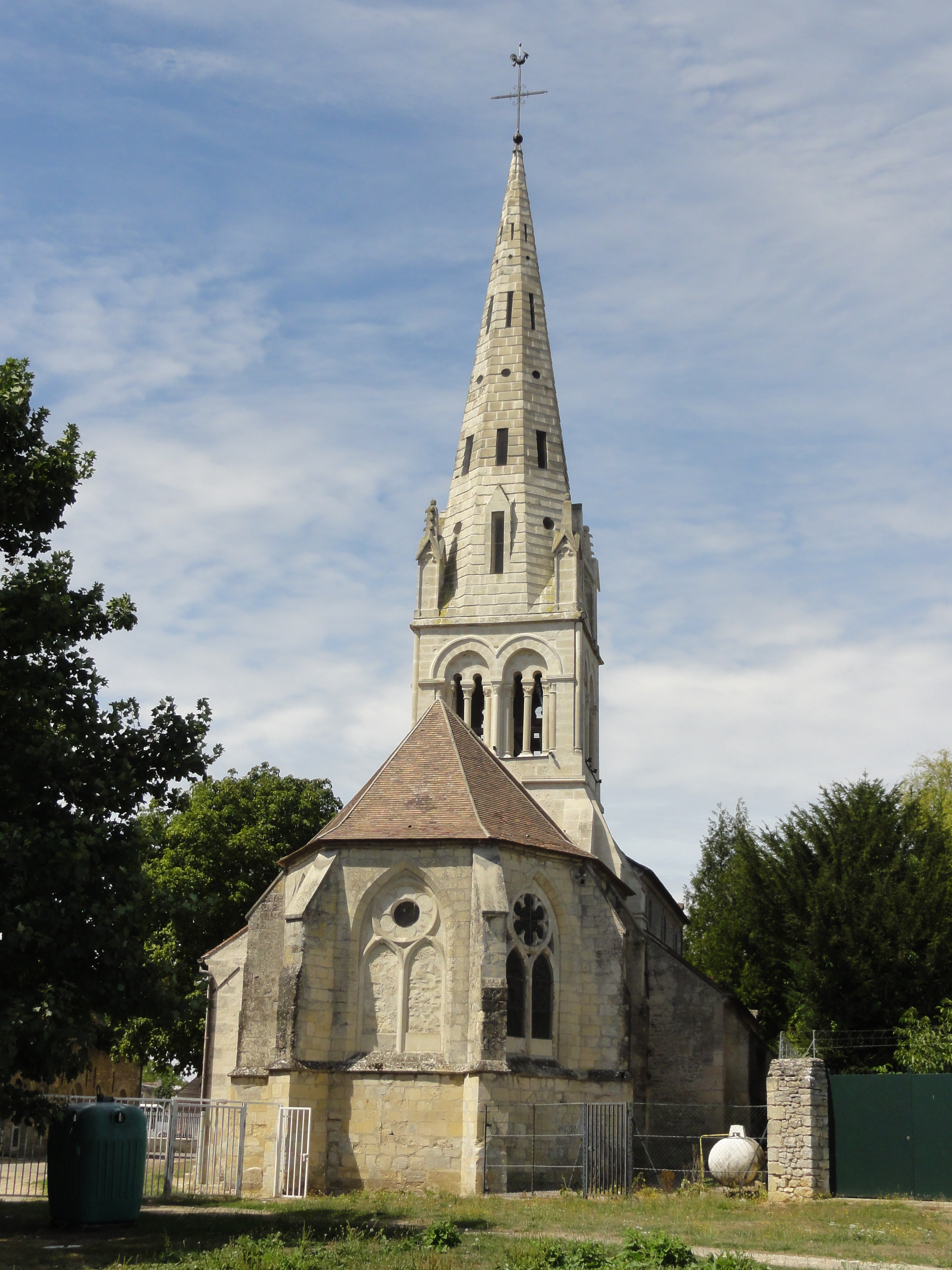
Vue depuis l'est.

La nef et les bas-côtés, qui datent de 1901, sont bâtis en moellons irréguliers, sauf pour le soubassement, les contreforts et le pourtour des fenêtres. L'architecture est assez discrète, et résiste à la tentation d'un décor surabondant, contrairement à la plupart des églises néo-gothiques. Cependant, l'imitation du style de la première période gothique reste approximative, comme le montrent notamment le portail, avec plusieurs moulures mais sans colonnettes à chapiteaux ; les contreforts en façade sans aucune retraite jusqu'au glacis sommital formant larmier ; et la faible inclinaison des rampants du pignon. La croix en antéfixe n'est pas sculptée. La pierre de taille n'est pas travaillée avec les outils traditionnels, et son emploi pour le soubassement est contraire à l'usage général, les moellons étant bien plus résistants et plus propices à cet emploi. L'on note que la faîtière de la nef se situe à la même hauteur que celle du chœur, à la limite entre le premier étage du clocher et l'étage de beffroi. Le premier étage est aveugle, et sa fonction est de faire émerger l'étage de baies des toitures. L'ensemble du clocher est bâti en pierre de taille. Il est épaulé, à chacun de ses angles, par deux contreforts plats, qui se terminent par un long glacis pentu, jusqu'en dessous du bandeau mouluré qui marque le début de l'étage de beffroi. Comme à Bonneuil-en-Valois, Chamant, Heilles, Labruyère, Morienval, Orrouy, Saintines, Saint-Vaast-de-Longmont, etc., celui-ci est donc libéré de contreforts, sans mentionner les clochers entièrement dépourvus de contreforts.
Les angles de l'étage de beffroi sont adoucis par une colonnette assemblée de quatre cylindres en délit, sans chapiteau, mais avec une base moulurée. Chacune des faces de l'étage est percée de deux baies géminées en arc légèrement brisé. À l'instar des colonnettes, elles ne prennent pas directement appui sur le bandeau, mais en sont séparées par deux assises. Les deux baies sont cantonnées de colonnettes à chapiteaux, dont celle devant le trumeau est partagée. Les baies sont à simple archivolte, mais réséquées en deux baies plus petites par trois colonnettes à chapiteau supportant un tympan appareillé. Cette disposition des fenêtres est commune aux clochers d'Auger-Saint-Vincent, Béthisy-Saint-Martin, Bonneuil-en-Valois, Catenoy, Cauffry, Chamant, Frocourt, Jaux, Glaignes, Heilles, Labruyère, Marissel (tour centrale), Marolles, Ménévillers, Morienval (tour occidentale), Orrouy, Saintines et Saint-Vaast-de-Longmont.
Les colonnettes, au nombre de neuf pour deux baies, sont en délit, poruvues de bases, et portent des chapiteaux sculptés de feuilles d'eau, de palmettes, de têtes d'angle monstrueuses ou humaines, et plus rarement de volutes d'angle et de feuilles plates. La sculpture atteint le même niveau de qualité qu'à l'intérieur, et le même motif ne se reproduit jamais à l'identique. Les tailloirs, d'un profil différent qu'à l'intérieur, se composent d'une plate-bande, d'une fine baguette, et d'un cavet. Ce profil se continue sur les étroits pans de mur qui séparent les baies des colonnettes d'angle. Les archivoltes sont moulurées d'un tore dégagé, qui est assez curieusement garni d'épines. Chaque archivolte est en outre surmontée d'un cordon doublement biseauté en forme de sourcil. Les murs se terminent par un bandeau saillant, la corniche d'origine ayant peut-être disparu. La haute flèche octogonale du XVIe siècle est cantonnée de quatre clochetons sur plan carré, qui sont coiffées de petites flèches ornées de crochets. Chacune des faces des clochetons est dominée par un gâble plein, dans lequel s'inscrivent des arcatures trilobées plaquées. Vers les quatre points cardinaux, la flèche présente une lucarne allongée sous sa plus simple expression. Afin d'alléger la structure, les faces de la flèche sont ajourés d'oculi et d'étroites ouvertures rectangulaires en alternance, dont les dimensions diminuent avec la hauteur croissante. Comme à Saint-Pierre de Senlis, dont le clocher roman possède également une flèche du XVIe siècle, la surface n'est pas recouverte d'écailles, et les assises sont simplement délimitées par de faibles ressauts.
On ne peut plus vérifier la phrase de Louis Graves, « Le transept sud, divisé en deux pignons, montre sur l'un une corniche garnie de corbeaux à masques, et sur l'autre une fenêtre ogivale géminée ». Si la démolition des pignons peut se justifier par le souci de vouloir dégager le clocher, la suppression de la corniche se comprend moins, et la fenêtre actuelle de la sacristie est une lancette simple. Mais la façon dont sont appareillés ses murs permet le rapprochement avec la nef et les bas-côtés, et indique que la sacristie ne date donc que de 1901. Elle masque en grande partie la première travée du chœur, du côté sud. À l'instar du clocher, le chœur est bâti en pierre de taille, mais son architecture est beaucoup plus dépouillée. La partie droite de l'abside a apparemment été reconstruite, car les allèges sont ici en moellons noyés dans un mortier ; le larmier qui court à la limite des allèges est situé à un niveau supérieur que sur les autres pans de l'abside et les contreforts ; et la baie ne prend pas directement appui sur ce larmier, mais sur un seuil en faible glacis recouvert de dalles de pierre, ce qui est contraire à l'usage à la période gothique. Les contreforts du chœur sont scandés par le larmier déjà signalé, et s'amortissent par un long glacis également recouvert d'une dalle de pierre, ce qui devrait résulter d'une réfection. L'on note en outre trois faibles retraites grâce à des fruits, mais un larmier supplémentaire sur le premier contrefort au sud et au nord. Les trois fenêtres à remplage se caractérisent par l'absence de colonnettes à chapiteaux, ce qui permet à Pierre-Jean Trombetta d'affirmer que le chœur doit être postérieur à 1260. Les meneaux, assez larges, affectent une modénature chanfreinée très simple, comme déjà pour la première fois entre 1250 et 1250 à Saint-Amand-sur-Fion.

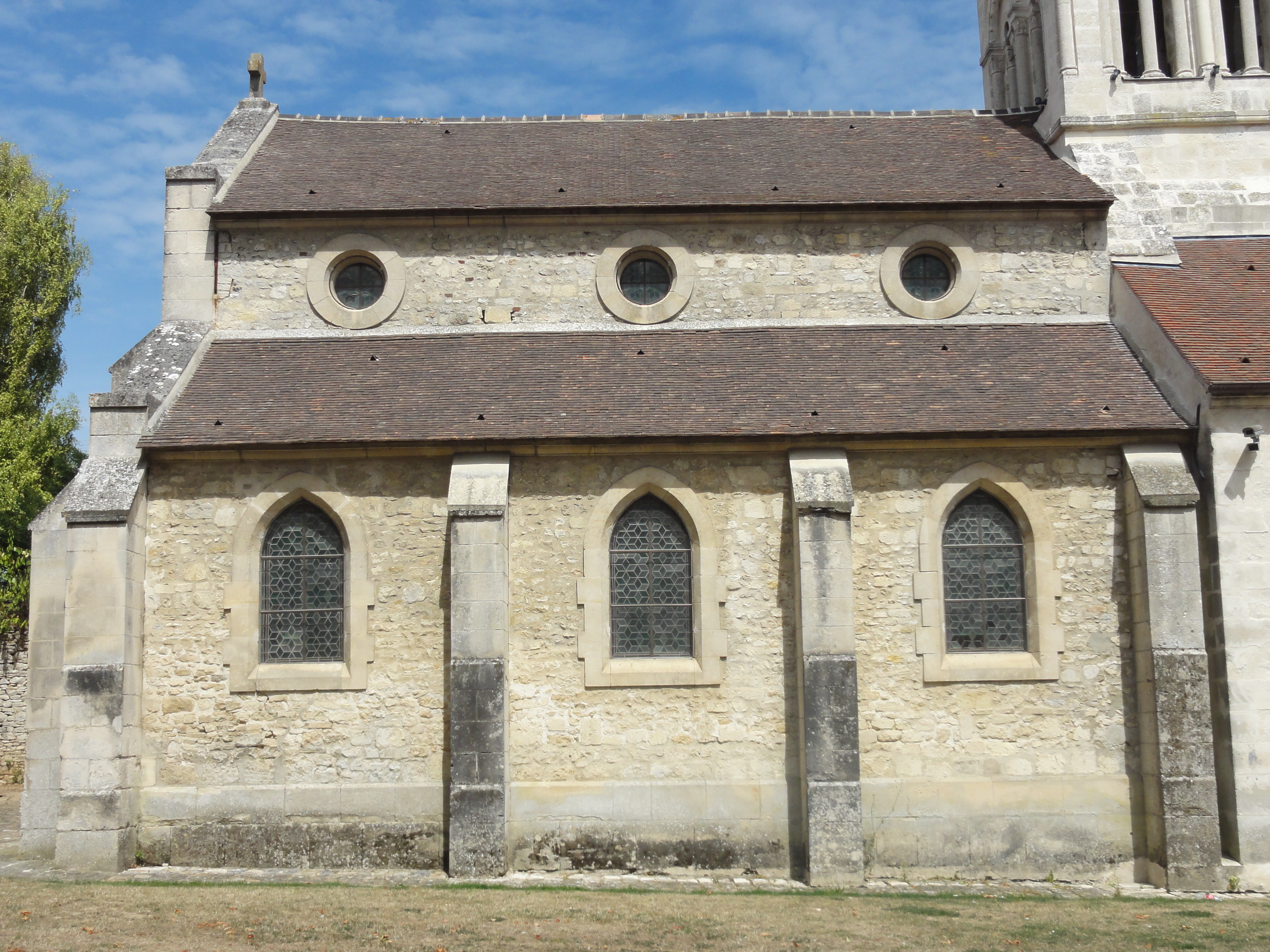
Nef et bas-côté sud.
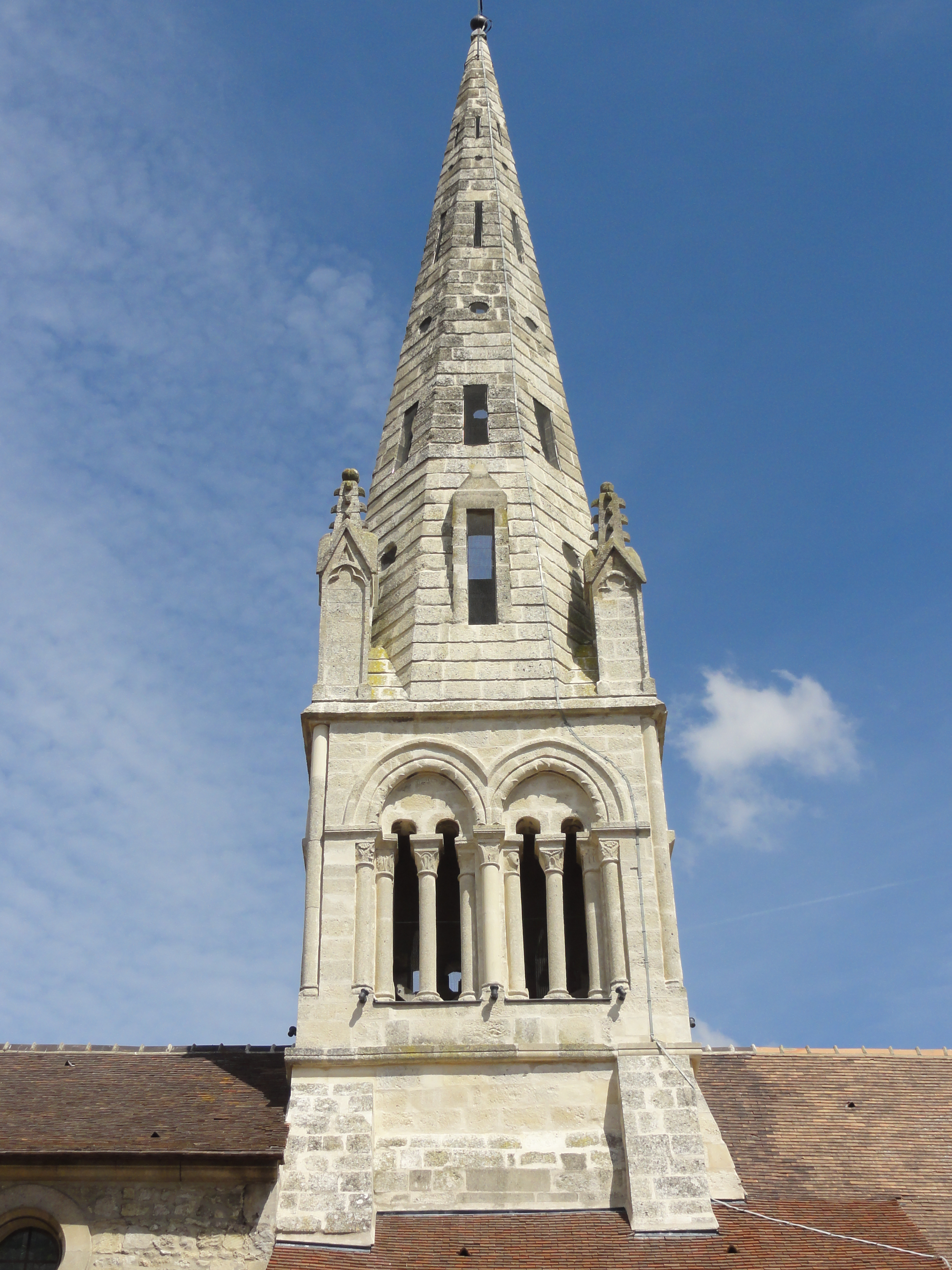
Clocher, vue depuis le sud.
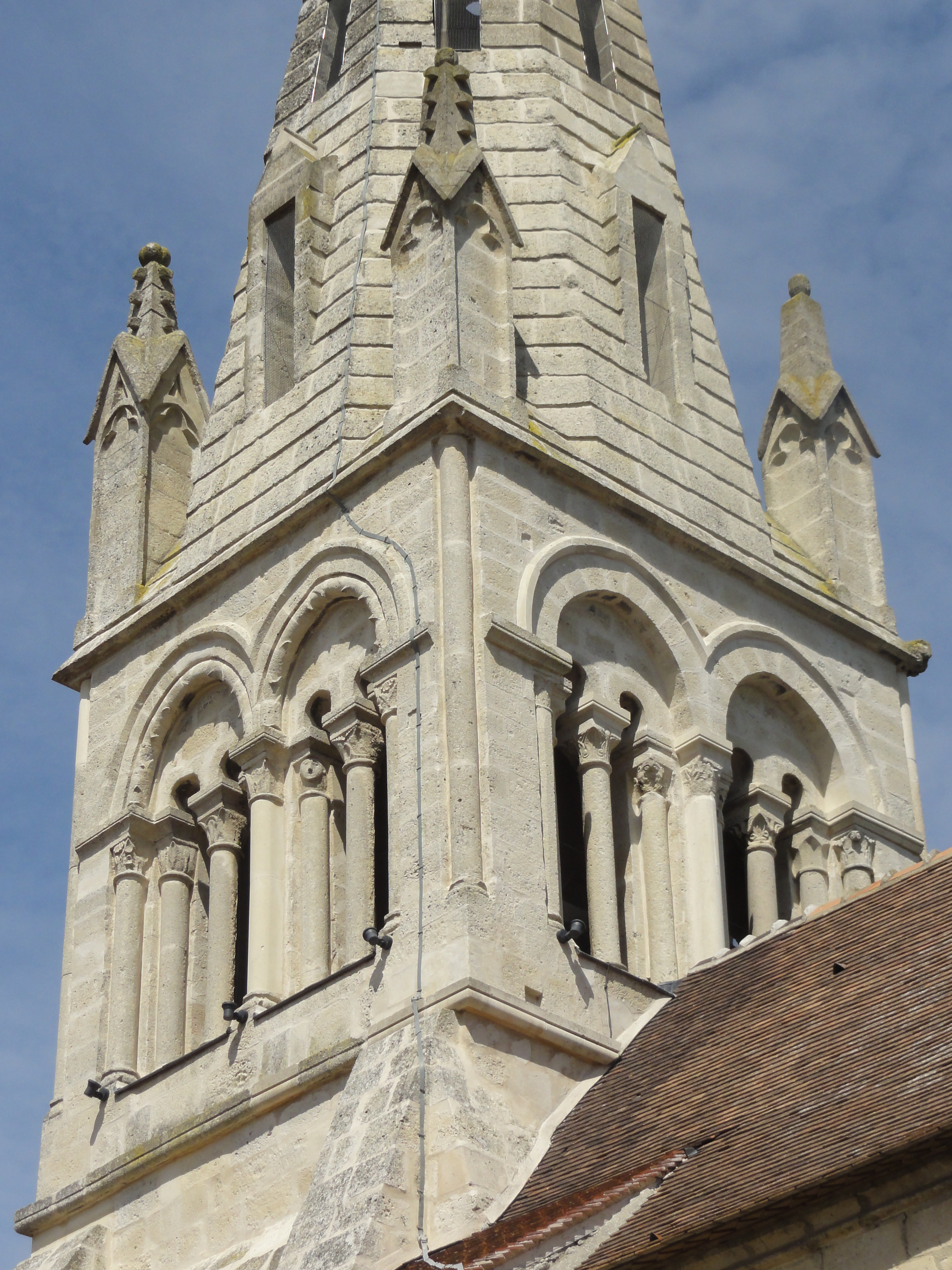
Clocher, étage de beffroi, vue depuis le sud-est.
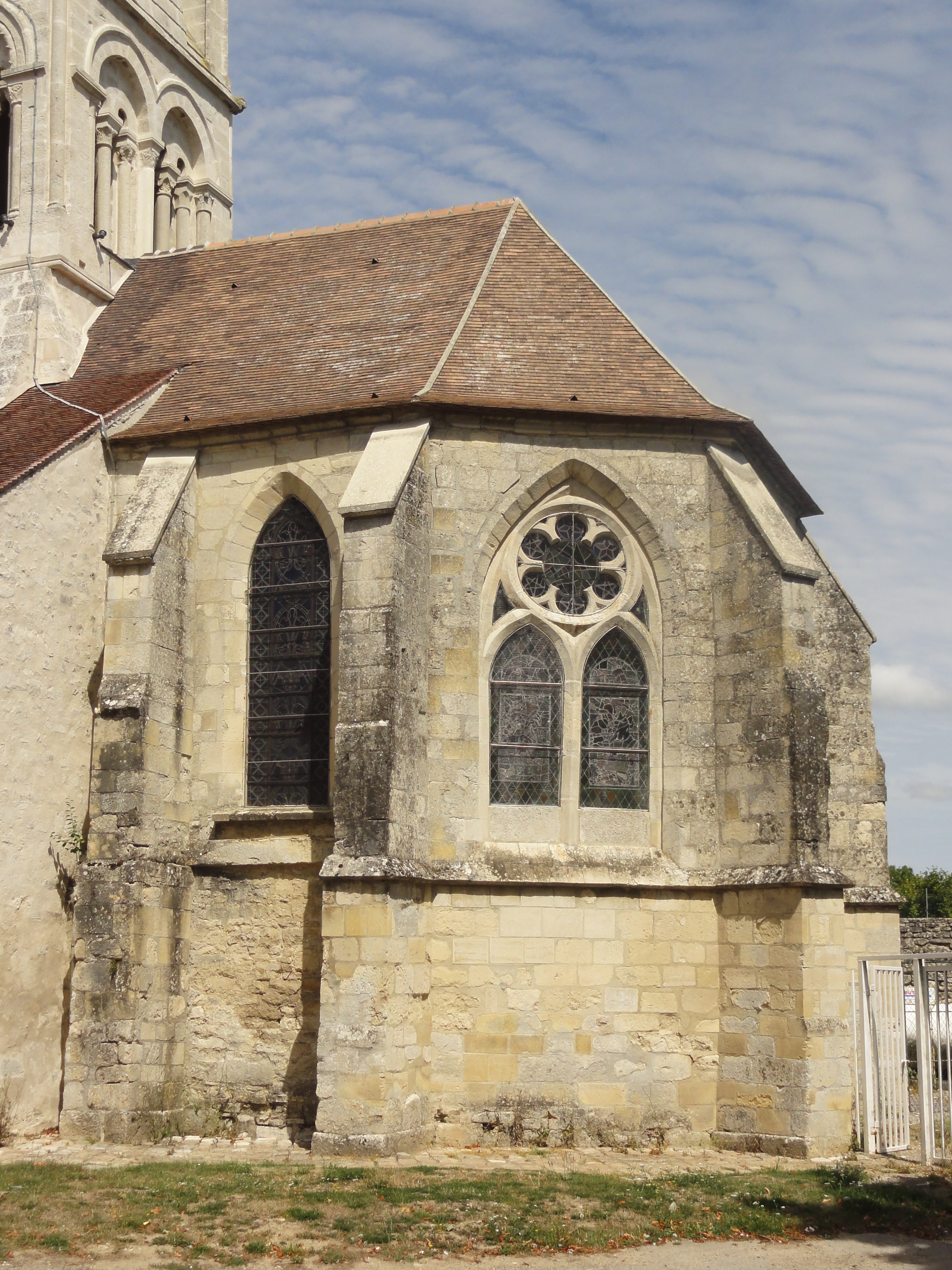
Chœur, vue depuis le sud-est.
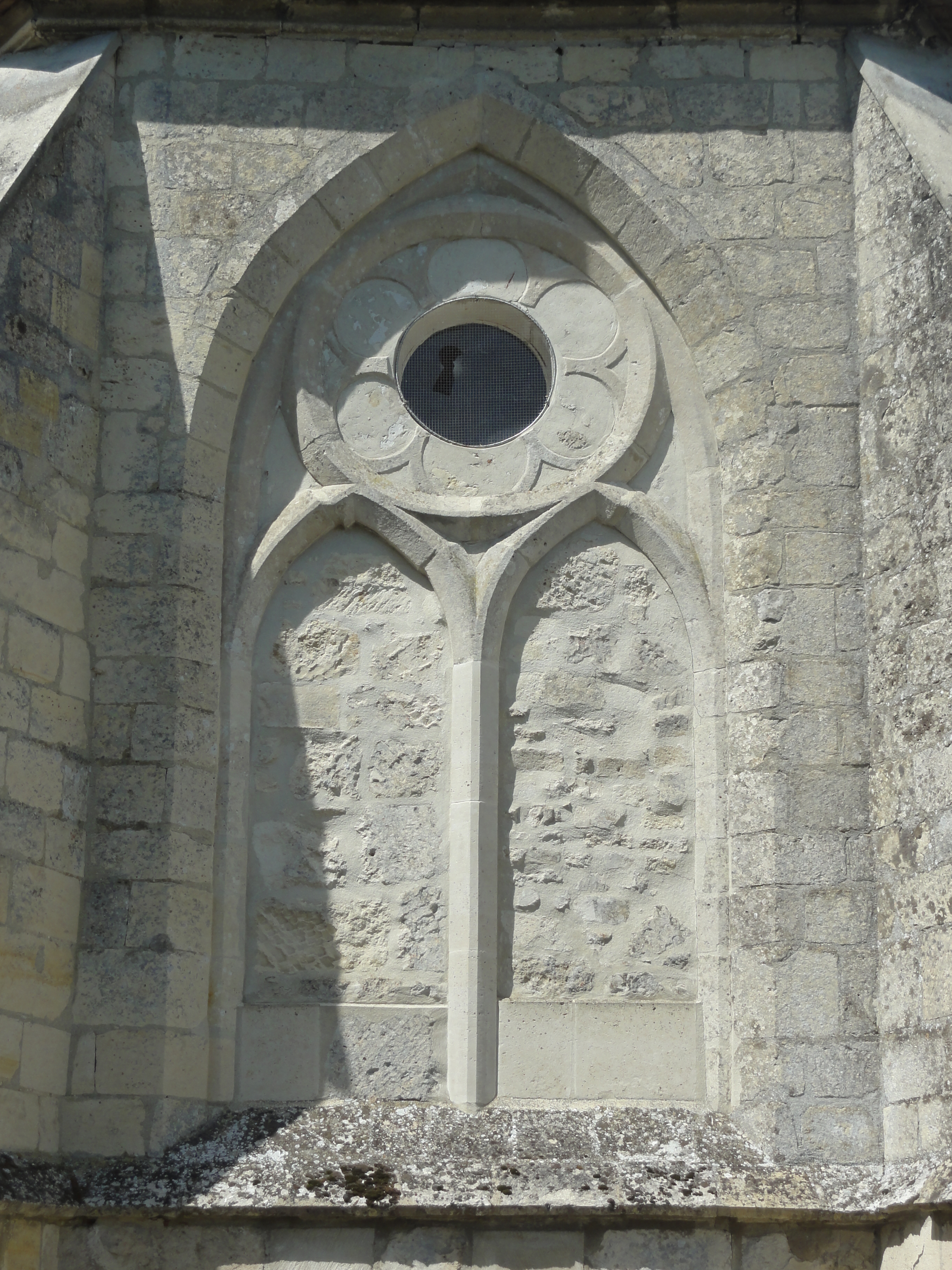
Chœur, baie d'axe du chevet.
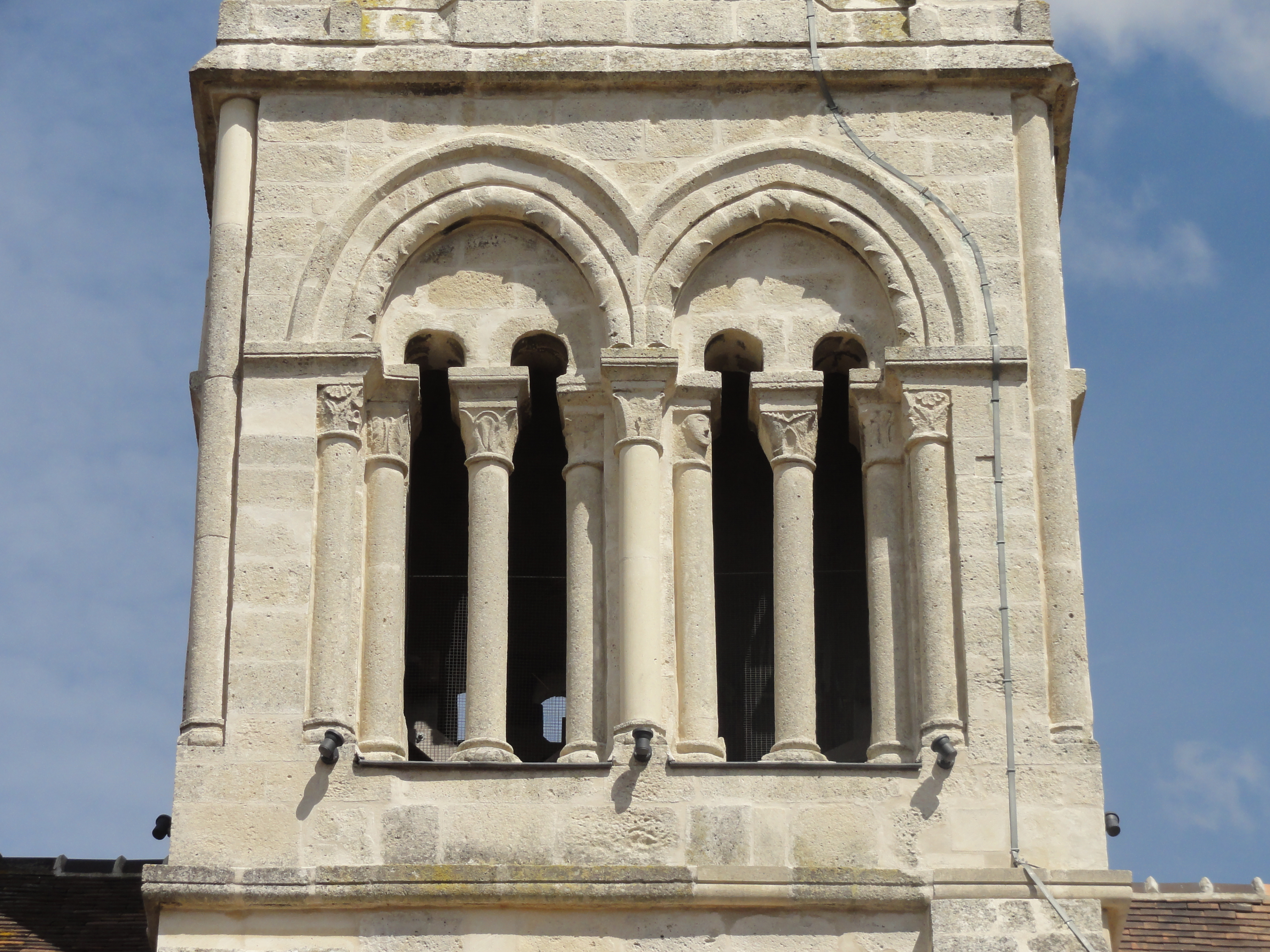
Clocher, étage de beffroi, côté sud.

## Mobilier
Parmi le mobilier de l'église, les stalles du chœur, les fragments de vitraux et la cloche sont classés monument historique au titre objet.

### Stalles

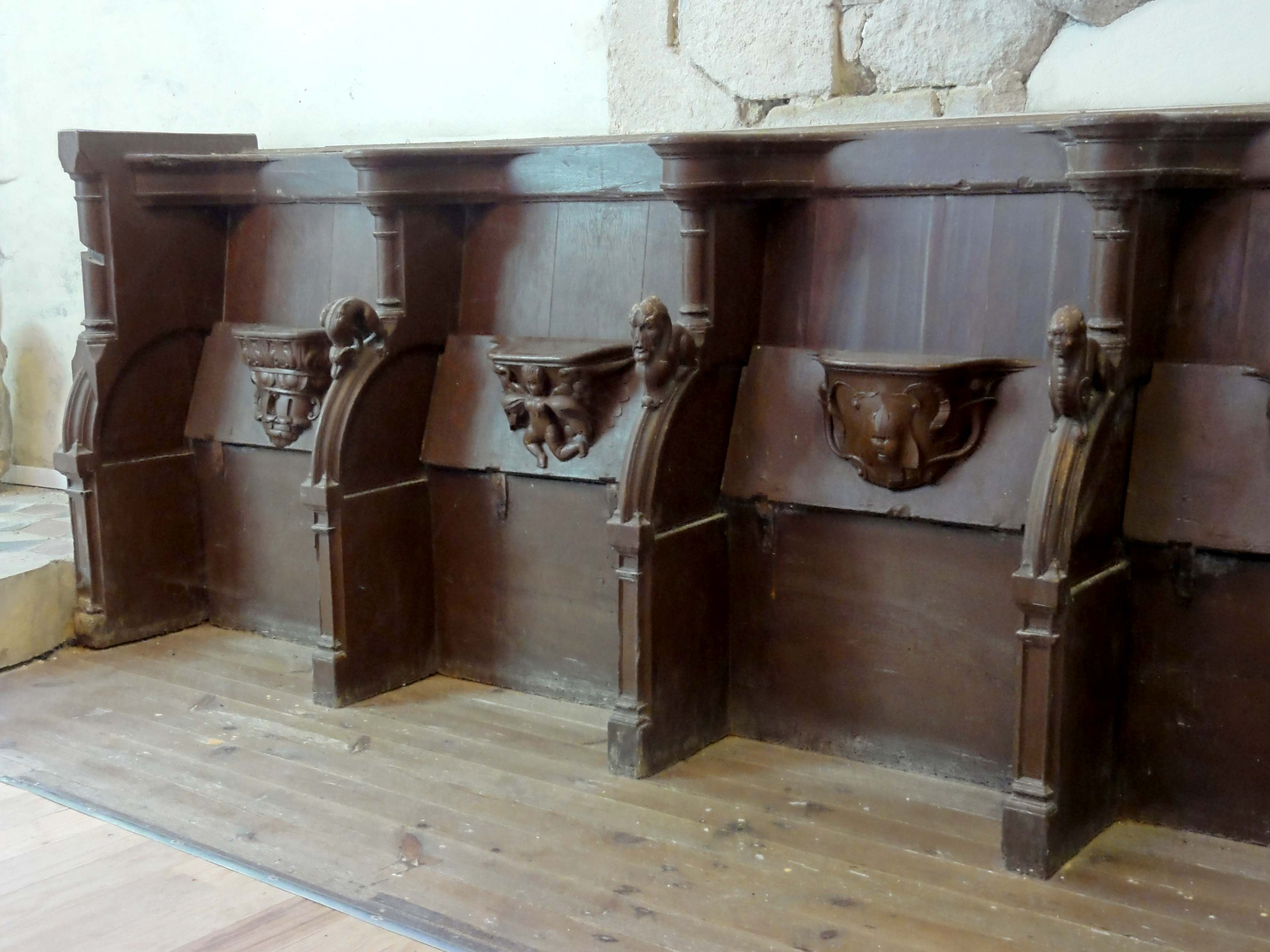
Stalles du chœur, côté sud.

Les stalles du chœur sont regroupées en deux rangées de cinq stalles. Elles sont en bois de chêne taillé, poli et verni en faux-bois depuis une restauration au XIXe siècle. Chaque rangée mesure 350 cm de longueur, 103 cm de hauteur (sans l'estrade), et 50 cm de profondeur. Lors de la restauration, les stalles ont été remontées, et comportent maintenant des pièces modernes, mais l'essentiel des éléments date toujours du XVIe siècle. Les charnières sont pratiquement toutes défectueuses, et une nouvelle restauration s'impose. Les éléments remarquables des stalles sont les dix appui-mains et les dix miséricordes, et dans une moindre mesure, les deux panneaux rapportés des jouées, du côté est. Leurs bas-reliefs inscrits dans d'étroits losanges ont été bûchés, et sont méconnaissables, mais subsiste toutefois le décor végétal sculpté des écoinçons. Le nombre de dix appui-mains ou accotoirs indique qu'il en existe à l'une des deux extrémités, en l'occurrence du côté ouest, et que le nombre de stalles devait initialement être plus important.
Par leur iconographie, les appui-mains reflètent le goût gothique flamboyant. Elles représentent, pour la plupart, des chimères avec le corps d'un mammifère quadripède, et dans six cas sur huit, une tête humaine d'allure quelque peu caricaturale. Un accotoir figure un bouc ailé, et un autre, un moine égrenant un chapelet. Les miséricordes sont déjà, en partie, placées sous l'influence de la Renaissance. Ceci vaut pour les deux têtes de chérubin joufflues flanquées de deux ailes ; pour les deux compositions décoratives, dont l'une comporte des feuilles d'acanthe, des oves et des volutes ;  pour le bucrane ; pour la tête d'un jeune enfant flanquée de deux corne d'abondance ; et pour les deux têtes grotesques : l'une appartient à un homme barbu, dont la chevelure est remplacée par une guirlande, et l'autre, à un visage surmonté de flammes, dont la bouche crache des monstres, qui flanquent les angles. Un motif est assez atypique, et n'évoque aucun style particulier : c'est un cheval bâté, qui transporte deux caisses contenant des pots. Un dernier motif sont des fruits d'une nature incertaine. Ces stalles forment, avec celles  d'Avilly-Saint-Léonard, l'ensemble le plus important du XVIe siècle dans l'ancien diocèse de Senlis, et sont classées depuis novembre 1912.

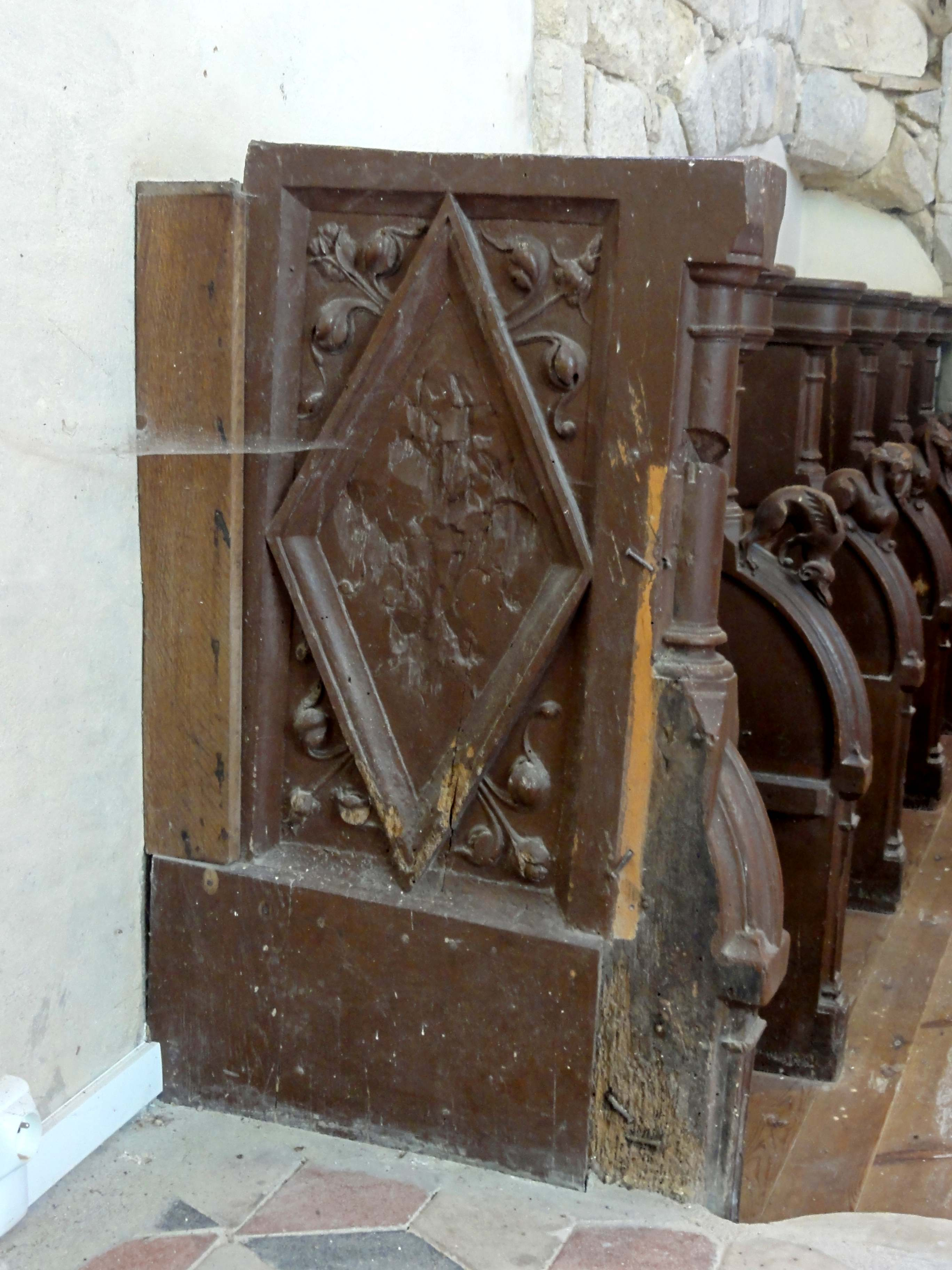
Pareclose.
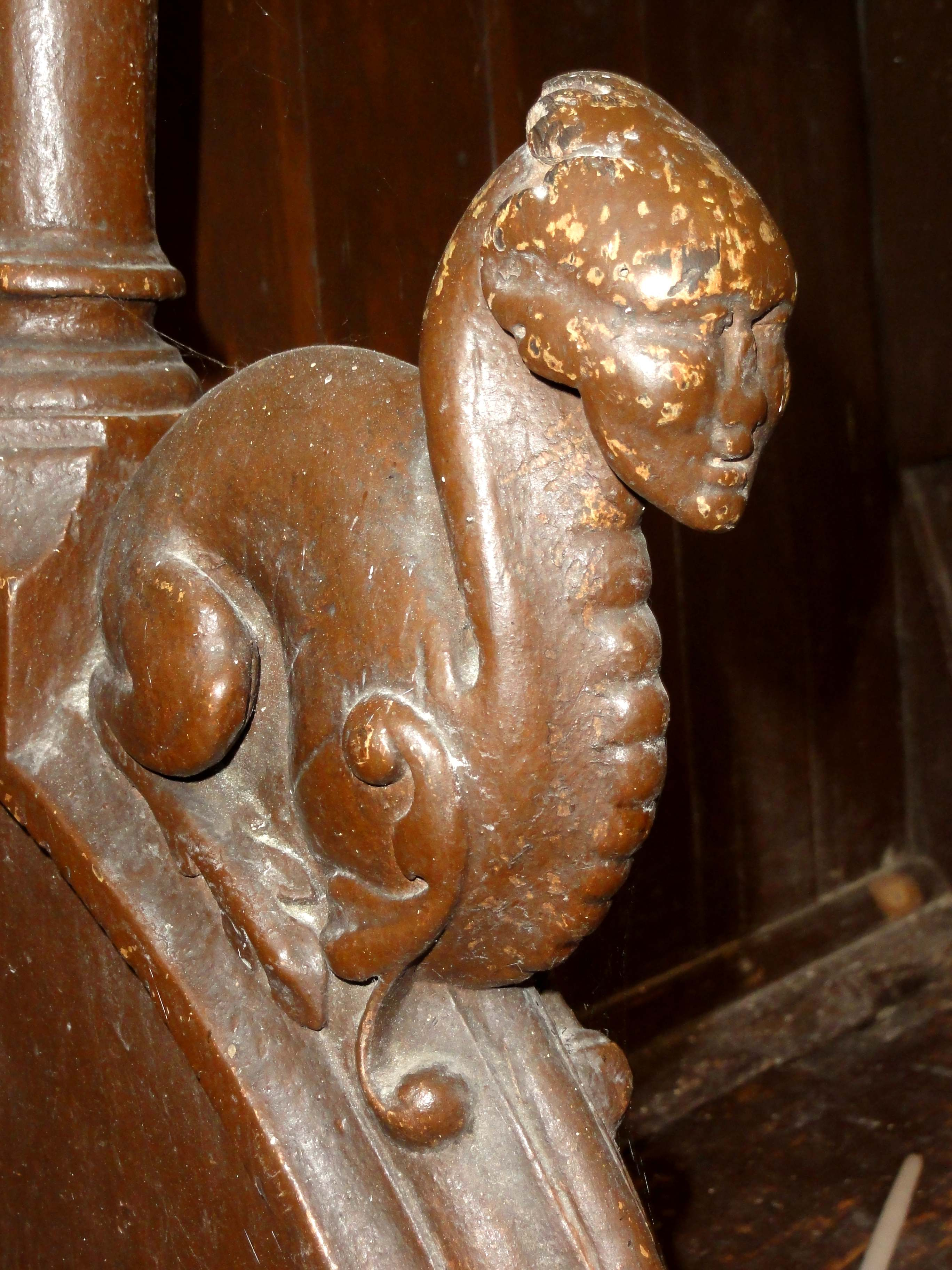
Accotoir.
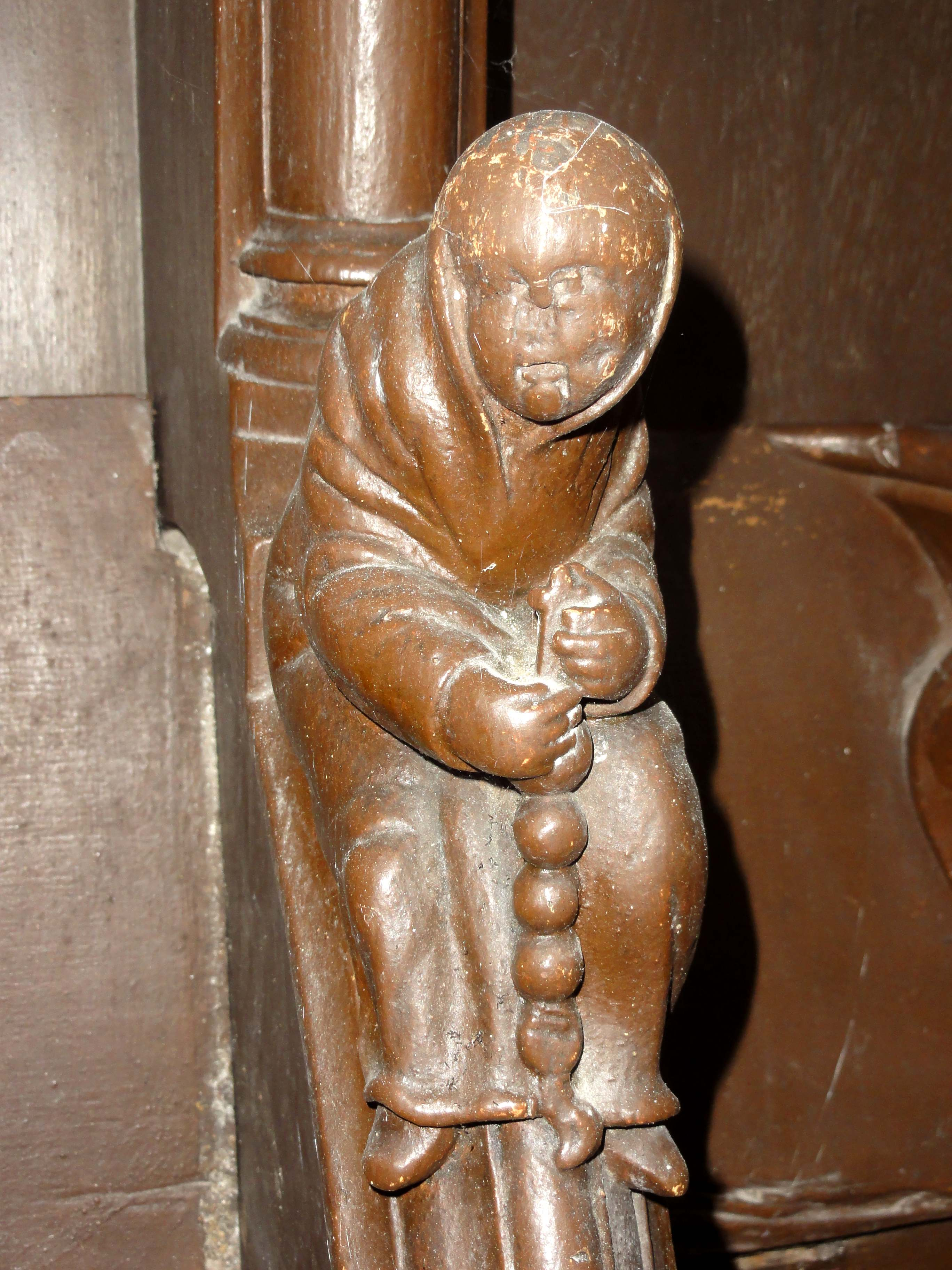
Accotoir.
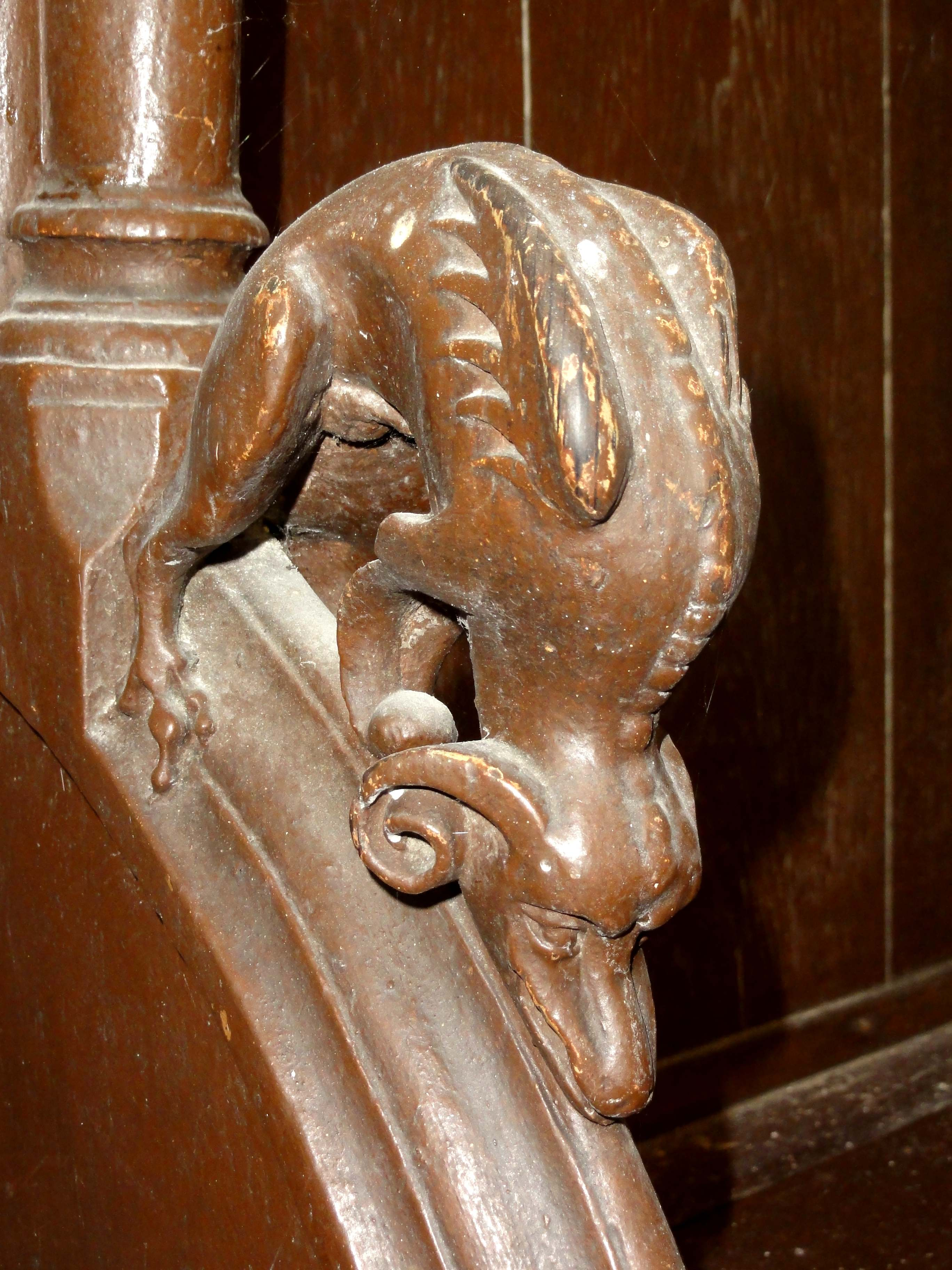
Accotoir.
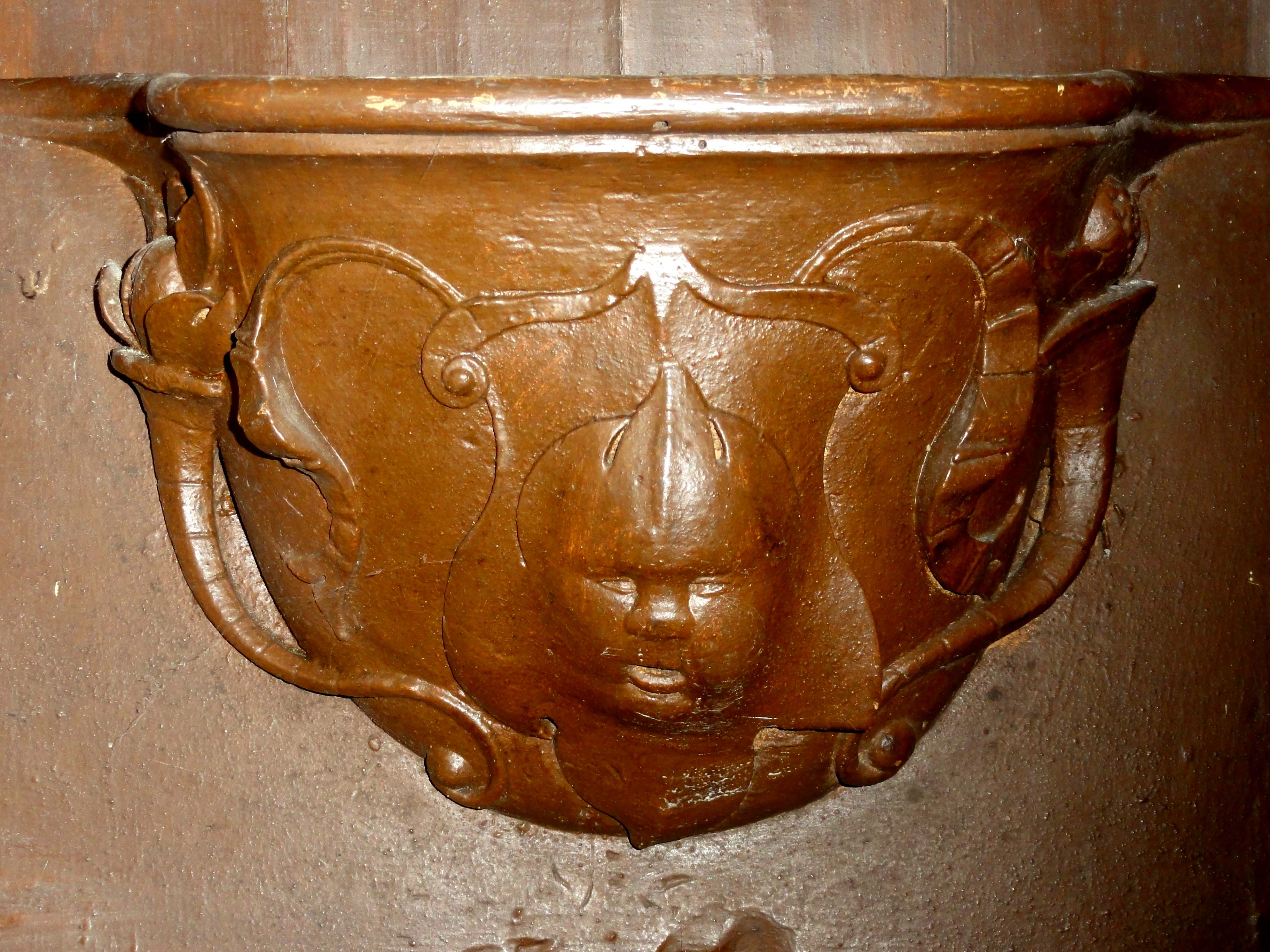
Miséricorde.
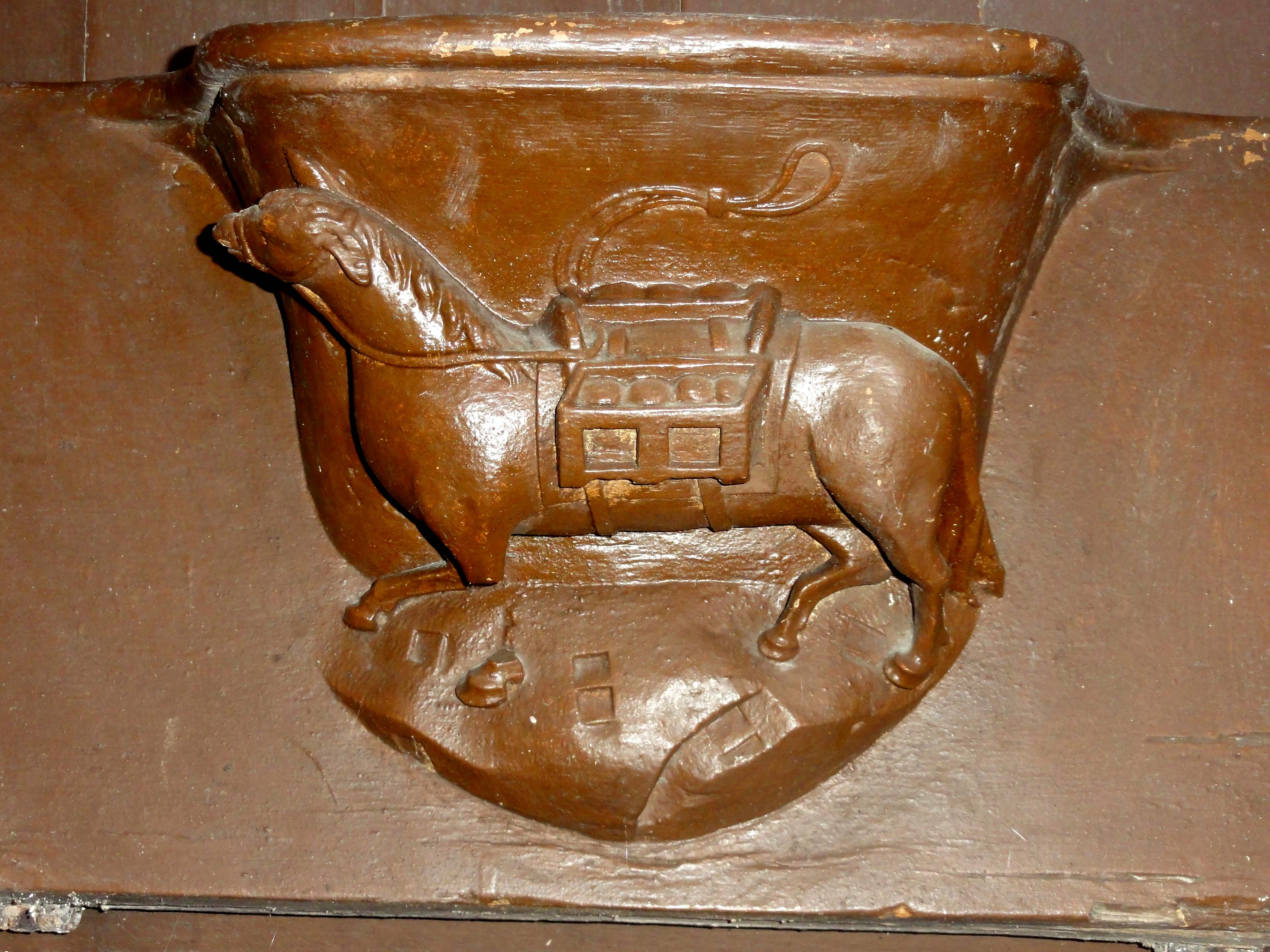
Miséricorde.

### Vitraux

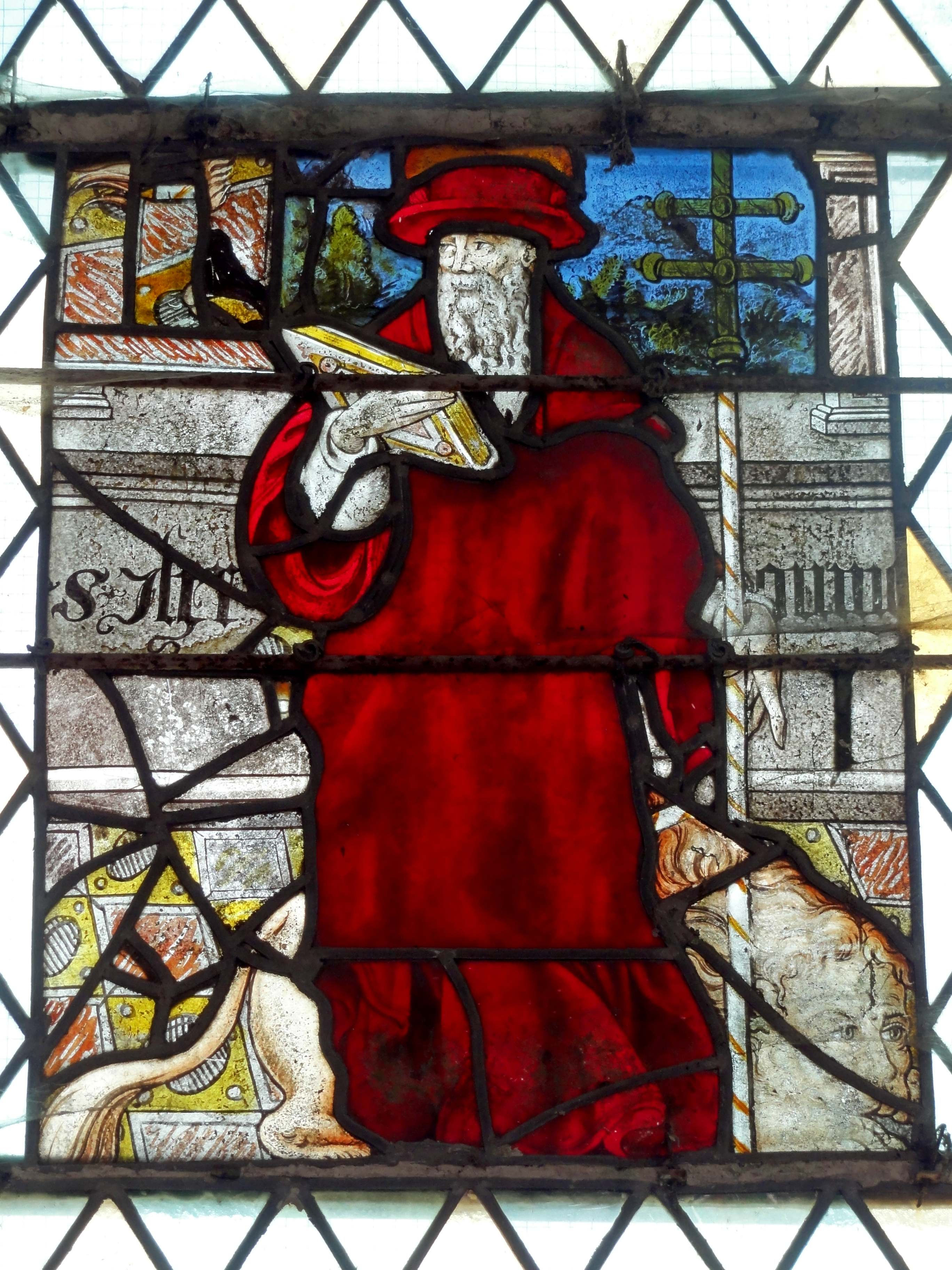
Vitrail - saint Jérôme.

Les fragments de vitraux de la Renaissance sont classés au titre immeuble depuis mai 1975. Ils sont regroupés dans les lancettes des deux fenêtres rayonnantes des pans de l'abside. Sur la fenêtre de gauche (no 1), l'on voit, dans la lancette de droite, un panneau cohérent et bien conservé, où l'on voit saint Jérôme, revêtu d'un ample manteau rouge et coiffé d'un grand chapeau de la même couleur. Il porte une longue barbe blanche, et tient dans sa main droite un livre fermé, et dans sa main gauche, une crosse épiscopale sous la forme d'une croix à deux branches. Derrière lui, un lion est allongé par terre. C'est l'un des attributs de saint Jérôme (comme de saint Marc). L'on voit en outre un décor architecturé, avec des dalles colorées au sol, le soubassement des fenêtres de la salle où le saint se trouve, et un paysage en haut, à l'arrière-plan. Des fragments sont employés comme bouche-trous dans l'angle de gauche. Sur la lancette de gauche de la même fenêtre, l'on voit saint Grégoire le Grand de profil, dont le manteau doré laisse apercevoir une soutane bleue. Il tient dans sa main gauche un livre ouvert, qu'il est en train de lire, et porte dans son autre main une crosse du même type que saint Jérôme. Contrairement à lui, il est ganté, et coiffé de la mitre. Ses habits sont richement décorés de broderies. Le visage et les pieds ne sont malheureusement pas conservés. Le décor architecturé est analogue à la lancette voisine, mais ici la silhouette d'une ville occupe l'emplacement du paysage. Divers fragments sont regroupés au-dessus du panneau de saint Grégoire, dont une tête de roi, une main et des phylactères provenant d'un arbre de Jessé. Les deux panneaux de Docteurs de l'Église dateraient de la  première moitié du XVIe siècle. Outre par les attributs, l'identification est possible grâce à des inscriptions qui se trouvent interrompues par les figures, même si la graphie de Jérôme est équivoque.
Moins intéressants sont les vitraux des deux lancettes de la fenêtre de droite (no 2). L'on y a regroupé pèle-mêle d'autres fragments de l'arbre de Jessé, ainsi que des fragments d'autre provenance, dont une grande tête et des restes de bordures. Assez cohérents restent les ensembles de deux rois sur le second registre, et l'homme en buste en haut de la lancette de droite. Ces fragments remonteraient au milieu du XVIe siècle. De nombreux phylactères arborant les noms des rois habituels figurant sur les arbres de Jessé permettent l'identification du sujet principal. Outre les vitraux classés, l'on peut signaler le médaillon qui seul subsiste de la baie d'axe. Il représente la Charité de Saint-Martin. Le saint et sa monture, le soldat qui l'accompagne et le mendiant avec lequel Martin partage son manteau sont en grande partie, sinon entièrement, modernes. Mais le château à l'arrière-plan est traité de la même manière que les arrière-plans des panneaux des Docteurs de l'Église, et l'on voit que le reste du vitrail est constitué de nombreux fragments de réemploi, qui sont également susceptibles d'être anciens.

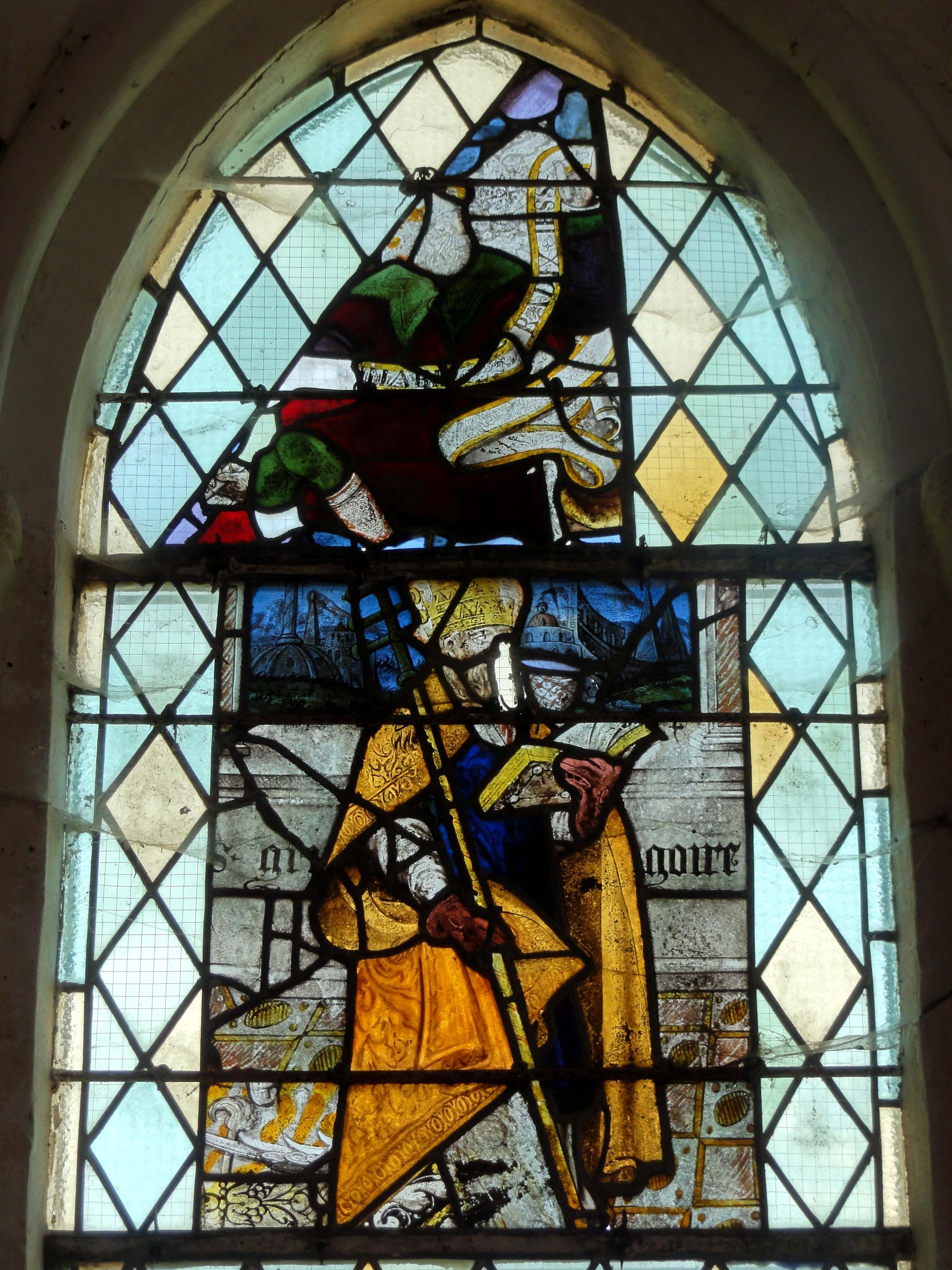
Saint Grégoire.
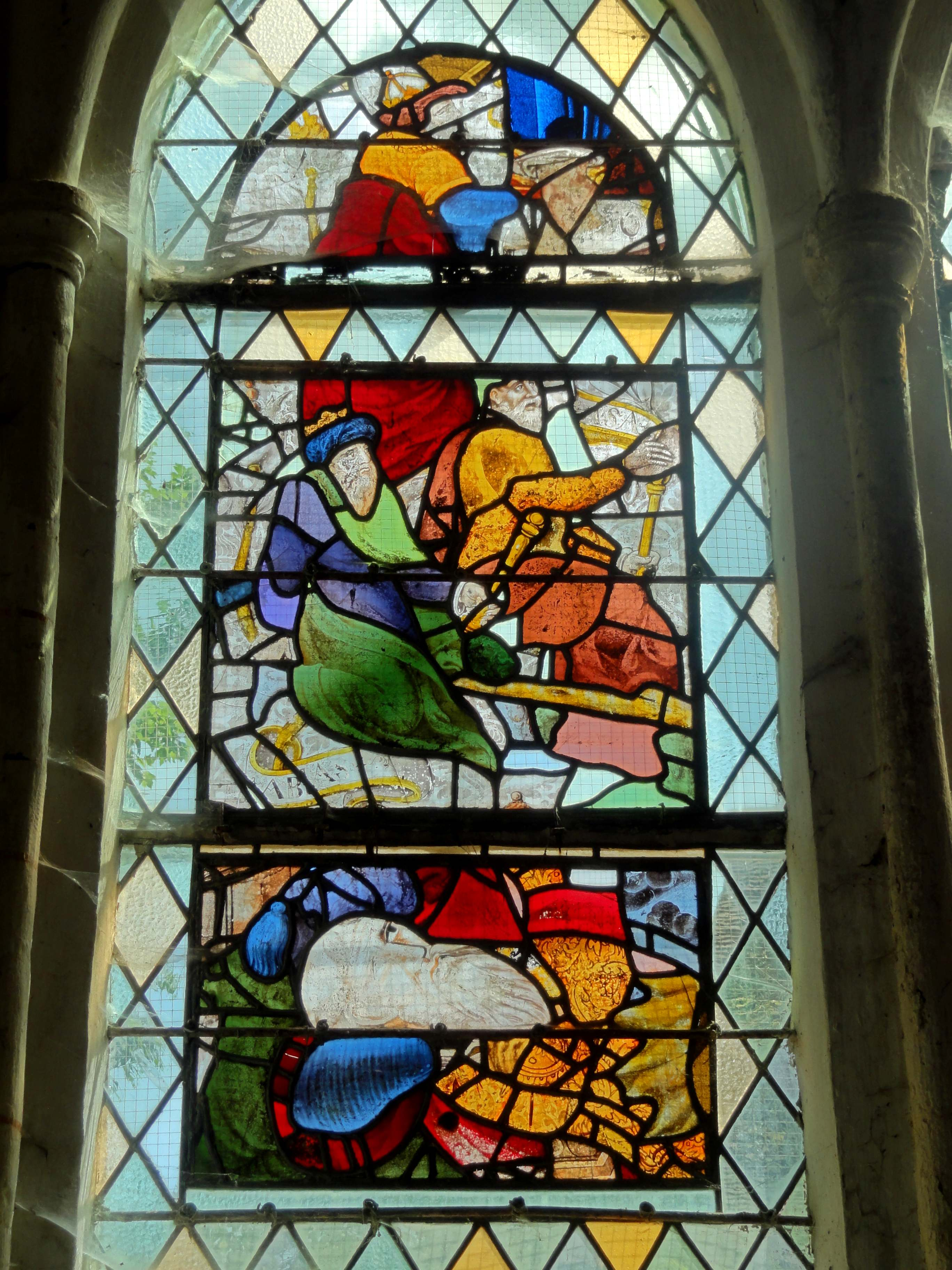
Arbre de Jessé.
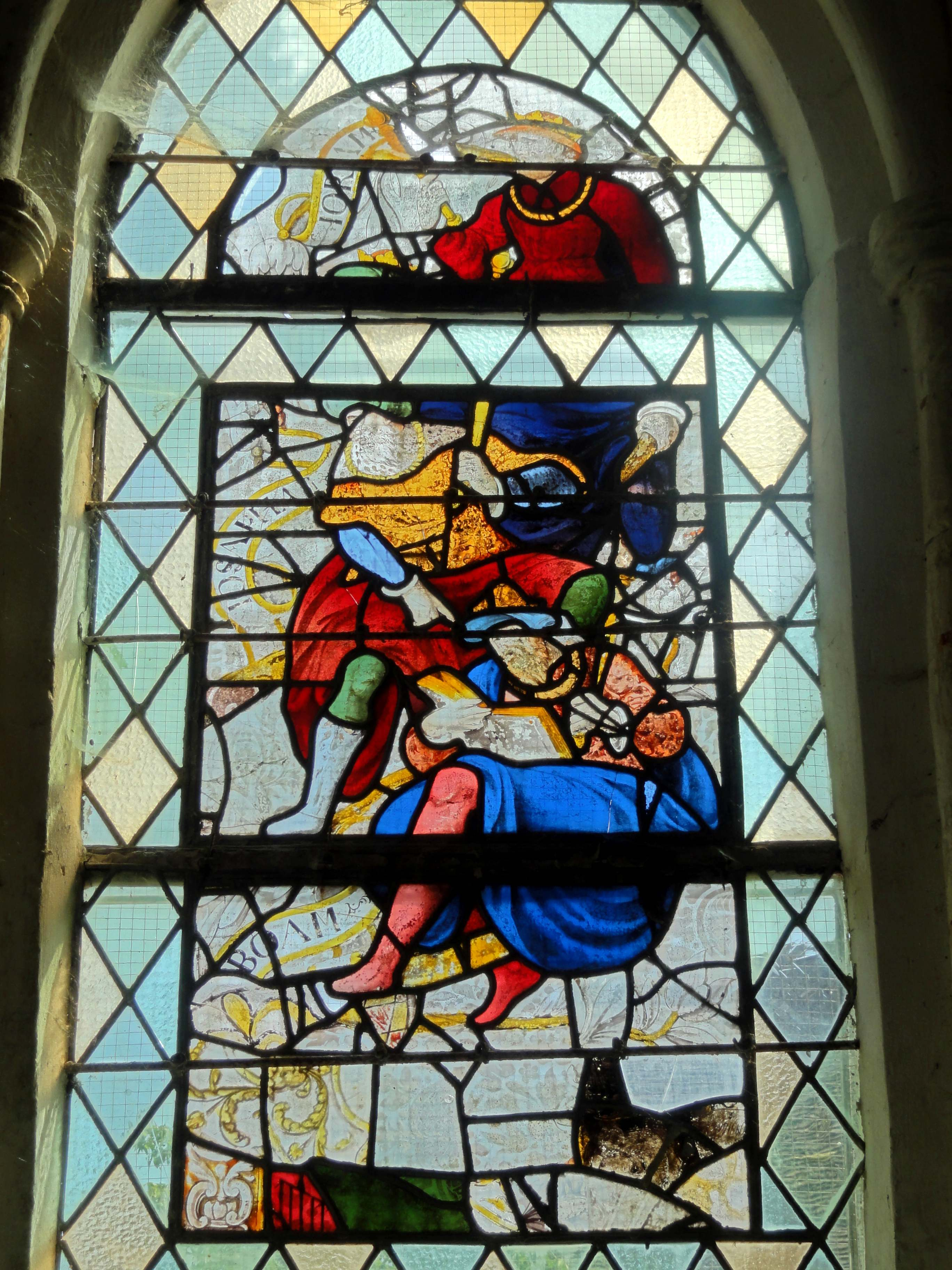
Arbre de Jessé.
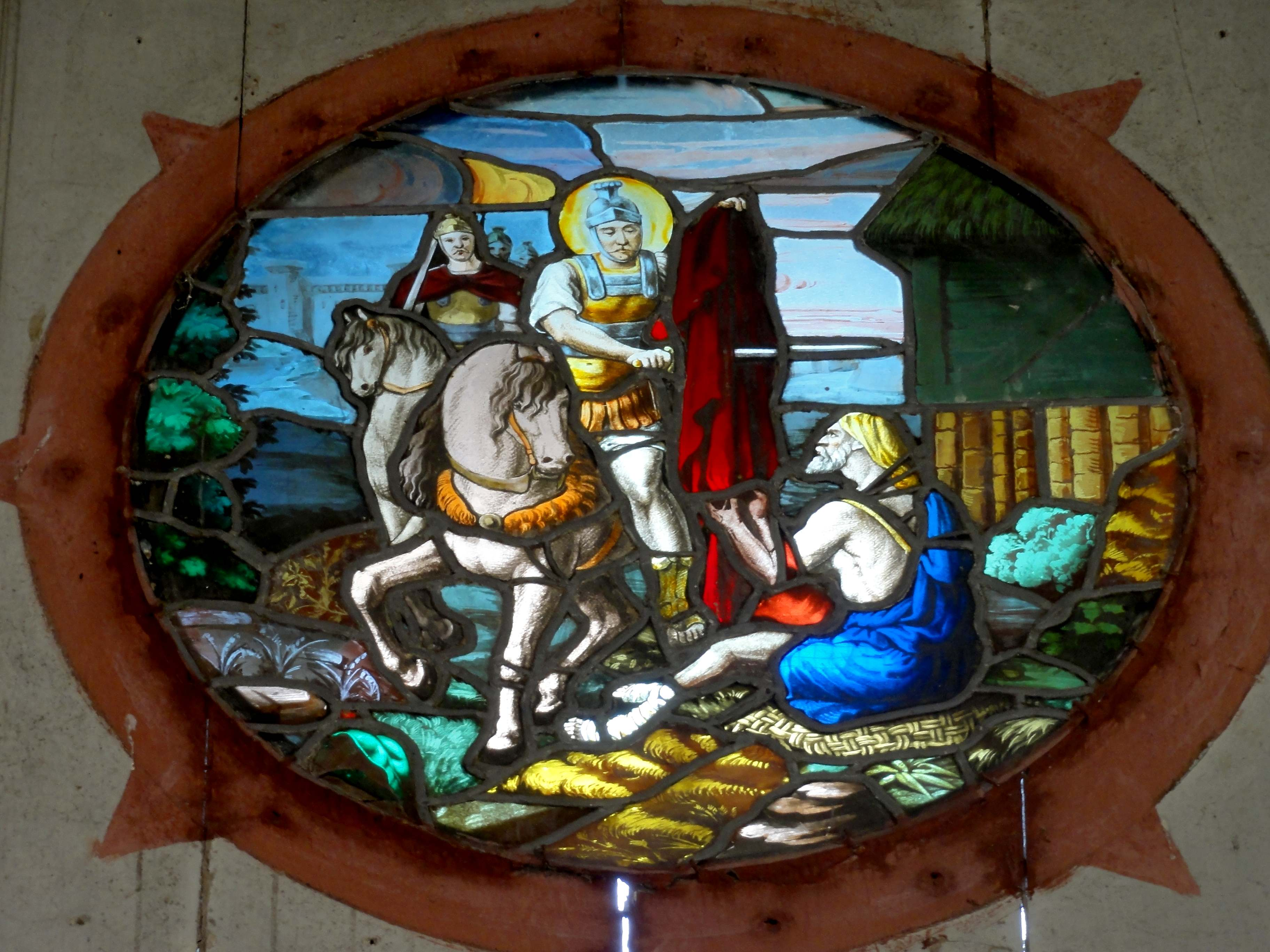
Charité de Saint-Martin.

### Divers

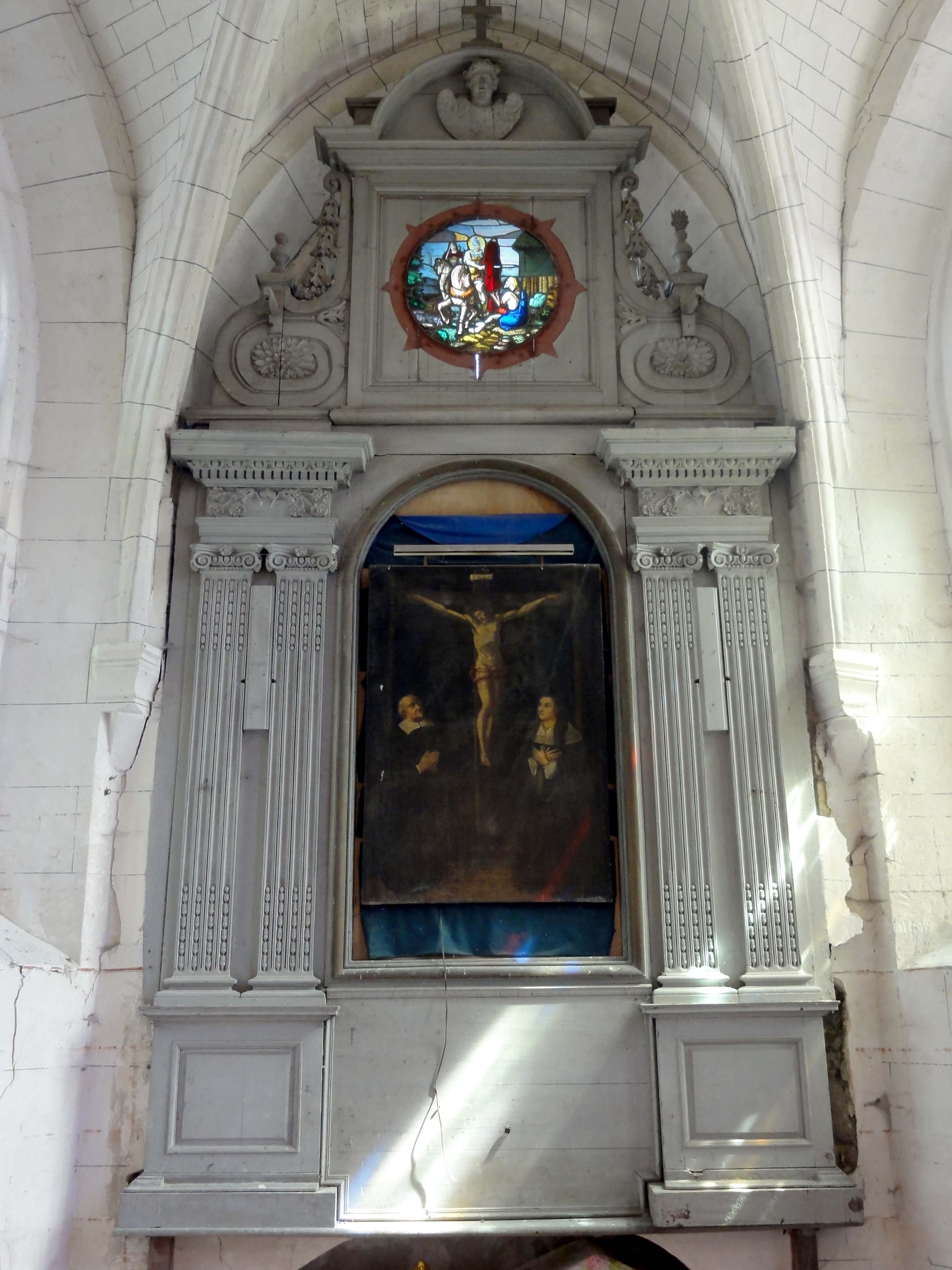
Retable du chevet.

- La cloche en bronze de 1727 mesure 105 cm de diamètre et autant de hauteur. Elle porte l'inscription suivante : « L'AN 1727 JAY ETE BENITE PAR MR JEAN-BAPTISTE […] MTE ES ART EN […] DE PARIS ETC DE CETTE PAROISSE ET JE SUIS NOMMEE CATHERINE ANGELIQUE PAR PIERRE BERJERON MARCHAND FILASSIER DE VAUCELLES PAREIN ET CATHERINE BRUIEZ LABOUREUR A NERY LA MARAINE JEAN CHAMPION […] MARGUILLERS A BOITEUX R. DESPRES CLERC ET PLUS LES A. ET J.B. HANRIOT ET N.GOULARD MONT FAITE ». Les fondeurs sont donc A. et J.B. Hanriot et N. Goulard. Vaucelles est un hameau de Néry. La cloche est classée depuis novembre 1912, et a été restaurée par Régis Singer en 2012[22] (sans illustration).
- La sculpture religieuse est aujourd'hui représentée par un petit nombre de statues sulpiciennes sans intérêt. Seul le Christ en croix pourrait être antérieur à la Révolution. Subsiste également le torse de la statuette en pierre polychrome d'un saint non identifié.
- L'église conserve la plaque de fondation de Louis Fizeay, curé de Néry, mort le 28 janvier 1608, et la plaque funéraire de Marguerite Houbigant, morte le 13 décembre 1699 à l'âge de 68 ans.
- Le retable du chevet, en bois taillé et peint, est de style baroque, et susceptible de dater du XVIIe siècle. Il occupe tout le pan axial de l'abside. Seulement la partie basse reste libre. On y trouve une niche murale servant de rangement pour les objets liturgiques avant la construction de la sacristie. L'autel de célébration, en forme de tombeau galbé, comporte également des placards accessibles de derrière. Avec son tabernacle, qui se présente comme un édicule baroque orné de colonnettes torsadées, il a été avancé à la suite de la réforme liturgique, bien que ne permettant pas la célébration « face au peuple ». Le retable est très plat. Il est destiné à servir d'écrin à un grand tableau au cadre cintré, qui n'existe toutefois plus, et a été troqué contre un plus petit tableau représentant le Christ en croix entre la Vierge de douleur et saint Jean. Le tableau est cantonné de deux paires de pilastres ioniques cannelés et ornés de perles, qui supportent des sections d'entablement garnies de fleurs sculptés en bas-relief, avec un rang de denticules et un rang d'oves et de dards dans l'échine de la corniche. Il existe un second registre, qui comporte au centre un panneau carré ajouré d'un grand oculus, qui ouvre la vue sur le vitrail de la Charité de Saint-Martin déjà signalé ci-dessus. Le panneau est flanqué de deux ailerons et sommé d'un fronton cintré, où se profile une tête de chérubin au-dessus d'un collier d'ailes, tandis que des chutes de fleurs retombent à gauche et à droite.

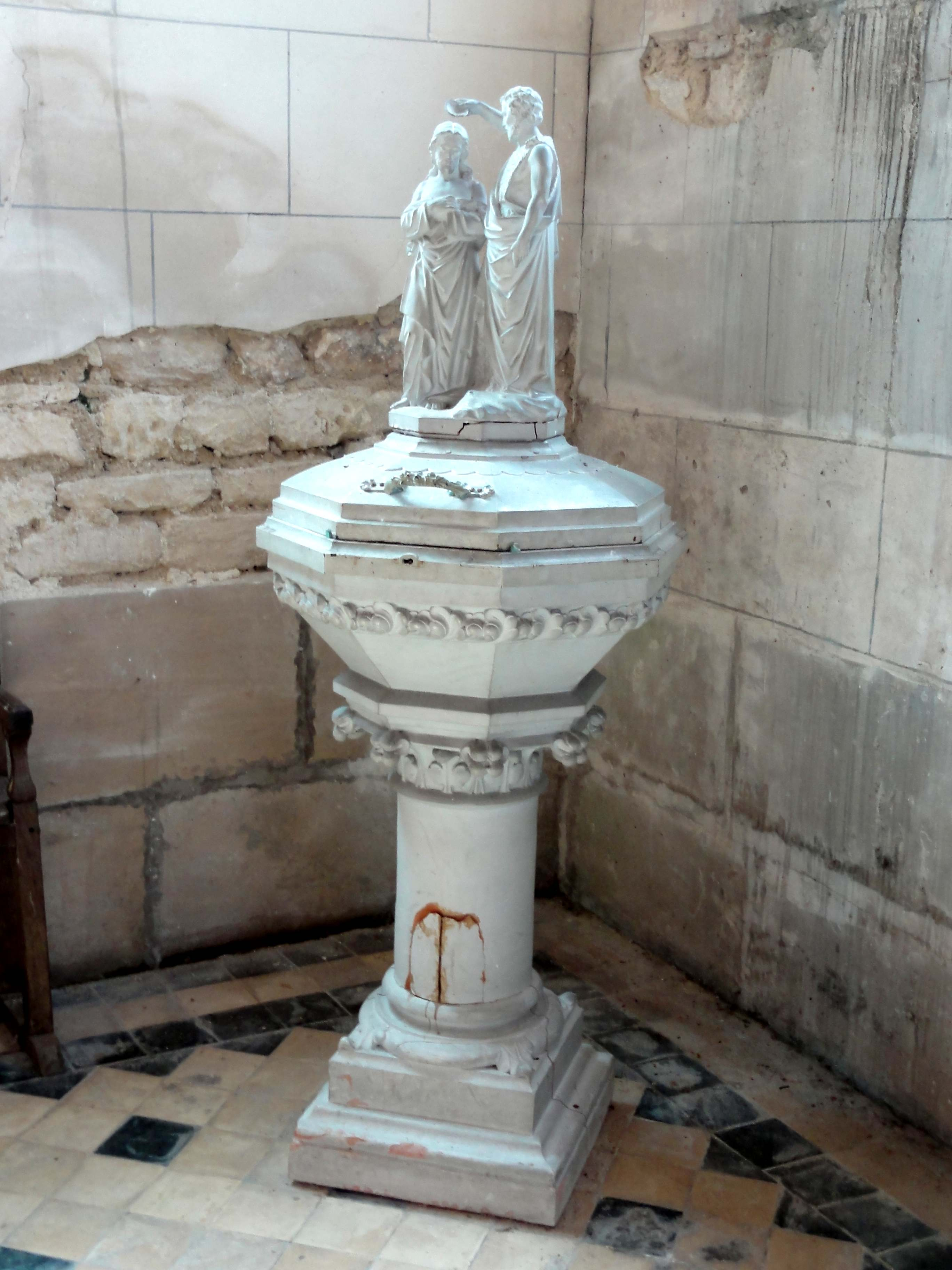
Fonts baptismaux.
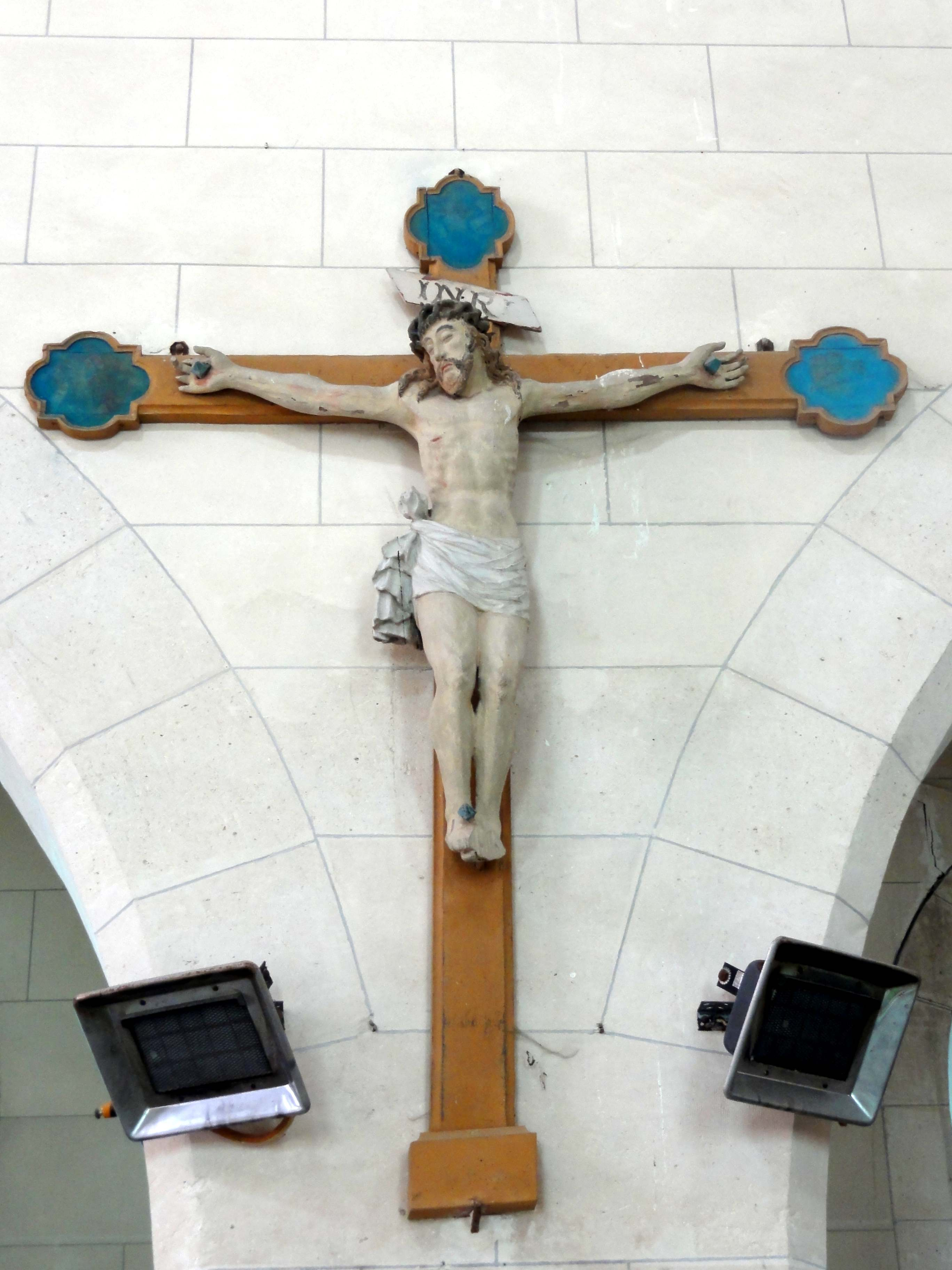
Christ en croix.
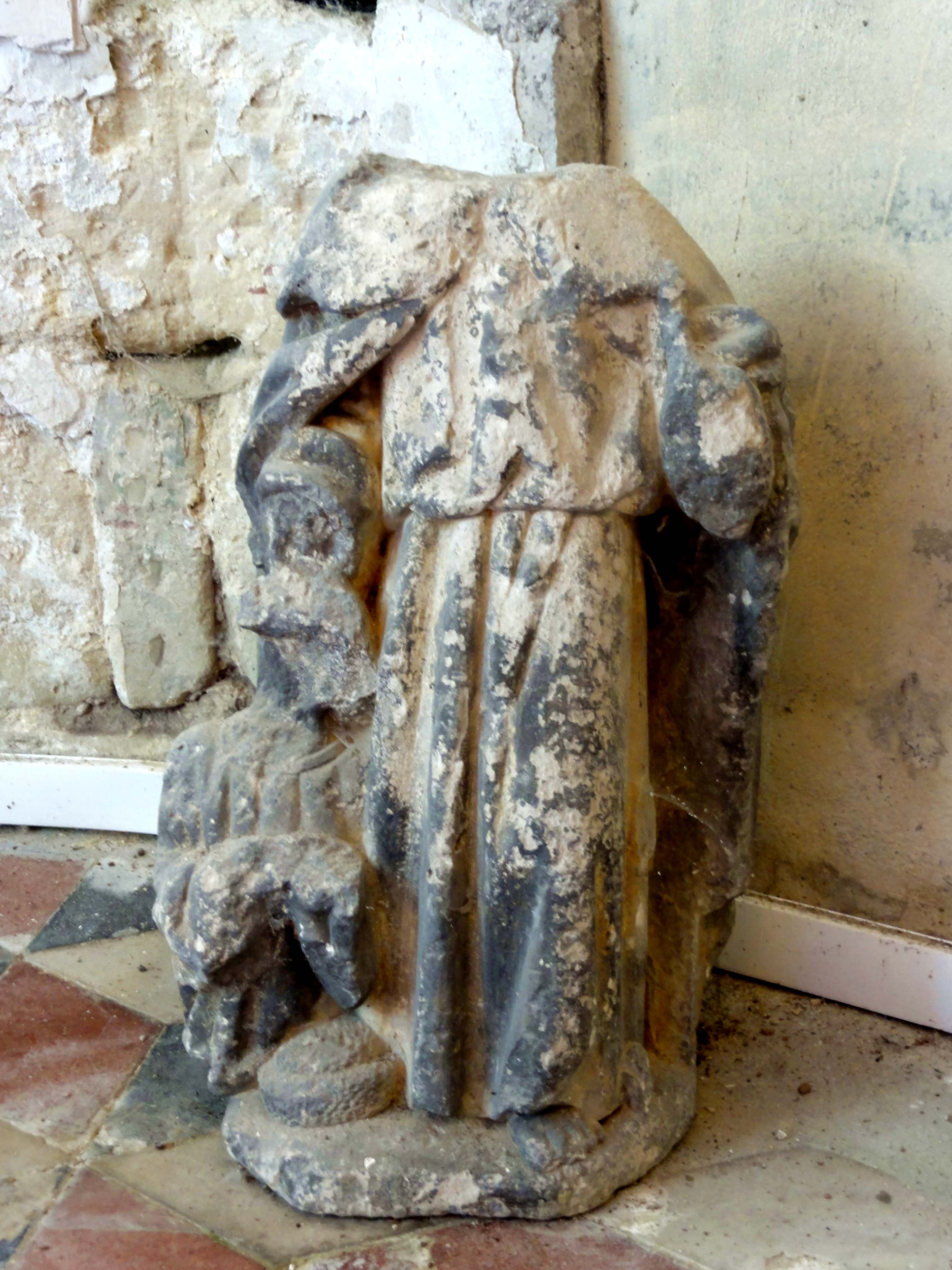
Statuette mutilée.
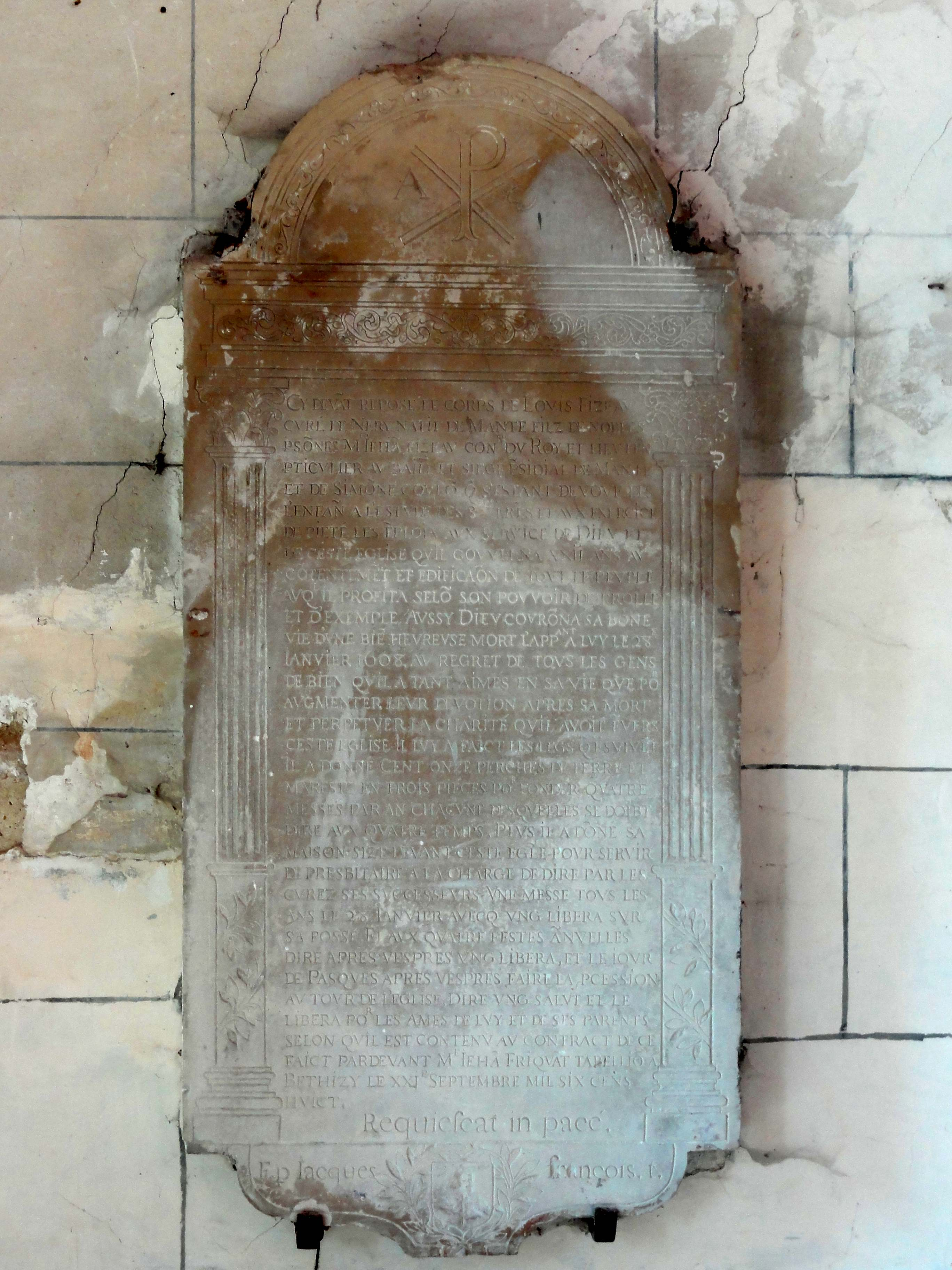
Plaque de fondation.
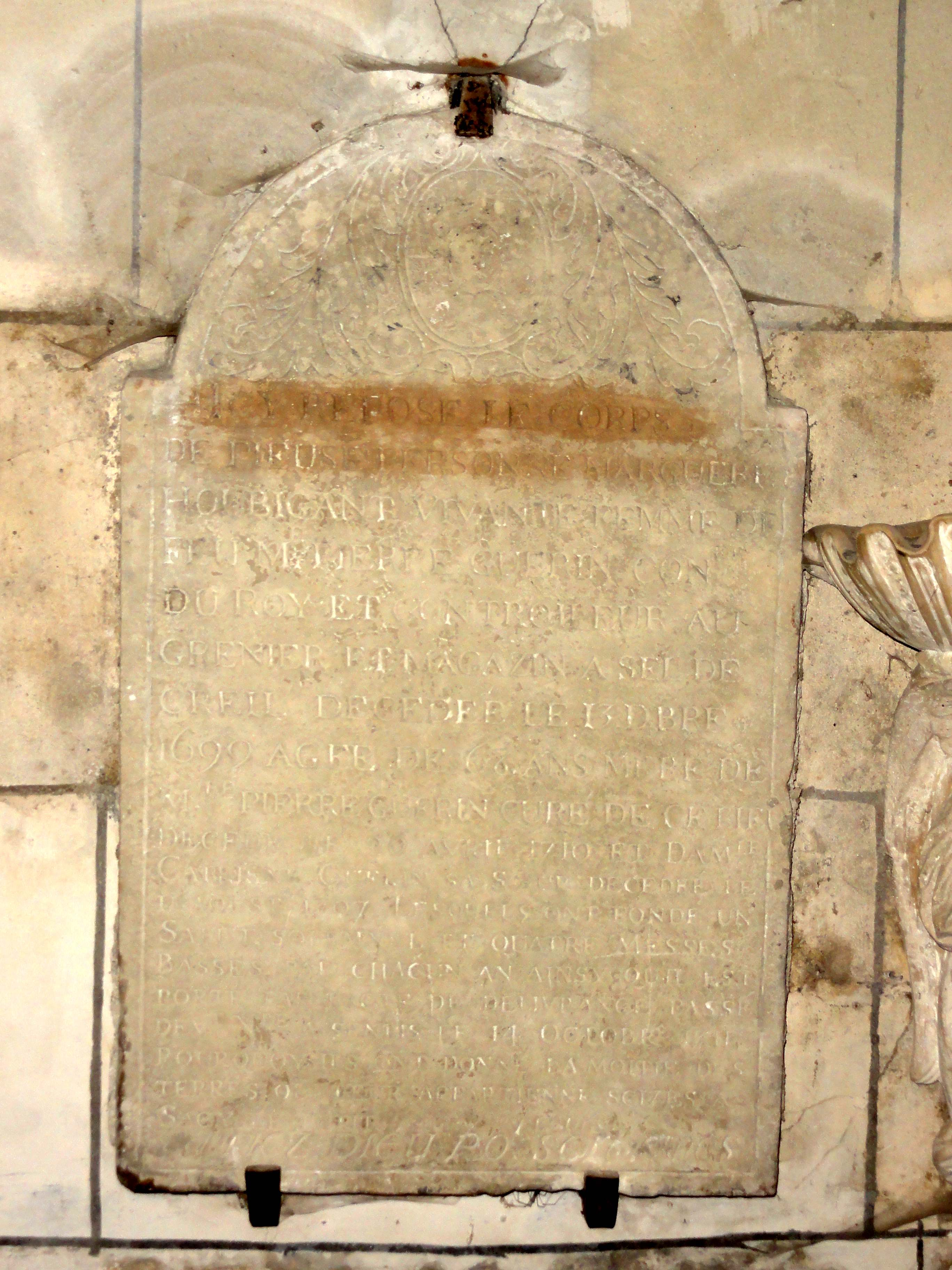
Plaque funéraire.
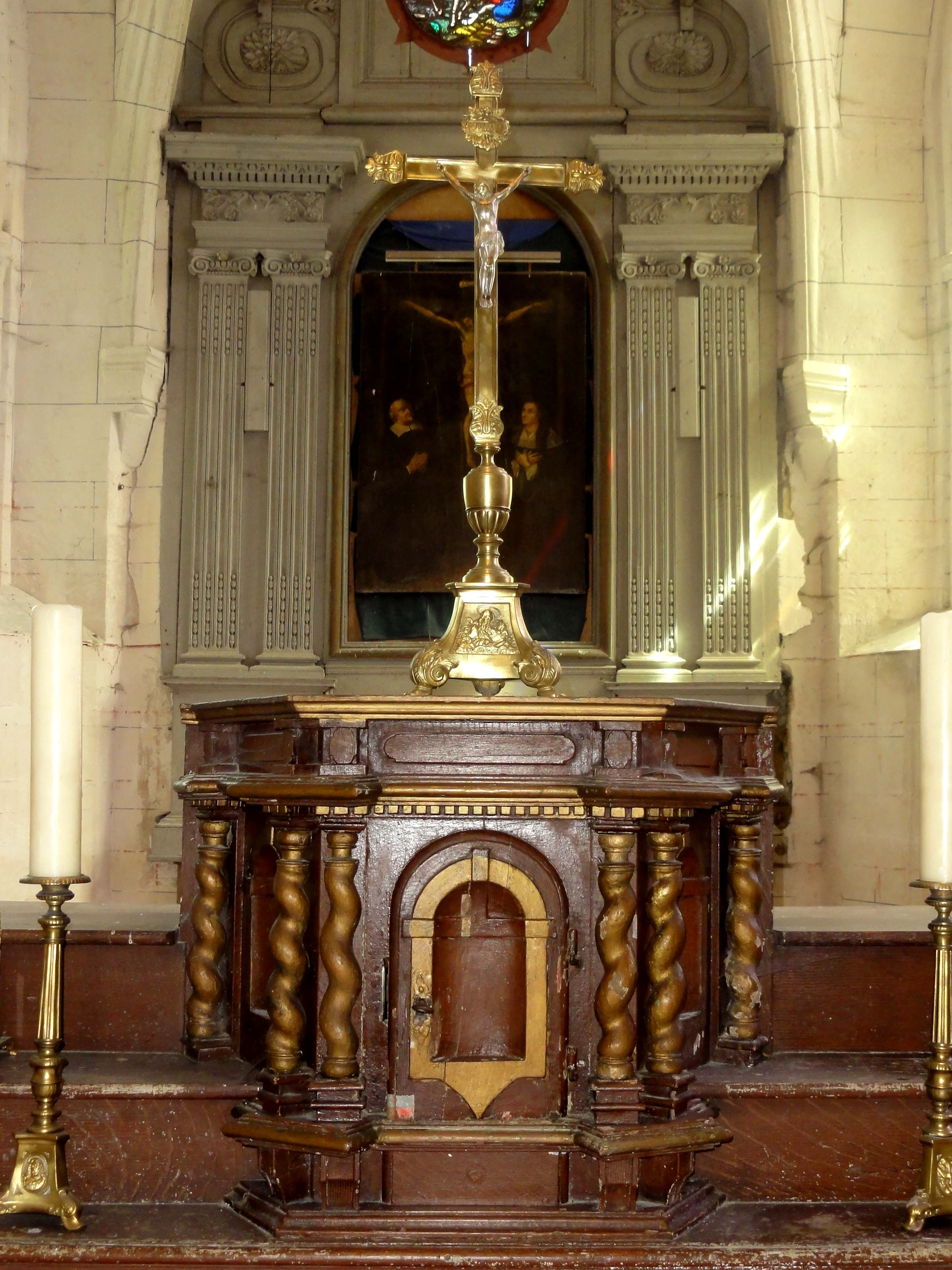
Tabernacle.